# Bunuri mobile din domeniul artă plastică clasate în patrimoniul cultural național al României aflate în județul Prahova
Acestă listă conține bunurile mobile din domeniul artă plastică clasate în Patrimoniul cultural național al României aflate la momentul clasării în județul Prahova.

## Tezaur
| Foto | Informații generale                                                                               | Detalii tehnice | Descriere | Deținător                                                       | Legături |
| ---- | ------------------------------------------------------------------------------------------------- | --- | --- | --------------------------------------------------------------- | -------- |
|      | Orientala Autor: Loghi, Kimon                                                                     | Datare: 1898 Școală: Școală germană Dimensiuni: 91 x 79 cm Material: ulei pe pânză; lemn stucat; aurit                                                                       | Compoziție pe verticală, cu personaj feminin, reprezentat frontal bust, cu jumătatea superioară a corpului învăluită gradual în penumbră, părul strâns, umerii goi, veșminte cu motiv decorativ oriental. Stil: impresionism cu influențe ale curentului Jugenstil și ale artei grigoresciene. Cromatică: negru, roșu, galben, ocru, pe fond brun roșcat. Rama din lemn, stucat aurit, cu motiv geometric în registre. | Muzeul Național Peleș, Sinaia                                   | Cimec    |
|      | Natură statică Autor: Stoenescu, Eustațiu                                                         | Datare: cca. 1942 Școală: Școală românească modernă Dimensiuni: 41x57 cm Material: ulei pe carton                                                                            | Lucrare profundă și rafinată, de o remarcabilă valoare artistică, în care calitățile majore ale lui Eustațiu Stoenescu – profunzimea, vibrația lăuntrică, monumentalitatea, natura arhietipală a imaginii – sunt prezente într-un mod exemplar. Semnată cu alb-gri și datată, 1942, stânga sus. | Muzeul Județean de Artă Prahova „Ion Ionescu-Quintus”, Ploiești | Cimec    |
|      | Peisaj cu bordei Autor: Grigorescu, Nicolae                                                       | Școală: Școală românească modernă Dimensiuni: 42x46 cm Material: ulei pe lemn                                                                                                | Semnată cu negru, stânga jos. | Muzeul Județean de Artă Prahova „Ion Ionescu-Quintus”, Ploiești | Cimec    |
|      | Portretul pictorului Ștefan Popescu Autor: Stoenescu, Eustațiu                                    | Datare: 1940 Școală: Școală românească modernă Dimensiuni: 69x49 cm Material: ulei pe carton                                                                                 | Semnată cu negru, dreapta jos, nedatată. | Muzeul Județean de Artă Prahova „Ion Ionescu-Quintus”, Ploiești | Cimec    |
|      | Natură statică Autor: Michailescu, Corneliu                                                       | Datare: 1930 Școală: Școală românească modernă Dimensiuni: 50x65 cm Material: ulei pe carton                                                                                 | Semnată, în monogramă, stânga jos. | Muzeul Județean de Artă Prahova „Ion Ionescu-Quintus”, Ploiești | Cimec    |
|      | Crâng verde Autor: Luchian, Ștefan                                                                | Datare: Sec. XX;1/4 Școală: Școală românească modernă Dimensiuni: 35x49 cm Material: pastel pe carton                                                                        | Lucrarea este tipică pentru tehnica pastelului, așa cum o folosește Luchian, dar și pentru felul în care această tehnică se potrivește structurii sale sufletești. Diafanitatea pastelului este un mediu excepțional, atât pentru comunicarea unei enorme sensibilități cât și pentru acreditarea unei forțe interioare la fel de semnificative. Deși, tehnic, avem de-a face cu o lucrare de grafică prin energia intrinsecă ea este mai degrabă asimilabilă picturii. Semnat dreapta jos cu negru: St Luchian. Nedatat. | Muzeul Județean de Artă Prahova „Ion Ionescu-Quintus”, Ploiești | Cimec    |
|      | Cap de țărancă Autor: Grigorescu, Nicolae                                                         | Datare: înc. sec. XX Școală: Școală românească modernă Dimensiuni: 26x17 cm Material: ulei pe lemn                                                                           | Portret de mici dimensiuni, realizat însă cu o mare libertate a gestului și cu o perfectă capacitate de sinteză plastică a imaginii, monumental prin adâncimea sensibilității. Pictorul face încă o dată dovada enormei lui înzestrări de a surprinde și de a reda gingășia, forța și măreția chipului uman. Nedatată, semnată dreapta jos cu roșu: Grigorescu. | Muzeul Județean de Artă Prahova „Ion Ionescu-Quintus”, Ploiești | Cimec    |
|      | Bogdan Petriceicu Hasdeu Autor: Grigorescu, Nicolae                                               | Datare: sf. sec. XIX - începutul sec. XX Dimensiuni: L: 800 mm; LA: 600 mm Material: ulei pe pânză                                                                           | Portretul savantului - pe fond roșu - este redat bust, frontal, cu privirea îndreptată spre privitor, înveșmîntat în redingotă neagră și cămașă albă. B.P.Hasdeu este surprins la anii senectuții, cu părul alb, pieptănat pe sapte, cu barbă și mustăți stufoaseș psihologic, figura este caracterizată prin blândețe și suferință. Factură academistă, cromatică sobră. | Muzeul „Bogdan Petriceicu Hasdeu”, Câmpina                      | Cimec    |
|      | Julia Hasdeu Autor: Georgescu, Ioan                                                               | Dimensiuni: Î: 725 mm Material: marmură de Carrara, polisată | Sculptura, bust o reprezintă pe Julia Hasdeu, având chipul cu părul prins în coc, pieptul înveșmântat într-o rochie cu falduri ample, cu gâtul și umerii dezgoliți, soclul din marmură este circular aplatizat. Factură realistă, cu surprinderea exactă a detaliilor anatomice și de veșmânt. | Muzeul „Bogdan Petriceicu Hasdeu”, Câmpina                      | Cimec    |
|      | Julia Hasdeu în bibliotecă Autor: Maillart, D.                                                    | Datare: 1889 Dimensiuni: L: 1020 mm; LA: 750 mm Material: ulei pe pânză | Surprinsă frontal, în prim plan, într-un interior populat cu obiecte de studiu, înveșmântată într-o rochie albă, cu privirea întoarsă spre stânga, Iulia Hasdeu se sprijină cu mâna stângă pe o mobilă acoperită cu un covor, în timp ce cu mâna dreaptă cuprinde o carte deschisă. Fundalul este închis la stânga de o draperie roșie, iar la dreapta deschis către un peisaj primăvăratic. | Muzeul „Bogdan Petriceicu Hasdeu”, Câmpina                      | Cimec    |
|      | Iulia Hasdeu, soția Autor: Storck, Karl                                                           | Datare: 1903 Dimensiuni: Î: 540 mm Material: marmură albă, sculptată, polisată                                                                                               | Bust din marmură, reprezentând-o pe Iulia Hasdeu, soția, la vârsta senectuții; figura cu părul pieptănat cărare pe creștetul capului, prins în coc la spate; dublu veșmânt: dedesubt, rochie cu guler pe gât, deasupra, pelerină croită en coeur. Reprezentare în spirit realist cu surprinderea detailată a elementelor anatomice și a sugestiilor psihologice - demnitate, seninătate. Semnat și datat pe verso. | Muzeul „Bogdan Petriceicu Hasdeu”, Câmpina                      | Cimec    |
|      | Bogdan Petriceicu Hasdeu Autor: Mirea Demetrescu, George                                          | Datare: 1887 Dimensiuni: L: 860 mm; LA: 670 mm Material: ulei pe pânză | Portret de factură academistă, cu personajul redat bust, în poziție frontală, cu privire îndreptată spre privitor. Savantul, cu părul dat pe spate, barba și mustățile răsfirate, poartă redingotă neagră, vestă și cămașă. Pata albă a veșmântului, ferm conturată de negrul veșmântului și al fundalului, conferă monumentalitate lucrării. Semnat și datat în stânga, sus, cu ocru. | Muzeul „Bogdan Petriceicu Hasdeu”, Câmpina                      | Cimec    |
|      | Casa dascălului Autor: Tonitza, Nicolae                                                           | Datare: 1926 Dimensiuni: 100 x 70 cm Material: ulei pe carton | Pictură în ulei pe carton. Semnată dreapta jos, cu brun: „Tonitza”. Pe verso: „Tonitza: Casa dascălului 1926 N. Tonitza”. | Muzeul Județean de Artă Prahova „Ion Ionescu-Quintus”, Ploiești | Cimec    |
|      | Cimitir turcesc Autor: Popescu, Ștefan                                                            | Datare: 1922 Dimensiuni: 70 x 100 cm Material: ulei pe pânză | Semnată dreapta jos, cu negru: „St. Popescu”. Datată '22. | Muzeul Județean de Artă Prahova „Ion Ionescu-Quintus”, Ploiești | Cimec    |
|      | Ghiveci cu garoafe Autor: Andreescu, Ioan                                                         | Dimensiuni: 66 x 51 cm Material: ulei pe pânză | Semnată dreapta jos: „I. Andreescu”. Nedatată. | Muzeul Județean de Artă Prahova „Ion Ionescu-Quintus”, Ploiești | Cimec    |
|      | Maica Domnului cu Pruncul - Mater salvatoris                                                      | Datare: Sf. sec. XIV - înc. sec. XV Școală: Atelier sienez Dimensiuni: 108,5x57,5x6 cm Material: tempera pe lemn; lemn sculptat aurit; fond aurit                            | Pe fundalul auriu, neutru, în centrul compoziției este redată Maica Domnului cu Pruncul în brațe așezată pe o banchetă. Este înfățișată în semiprofil ușor întoarsă spre umărul stâng, într-o mișcare grațioasă. Ea sprijină cu mâna stângă pe lisus copil redat nud (o cămașă subțire, transparentă îi acoperă corpul până la genunchi) care, cu o mână se prinde temător de voalul mamei sale căutând parcă ocrotire. Cu un gest delicat Fecioara Maria ține în mâna dreaptă o rodie. Privirea sa pierdută în gol este o previziune a Patimilor lui lisus. Ea este înveșmântată cu o rochie elegantă, roșu-violaceu deschis, cu talia înaltă marcată de un galon brodat cu auriu pe fond verde; în jurul decolteului, o broderie aurie. Peste rochie poartă un maforion, albastru întunecat căptușit cu oliv. Capul este acoperit cu un voal subțire, transparent care-i cade pe umeri. În jurul capului aureola este decorată cu ample motive vegetale incizate realizate cu rotița. Chipul său delicat cu trăsături fine, miniaturale, este modelat într-o nuanțată gamă de ocruri și roz plecând de la proplasma brun-verzuie. La picioarele Fecioarei sunt redați nori pictați cu albastru unde se află în zbor doi heruvimi pictați cu roșu; în partea de jos a compoziției se află un vas cu trandafiri roz-violaceu. Pe fondul auriu al panoului doi îngeri în zbor desfășoară în spatele Fecioarei un velum pictat cu verde deschis. Redați în profil și semiprofil chipurile acestora sunt deosebit de frumoase, realizate miniatural; un păr bălai, ondulat, le încadrează fețele. Pe cap poartă cununi de flori iar în jurul capului aureole decorate cu ornamente florale incizate. Veșmintele lor - tunica și mantia - sunt pictate cu roșu și verde de nuanțe diferite. La dreapta și la stânga sa, Fecioara este flancată de imaginile Sf. Barbara și Sf. loan Botezătorul, reprezentați în picioare. Într-o mișcare unduitoare Sf. Barbara își înclină capul spre umărul drept, privirea sa este ațintită în jos. Ovalul perfect al feței este încadrat de un păr bălai, ondulat, strâns la ceafă. Trăsăturile fine și grațioase ale chipului său precum și modeleul delicat al carnației îi conferă un aer suav, angelic. Sf. Barbara este înveșmântată cu o rochie roșie-vișinie peste care poartă o mantie verde-oliv terminată la poale și la gât cu o bogată decorație aurie. În mâna dreaptă ține o carte ferecată iar cu stânga un clește mare de fier - simbolul martiriului său. În partea opusă, în aceeași atitudine este reprezentat Sf. loan Botezătorul care, cu o mână ține un toiag înalt, iar cu stânga ridică poalele mantiei sale. Este redat conform iconografiei tradiționale, desculț cu camilafcă; peste umeri poartă o mantie roșie, lungă, înodată la piept. Sf. loan Botezătorul este redat ca un bărbat tânăr, cu fața colțuroasă, cu barbă și mustață scurte, castanii. Părul lung, de aceeași culoare îi cade pe umeri în șuvițe ondulate. Fața sa serioasă, chiar severă, are privirea pierdută în gol. Modeleul carnației realizat în nuanțe de pământuri - ocru închis - îi accentuează trăsăturile aspre ale chipului. Panoul este delimitat în partea superioară de un arc în ogivă, decorat cu motive vegetale stilizate și aurite. Colonetele laterale lipsesc (s-au păstrat doar capitelele și bazele colonetelor). Jos, un postament dublu (reîntregit cu ocazia restaurării piesei) este pictat cu negru și auriu. Pictura panoului poate fi încadrată stilistic în perioada goticului târziu - a goticului internațional de la sfârșitul secolului al XlV-lea - a stilului "de curte" înflorat, dominat de grație, armonie, de un gust orientat spre decorație, strălucire și măiestrie în execuție. Atitudinile grațioase, gesturile elegante, echilibrul liniilor și culorilor conferă întregii compoziții o unitate poetică care amintește de expresia "goticului sienez" care a marcat pictura lui Simone Martini (prima jumătate a secolului al XIV-lea). | Muzeul Județean de Istorie și Arheologie Prahova, Ploiești      | Cimec    |
|      | Adorația Pruncului                                                                                | Datare: Sec. XV Școală: Școală din nordul Italiei Dimensiuni: 79x57x5,6 cm Material: tempera pe lemn; lemn sculptat aurit                                                    | Scena Adorației se desfășoară într-un peisaj. În stânga compoziției, în prim plan, este redată Fecioara Maria în atitudine de adorație: este așezată în genunchi; cu mâinile încrucișate pe piept face o plecăciune plină de smerenie către lisus-copil reprezentat în centrul compoziției, într-o iesle. Corpul său nud este înconjurat de o mandorlă formată din raze radiare aurii, în jurul capului având aureolă. Alături, boul și asinul, cu gurile căscate încălzesc Pruncul cu răsuflarea lor; deasupra ieslei, un șopron - un adăpost cu acoperiș de lemn în două pante - se sprijină pe doi stâlpi, dintre care unul împarte scena în două părți egale, formând axul de simetrie al compoziției. Fecioara poartă o rochie aurie din brocard broșat cu flori ample, dispuse în medalioane mari polilobe. Mantia amplă (de culoare verde întunecat și căptușită cu albastru-gri) prinsă peste umeri, la piept se adună pe pământ în falduri bogate. Pe margini, un galon lat auriu, decorat cu rotița imită șiruri de perle. La fel și aureola este decorată cu șiruri de perle. Poartă capul descoperit, iar părul lung de culoarea mătăsii de porumb îi cade pe umeri. Chipul Fecioarei, cu un oval perfect, are trăsăturile feței alterate de repictările succesive, pictura originară fiind distrusă în mare parte. Opțiunea pictorului anonim pentru decorativ, pentru redarea bogăției materialelor textile arată atașamentul său față de valorile goticului internațional. În partea opusă este redat losif, în aceeași atitudine de adorație a Pruncului. Este redat îngenunchiat, cu mâna stângă se sprijină de un toiag, iar cu dreapta își descoperă cu pioșenie capul, ținând în mână pălăria (de culoare verde, căptușită cu roșu), losif poartă peste tunica galben-ocru o amplă mantie roșie căptușită cu verde având pe margini un bogat decor auriu. Chipul său aureolat, redat din profil reprezintă un personaj bătrân, cu părul și barba albe. Vestimentația sa este asemănătoare cu a unui patrician sugerând ambianța orășenească din secolul al XV-lea. Cele două personaje sunt îngenuncheate într-un câmp verde presărat cu flori roșii cu lujere fine, delicate. Trandafirii din fundal - reiau motivul grădinii închise promovat de goticul internațional: trandafirii albi simbolizează castitatea Fecioarei, iar cei roșii prevestesc Patimile lui lisus. Un peisaj stâncos, realizat printr-un desen miniatural, sugerând un plan mai îndepărtat, unde un păstor își paște oile, amintește de ambianța picturii flamande care a influențat la acea dată pictura din nordul Italiei. Sus, pe albastrul cerului, un înger în zbor, înconjurat de raze aurii, anunță nașterea Mesiei; el ține cu mâna stângă un filacter cu o inscripție cu caractere latine, greu lizibilă. Deasupra scenei centrale, sub un arc cintrat, pe un fundal albastru este redat bust Dumnezeu-Tatăl, care binecuvântează cu dreapta iar cu stânga ține globul cruciger al puterii. Este înconjurat de capete aureolate de îngeri cu aripile strânse. Fața sa mare și plată, înconjurată de plete și barbă albe, este modelată în nuanțe de ocru. Ochii mari, au privirea îndreptată în jos, spre Pruncul lisus. Panoul este delimitat în partea superioară de un arc în plin cintru, flancat de două colonete și un postament în partea inferioară. Elementele decorative sunt realizate din lemn sculptat și aurit; după decorație și tehnica de execuție sunt de dată recentă, probabil de la sfârșitul secolului al XIX-lea sau începutul secolului al XX-lea. La aplicarea lor pe panou acestea au acoperit o parte din pictura originară. Panoul realizat dintr-un singur blat este grunduit și pictat pe verso cu două medalioane circulare. În cel de sus apare un scut pe care e pictat un cocoș în profil și două grupe de litere: IO și ST. Medalionul de jos este pictat cu verde închis. Pe verso două etichete cu înscrisuri: „Da Piacenza, 72" și „Parma", precum și patru urme de ceară roșie de la o etichetă dispărută. În concluzie, pictura panoului de altar poate fi produsul unui atelier provincial din secolul al XV-lea din nordul Italiei. Pictura sa este încă marcată de elemente stilistice care țin de goticul internațional, dar, în același timp, se fac resimțite și influențele școlii flamande și tiroleze exercitate în epocă asupra picturii italiene din zona Lombardiei. | Muzeul Județean de Istorie și Arheologie Prahova, Ploiești      | Cimec    |
|      | Isabella d'Este Autor: Klimt, Gustav                                                              | Datare: 1884 Școală: Școala austriacă, după Tizian Dimensiuni: 100 x 63 cm Material: ulei pe pânză                                                                           | Lucrarea o reprezintă pe tânăra Isabella d’Este, ducesă de Mantova, chiar daca la data realizării portretului de către Tiziano, ducesa avea deja 62 de ani. Personajul este îmbrăcat într-un costum de curte, având mâneci de culoare albastră decorate cu motive aurii, iar peste umărul stâng, o blană de hermină. Pe cap poartă turban împodobit cu pietre prețioase. Costumul este în acord cu moda anilor ’30 ai sec. XVI și nu cu perioada de tinerețe a ducesei. | Muzeul Național Peleș, Sinaia                                   | Cimec    |
|      | Tizian și Lavinia Autor: Klimt, Ernst                                                             | Datare: 1886 Școală: Școala austriacă Dimensiuni: 96 x 62 cm Material: ulei pe pânză                                                                                         | Compoziție pe verticală, cu pictorul Tizian bătrân, inspirat din autoportretul pictorului la bătrânețe, reprezentat în picioare, ușor semiprofil dreapta. Acesta este reprezentat împreună cu fiica acestuia, Lavinia, stând în picioare, semiprofil stânga, lângă o masă cu flori; cromatică: nuanțe de ocru, griuri colorate și brunuri. | Muzeul Național Peleș, Sinaia                                   | Cimec    |
|      | Portret de tânăr general în armură Autor: Klimt, Ernst                                            | Datare: 1885 Școală: Școala austriacă, după Anton van Dyck | Compoziție pe verticală, reprezentând un personaj masculin în armură, figurat trei sferturi, capul întors spre stânga. Figura proaspătă, senină, melancolică, contrastează cu armura și poziția circumstanțială, marțială a personajului. Fundal cu draperie bogată, în diverse tonuri de roșu și masă acoperită cu drapaj roșu, pe care se află coiful generalului. Cromatică este alcătuită din brunuri, ocru, roșu. Copie după van Dyck, originalul este de la Kunsthistorisches Museum Viena, datat 1622-1627. Pânza îl reprezintă probabil pe un tânăr membru al familiei Gonzaga. | Muzeul Național Peleș, Sinaia                                   | Cimec    |
|      | Maria Anna de Austria, regina Spaniei Autor: Matsch, Franz von                                    | Datare: 1885 Școală: Școala austriacă, după Velasquez | Reprezentare bust, semiprofil stânga a Mariei Anna de Austria, soția lui Filip IV, în costum spaniol, cu rochie sobră, cu o coleretă amplă și colan la gât; cromatică: alb, griuri, brunuri, negru. Fundal întunecat. Copie după Velasquez. | Muzeul Național Peleș, Sinaia                                   | Cimec    |
|      | Pe valea Câmpiniței Autor: Grigorescu, Nicolae                                                    | Datare: Sf. sec. XIX - încep. sec. XX Școală: Școală românească Dimensiuni: L: 35,3 cm; La: 24 cm Material: ulei pe pânză                                                    | Exceptând titlul care individualizează lucrarea, compoziția și cromatica sunt relativ frecvente în opera lui Nicolae Grigorescu, tabloul, de o valoare artistică incontestabilă, a făcut parte din colecția "Nicolae Iorga". Lucrarea este semnată stânga jos cu roșu: Grigorescu. | Muzeul Județean de Istorie și Arheologie Prahova, Ploiești      | Cimec    |
|      | Spătarul Mihail Cantacuzino Autor: Aman, Theodor                                                  | Datare: 1862 Școală: Școală românească Dimensiuni: L: 290 cm; La: 175 cm Material: ulei pe pânză                                                                             | Lucrarea este un portret de interpretare al spătarului Mihai Cantacuzino, fondatorul spitalului Colțea din București, a fost comandată lui Theodor Aman. Personajul este prezentat în picioare și este înfățișat în veșmântul epocii cu caftan roșu bordat cu blană neagră, cămașă de mătase și brâu lat. Tabloul este autentic și este reprezentativ pentru reconstituirea unui portret istoric. Este semnat și datat în stânga jos: Th. Aman 1862; în dreapta mijloc scrie: Mihai Cantacuzino, fondatorul spitalului Colțea. | Muzeul Județean de Istorie și Arheologie Prahova, Ploiești      | Cimec    |
|      | Ofițerul Constantin Obedeanu Autor: Grigorescu, Nicolae                                           | Datare: Sec. XIX;2/2 Școală: Școală românească Dimensiuni: L: 25,7 cm; La: 17,2 cm Material: ulei pe pânză                                                                   | Portretul îl reprezintă pe ofițerul Constantin Obedeanu, aghiotant al lui Muhlis Pașa (Beizadea Grigore Sturdza – 1853-1856). Lucrarea are o valoare deosebită pentru că reprezintă portretul unui voluntar român, ofițer în armata turcă, în războiul Crimeii. Datorită faptului că identitatea personajului este cunoscută valoarea memorială a lucrării este deosebită ilustrând un moment istoric și certifică o participare românească în războiul Crimeii. Pe spatele lucrării scrie cu creionul: N. Grigorescu - Obedeanu aghiotantul lui Muhlis Pașa (Beizadea Grigore Sturdza) – războiul Crimeii. Portretul prezintă cracluri în stratul pictural, zgârieturi, lipsă în stratul de culoare. | Muzeul Județean de Istorie și Arheologie Prahova, Ploiești      | Cimec    |
|      | Negustorul Hagi Tudorache Autor: Frankeberger, Johann                                             | Datare: 1854 Școală: Atelier vienez Dimensiuni: L: 96 cm; La: 83 cm Material: ulei pe pânză                                                                                  | Lucrarea reprezintă pe negustorul Hagi Tudorache care după pelerinajul său la locurile sfinte, a căpătat numele de Hagi. Lucrarea este o raritate în genul portretistic al începutului de secol XIX. Personajul este înfățișat așezat pe un fotoliu tapițat cu pluș albastru. Figura este redată pe trei sferturi din față, orientată spre dreapta tabloului. Gama cromatică este sobră. Negustorul este înveșmântat în costumul epocii cu fes roșu, caftan negru cu dungi subțiri roșii și brâul lat de mătase gri. Portretul are valoare deosebită pentru istoria comețului, a legăturilor negustorilor români din epocă cu Viena și restul Europei centrale. Semnat și datat dreapta jos cu brun: Frankeberger, 1854. | Muzeul Județean de Istorie și Arheologie Prahova, Ploiești      | Cimec    |
|      | Marele Ban Năsturel Herescu Autor: Grigorescu, Nicolae                                            | Datare: 1886 Școală: Școală românească Dimensiuni: L: 67,7 cm; La: 61,5 cm Material: ulei pe pânză                                                                           | Lucrarea este din a doua jumătate a secolului XIX și reprezintă un portret de interpretare al Marelui Ban Năsturel Herescu, lucrare foarte apreciată în epocă. Personajul este înfățișat șezând, înveșmântat în costumul epocii, ișlic negru, caftan negru brodat cu fir. Figura este redată pe trei sferturi din față, orientată spre dreapta tabloului. Gama cromatică este sobră. Portretul este de factură academistă din perioada de început a lui Nicolae Grigorescu. Anul 1886, înscris pe spatele lucrării, este data unei reluări dacă aparține autorului și nu este cumva o datare a unui eventual posesor. | Muzeul Județean de Istorie și Arheologie Prahova, Ploiești      | Cimec    |
|      | Marele Ban Grigore Brâncoveanu                                                                    | Datare: 1/2 sec. XIX Școală: Școală românească Dimensiuni: L:79,4 cm; La: 55,4 cm Material: ulei pe pânză                                                                    | Portretul Banului Grigore Brâncoveanu reprezintă un înalt demnitar al Țării Românești din veacul fanariot. Personajul este înfățișat în veșmântul epocii, cu ișlic negru și caftan și cu diagonală roșie pe piept. Figura este redată pe trei sferturi din față, orientată spre dreapta tabloului. Gama cromatică este sobră. Autorul lucrării, poate reprezentant al școlii austriece de pictură îl reprezintă în ținută oficială. În stânga sus este scris: GRIGORIE BRÂNCOVEANUL, PRINȚIP A AUSTRII, iar în dreapta sus este scris cu roșu: CAVALER AL ROȘII ȘI MARE BAN AL PRINȚIPATULUI VALAHI. În stânga și în dreapta jos sunt scrise versurile: De cel d'afară haracter/ ce umple de iubire/ Și de repect pe câți îl văd/ Să poate zugrăvire./ Iar al înaltului său duh/ A darurilor sale/ Încondeiere îndrăznind/ N-o scoate om la cale. | Muzeul Județean de Istorie și Arheologie Prahova, Ploiești      | Cimec    |
|      | La botul calului Autor: Grigorescu, Nicolae                                                       | Datare: Sec. XIX Școală: Școală românească modernă Dimensiuni: 27 x 39,4 cm Material: Cărbune, laviu de cerneală și cretă albă pe hârtie cenușiu-gălbuie                     | Compoziție lucrată în cărbune și laviu, peste care s-au făcut reveniri în cretă albă. Inițial, în partea stângă a foii fusese schițat altceva. Câteva urme în creion se văd pe albul hârtiei în stânga, jos. Compoziția e delimitată de un chenar, trasat în câteva linii. Interesant pentru etapele elaborării compoziționale la Grigorescu. A fost expus în selecția omagială de la Salonul oficial de toamnă din 1939. Verso: schiță confuză (o turmă?) în cărbune; însemnare în creion: Original N.I. Grigorescu - Gh. N. Grigorescu. Ștampila ATELIERUL PICTORULUI N. GRIGORESCU dreapta jos. | Primăria municipiului Câmpina, Prahova                          | Cimec    |
|      | Femeie în interior Autor: Grigorescu, Nicolae                                                     | Datare: Sec. XIX Școală: Școală românească modernă Dimensiuni: 31 x 24 cm Material: Cărbune, conte și guașă albă pe hârtie gri-roz, vărgată                                  | Desen cu certe valori cromatice și de atmosferă. Culoarea și textura hârtiei (inițial roz, acum îngălbenită), hașura în cărbune, accentele de lumină în tușe de alb, denotă intenția de studiu compozițional într-o anumită fază de elaborare. Direcția diagonală a personajului, silueta prelungită de trena rochiei, coafura, amintesc modelul din tabloul "Colț de atelier". Studiul poate fi datat în jurul anului 1870. A fost expus în selecția omagială de la Salonul oficial de toamnă din 1939. Ștampila ATELIERUL PICTORULUI N. GRIGORESCU dr. jos. | Primăria municipiului Câmpina, Prahova                          | Cimec    |
|      | Un pictor de la Academia Chiggi Autor: Grigorescu, Nicolae                                        | Datare: Sec. XIX Școală: Școală românească modernă Dimensiuni: 32,5 x 31,8 cm Material: Cărbune pe hârtie vărgată                                                            | Desenul datează din perioada călătoriei lui Grigorescu în Italia (1873 - 1874). Este lucrat pe un fragment de coală, pe versoul căreia fusese schițat după model un studiu de nud feminin. Hârtia vărgată este de tipul folosit pentru crochiuri și studii în atelierele academiilor de belle arte. Desen liber, realizat cu mare economie de mijloace. A figurat printre lucrările expuse la Salonul oficial de toamnă din 1939. Ștampila ATELIERUL PICTORULUI N. GRIGORESCU dreapta jos. | Primăria municipiului Câmpina, Prahova                          | Cimec    |
|      | Femeie cu lumânare Autor: Grigorescu, Nicolae                                                     | Datare: Sec. XIX Școală: Școală românească modernă Dimensiuni: 38,2 x 25,5 cm Material: Cărbune și cretă albă pe hârtie gri-verzuie, vărgată                                 | Studiu de compoziție cu accent pe atmosferă. Desenul are ca suport o hârtie colorată (inițial albastră, astăzi gri-verzuie) care, deși îngălbenită, contribuie la calitățile cromatice ale ansamblului, alături de griurile hașurilor și albul de cretă. Este un studiu elaborat în pregătirea unei picturi cu subiect țărănesc. Datează din perioada 1862 - 1869. A fost expus, alături de alte desene ale lui Grigorescu, la Salonul oficial de toamnă din 1939. Ștampila ATELIERUL PICTORULUI N. GRIGORESCU dr. jos. | Primăria municipiului Câmpina, Prahova                          | Cimec    |
|      | Femeie cu bonetă Autor: Grigorescu, Nicolae                                                       | Datare: Sec. XIX Școală: Școala românească modernă Dimensiuni: 33 x 23,5 cm Material: Cărbune fixat pe hârtie gri                                                            | Studiul pare a reprezenta o țărancă din Franța, cu boneta și pelerina specifice. Este executat rapid, cu cărbunele ținut de-a latul, lăsând urme late, dreptunghiulare. Hașurile diversificate, tonul hârtiei și pata lăsată de fixativ, ca o umbră mai delicată în fundal, contribuie la încărcătura psihologică a acestui desen, de savantă spontaneitate. A fost expus, alături de alte desene ale artistului, la Salonul oficial de toamnă din 1939. Ștampila ATELIERUL PICTORULUI N. GRIGORESCU dr. jos. | Primăria municipiului Câmpina, Prahova                          | Cimec    |
|      | Iubind copiii Autor: Grigorescu, Nicolae                                                          | Datare: Sec. XIX Școală: Școala românească modernă Dimensiuni: 32 x 24,5 cm Material: Cărbune, tuș și laviu pe hârtie albastră - verzuie                                     | Compoziție greu de descifrat, dar care mai apare în grafica lui Grigorescu. Ca și în celelalte desene și aici apare un bărbat înconjurat de copii. Bărbatul e așezat, iar fundalul sugerează un interior în penumbră. Scena e închisă într-un cadru trasat cu fermitate pe care îl sparge, în stânga jos, piciorul personajului. Caricaturizarea e aici mai puțin evidentă ca în variantele de la MNAR inv. 26913/2326 și 27059/2472. Schiță rapidă, cu reveniri în laviu peste desenul cu estompă de cărbune. Cert interes documentar pentru perioada 1880 - 1907. A fost expus în selecția omagială de la Salonul oficial de toamnă din 1939. Ștampila ATELIERUL PICTORULUI N. GRIGORESCU dr. jos. | Primăria municipiului Câmpina, Prahova                          | Cimec    |
|      | Călăreț turc Autor: Grigorescu, Nicolae                                                           | Datare: Sec. XIX Școală: Școala românească modernă Dimensiuni: 33 x 20 cm Material: Creion pe hârtie                                                                         | Desen rapid, schiță de mișcare, sugerând, prin sumarele intervenții pe albul hârtiei, spațiul vast în care evoluează figura. Remus Niculescu consideră că anul înscris de artist nu îndreptățește în nici un fel includerea desenului între studiile din perioada campaniei de la 1877, așa cum se încetățenise (cat. expoziției 1957). A fost expus în selecția omagială de la Salonul oficial de toamnă din 1939. Datat jos, spre mijloc, în creion: 1870. Ștampila ATELIERUL PICTORULUI N. GRIGORESCU dr. jos. | Primăria municipiului Câmpina, Prahova                          | Cimec    |
|      | Călăreț turc Autor: Grigorescu, Nicolae                                                           | Datare: Sec. XIX Școală: Școala românească modernă Dimensiuni: 20,5 x 33 cm Material: Creion pe hârtie                                                                       | Desenul, similar ca subiect și execuție cu călăreț turc, MNAR inv. 27007/2420, datează din același an, 1870 și nu face parte dintre desenele campaniei din 1877. Amândouă provin, probabil, din același caiet de schițe (Niculescu, catalogul expoziției din 1957). Avem și aici un studiu de mișcare, de o dinamică și economie de mijloace surprinzătoare. A fost expus în selecția omagială de la Salonul oficial de toamnă din 1939. Ștampila ATELIERUL PICTORULUI N. GRIGORESCU dr. jos. | Primăria municipiului Câmpina, Prahova                          | Cimec    |
|      | Studiu de atitudine Autor: Grigorescu, Nicolae                                                    | Datare: Sec. XIX - înc. sec. XX Școală: Școala românească modernă Dimensiuni: 37,3 x 24,5 cm Material: Creion, cărbune și tuș cu penița pe hârtie                            | Pe aceiași foaie de hârtie pe lat, a fost schițată mai întâi figura unei femei așezate, în creion și reveniri în cerneală cu penița. Peste această schiță sumară, dar cu foaia pe înalt a fost schițată ulterior o a doua figură dispusă central. Schițată mai întâi, în creion, în linie și hașură ușoară, schița a fost reluată în accente ferme de cărbune. Avem aici o interesantă mărturie a elaborării unei figuri compoziționale. Desenul a fost expus în selecția prezentată omagial la Salonul Oficial de Toamnă din 1939. | Primăria municipiului Câmpina, Prahova                          | Cimec    |
|      | La fereastră Autor: Grigorescu, Nicolae                                                           | Datare: Sec. XIX Școală: Școala românească modernă Dimensiuni: 27,7 x 24,8 cm Material: Cărbune fixat pe hârtie verde-albăstruie                                             | Schiță rapidă, în cărbune, cu hașuri diversificate, reprezentând o femeie cosând la fereastră. Hârtia colorată (inițial albastră, devenită prin îngălbenire verzuie), ca și cearcănul lăsat de fixativ, contribuie la efectul general de atmosferă. Datează din ultima perioadă de creație a artistului, 1880 - 1907. A fost expus în selecția omagială de la Salonul oficial de toamnă din 1939. Ștampila ATELIERUL PICTORULUI N. GRIGORESCU dr. jos. Verso: peisaj cu case de țară, în creion. | Primăria municipiului Câmpina, Prahova                          | Cimec    |
|      | Pictorul suferind de dinți Autor: Grigorescu, Nicolae                                             | Datare: Sec. XIX Școală: Școala românească modernă Dimensiuni: 10,5 x 10,5 cm Material: Creion pe hârtie gălbuie                                                             | Fragment de filă de carnet cu celebrul portret caricatural, considerat, prin tradiție, a fi o autoreprezentare. Evidente analogii cu autoportretul din desenul semnat de Grigorescu și adnotat Tableau! (MNAR; inv. 31625/7029). Deși a lăsat destule portrete șarjă și compoziții caricaturale, acest desen este mai curând o schiță rapidă care nu deformează, ci analizează. Din vârful creionului, o stare de spirit. Datează din ultima perioadă de creație. Ștampila ATELIERUL PICTORULUI N. GRIGORESCU dr. jos. Verso: femeie cu doniță în peisaj, în creion. | Primăria municipiului Câmpina, Prahova                          | Cimec    |
|      | Portret de bărbat Autor: Grigorescu, Nicolae                                                      | Datare: Sec. XIX Școală: Școala românească modernă Dimensiuni: 12 x 08 cm Material: Creion pe hârtie                                                                         | Filă de carnet cu studiu de fizionomie. Dintre schițele carnetelor franceze. Linia e mai fermă, iar intenția înmagazinării detaliilor fizionomice evidentă. Remarcabilă redarea privirii directe. Datat dr.jos spre mijloc, în creion: 1863. Ștampila ATELIERUL PICTORULUI N. GRIGORESCU dr. jos. | Primăria municipiului Câmpina, Prahova                          | Cimec    |
|      | Trei schițe (Cap de bărbat, doi ciobănași) Autor: Grigorescu, Nicolae                             | Datare: Sec. XIX Școală: Școala românească modernă Dimensiuni: 8,8 x 13,8 cm Material: Creion pe hârtie                                                                      | Filă de carnet cu schiță de portret și două schițe de compoziție cu ciobănaș și turmă. Dintre aceste două schițe, artistul a marcat-o pe cea din dreapta cu inscripția "de făcut 3". Cele două schițe au ciobănașul plasat într-o zonă de umbră, spre stânga, în posturi tipice compozițiilor sale de maturitate. Interesantă ca sursă de elaborare compozițională. Ștampila ATELIERUL PICTORULUI N. GRIGORESCU dr. jos. | Primăria municipiului Câmpina, Prahova                          | Cimec    |
|      | Cu oile la adăpat Autor: Grigorescu, Nicolae                                                      | Datare: Sec. XIX Școală: Școala românească modernă Dimensiuni: 9,6 x 14,6 cm Material: Creion și cerneală cu penița pe hârtie                                                | Filă de carnet cu schiță de compoziție. Peste o schiță în creion, artistul a reluat motivul în hașură puternică în cerneală, lăsând planul îndepărtat doar în creion. Contrastul puternic între primele planuri și cele de profunzime, sugerează o lumină de asfințit. Schița aparține perioadei de după anul 1880 și este un document pentru modul de elaborare al compozițiilor la Grigorescu. Ștampila ATELIERUL PICTORULUI N. GRIGORESCU dr. jos. Verso: însemnări în creion. | Primăria municipiului Câmpina, Prahova                          | Cimec    |
|      | Ofițer rus dormind Autor: Grigorescu, Nicolae                                                     | Datare: Sec. XIX Școală: Școala românească modernă Dimensiuni: 9,9 x 13,6 cm Material: Creion, pe hârtie vărgată                                                             | Mică schiță din perioada Războiului de Independență, 1877 - 1878. Peste un desen ușor cu hașuri estompate, artistul a revenit într-o linie mai fermă, scoțând în evidență silueta în diagonală a personajului a cărui figură, puternic luminată, păstrează liniile fine inițiale. Admirabil document pentru modul de lucru în campanie, al lui Grigorescu. Ștampila ATELIERUL PICTORULUI N. GRIGORESCU dr. jos. Verso: crupa unui cal și două capete sumar schițate, în creion. | Primăria municipiului Câmpina, Prahova                          | Cimec    |
|      | Pe gânduri Autor: Grigorescu, Nicolae                                                             | Datare: Sec. XIX Școală: Școala românească modernă Dimensiuni: 17,4 x 16 cm Material: Creion și cerneală cu penița pe hârtie gri                                             | Personajul apare și în alte schițe, în atitudini similare. Desenul este o schiță în creion peste care artistul a revenit cu o peniță fină, în cerneală, pe conturul capului, al figurii și mâinii. E un exemplu de schiță după model, cu selectarea unei atitudini tipic grigoresciene. Ștampila ATELIERUL PICTORULUI N. GRIGORESCU dr. jos. Verso: boulean, schiță în creion. | Primăria municipiului Câmpina, Prahova                          | Cimec    |
|      | Pictor desenând Autor: Grigorescu, Nicolae                                                        | Datare: Sec. XIX Școală: Școala românească modernă Dimensiuni: 8,8 x 13,5 cm Material: Creion pe hârtie                                                                      | Personajul mai apare desenând, într-o schiță făcând parte, probabil, din același carnet (MNAR inv. 27104/2517), și într-un studiu în cărbune. Aici observația modelului evocă, prin ricoșeu, prezența autorului la lucru, în aer liber. Ștampila ATELIERUL PICTORULUI N. GRIGORESCU dr. jos. Verso: schiță sumară de peisaj, în creion. | Primăria municipiului Câmpina, Prahova                          | Cimec    |
|      | Car cu boi, cap de bărbat și personaj Autor: Grigorescu, Nicolae                                  | Datare: Sec. XIX Școală: Școala românească modernă Dimensiuni: 8,8 x 13,9 cm Material: Creion pe hârtie                                                                      | Filă de carnet cu trei schițe: schiță pentru o compoziție cu car cu boi, "Care cu boi la Orății" sau "Întoarcerea de la târg", cap de bărbat și silueta unui bărbat cu pălărie. Sub mica compoziție centrală, apare însemnarea autografă jos, mijloc, în creion: "de făcut 2". Foarte interesant e decupajul foii în ansamblu, în care carul cu boi și personajul din stânga par a fi fost schițați odată, după care artistul a izolat, printr-o trăsătură verticală, silueta masculină care aici, spre deosebire de pictură, e înaintea carului și privește spre dreapta. Datează din perioada 1880 - 1907. Ștampila ATELIERUL PICTORULUI N. GRIGORESCU dr. jos. Verso: însemnări în lb. română și germană, în creion. | Primăria municipiului Câmpina, Prahova                          | Cimec    |
|      | Pictor la peisaj Autor: Grigorescu, Nicolae                                                       | Datare: Sec. XIX Școală: Școala românească modernă Dimensiuni: 11 x 14 cm Material: Creion și cerneală cu penița pe hârtie                                                   | Această filă de carnet de schițe este un presupus autoportret al artistului la peisaj. Schița ușoară în creion a fost reluată în cerneală brună cu penița, cu accent pe profilul personajului. Unul din rarele instantanee de la sesiunile în aer liber. A fost datat în anul 1864. Ștampila ATELIERUL PICTORULUI N. GRIGORESCU dr. jos. Verso: vag schițate, personaje în peisaj (mamă cu copii?), în creion și peniță. | Primăria municipiului Câmpina, Prahova                          | Cimec    |
|      | Portret de femeie Autor: Grigorescu, Nicolae                                                      | Datare: Sec. XIX Școală: Școala românească modernă Dimensiuni: 12,1 x 11 cm Material: Creion pe hârtie vărgată cu filigran                                                   | Studiu de portret într-o manieră foarte ușoară, cu trăsăturile feței definite din câteva accente puse cu hașuri estompate. Privirea, în special, redată din câteva reveniri grafice peste umbrele fine ale arcadelor, dă gingașa expresivitate a acestui tip grigorescian. Ștampila ATELIERUL PICTORULUI N. GRIGORESCU dr. jos. | Primăria municipiului Câmpina, Prahova                          | Cimec    |
|      | La fântână Autor: Grigorescu, Nicolae                                                             | Datare: Sec. XIX Școală: Școala românească modernă Dimensiuni: 16,5 x 9,2 cm Material: Cărbune fixat pe hârtie                                                               | Acest mic studiu în cărbune este similar, ca postură a personajului, cu Studiile de atitudine, MNAR inv. 27009/2422 și inv. 27106/2591. Femeia se înscrie pe aceeași curbă spre stânga, într-o atitudine tipic grigoresciană. Desenul e modelat de hașuri estompate și de aureola petei de fixativ. Ștampila ATELIERUL PICTORULUI N. GRIGORESCU dr. jos. Verso: fragment de schiță, cap de capră, în creion. | Primăria municipiului Câmpina, Prahova                          | Cimec    |
|      | Proiect de copertă pentru "Semănătorul" Autor: Grigorescu, Nicolae                                | Datare: Sec. XIX Școală: Școala românească modernă Dimensiuni: 17,7 x 11 cm Material: Creion pe hârtie vărgată, cu filigran ORIGINAL MARGARET MILL                           | Există mai multe variante pentru acest proiect datând din ultimii ani de creație (după 1880). Toate au în stânga figura unei țărănci, torcând la umbra unor copaci și o deschidere deasupra orizontului, în dreapta, sus, în care apare textul. Important din punct de vedere documentar pentru anii de sfârșit de carieră în care artistul a făcut și proiecte de bancnote. Inscripție autografă sus mijloc, în creion: SEMĂNĂTORUL; însemnare stg. jos, în cerneală: n. Ștampila ATELIERUL PICTORULUI N. GRIGORESCU dr. jos. | Primăria municipiului Câmpina, Prahova                          | Cimec    |
|      | Nud de copil Autor: Grigorescu, Nicolae                                                           | Datare: Sec. XIX Școală: Școala românească modernă Dimensiuni: 17,5 x 12 cm Material: Cărbune fixat pe hârtie vărgată                                                        | Desenul este un studiu de atelier în linie subțire și umbre estompate. Conturul este accentuat, decupând figura pe albul hârtiei pe care îl valorează tenta ușoară a urmei lăsată de fixativ. Accentul este pus pe linia grațioasă a trupului, iar expresia feței, fin sugerată, poartă deja amprenta stilistică a lui Grigorescu. Aparține perioadei 1862 - 1869, în care artistul a lucrat în Franța. Ștampila ATELIERUL PICTORULUI N. GRIGORESCU dr. jos. | Primăria municipiului Câmpina, Prahova                          | Cimec    |
|      | Cochetărie Autor: Grigorescu, Nicolae                                                             | Datare: Sec. XIX Școală: Școala românească modernă Dimensiuni: 14,3 x 10,8 cm Material: Cerneală cu penița pe hârtie albăstruie, vărgată                                     | Schiță de compoziție din perioada petrecută în Franța (1862 - 1869). Subiectul e mai puțin obișnuit - un grup alcătuit dintr-o femeie cu un copil culcat alături, femeia privind într-o oglindă. Desenul e rapid, din linii incisive, adeseori duble, clarificând, prin reluare, forma. Două trăsături ușor curbe, din stânga sus, sugerează o draperie, în timp ce în dreapta sus, câteva linii arcuite par a indica deschiderea unui peisaj. Certă valoare documentară. Ștampila ATELIERUL PICTORULUI N. GRIGORESCU dr. jos. Verso: schiță de cap de femeie (radiată), în cerneală, cu penița. | Primăria municipiului Câmpina, Prahova                          | Cimec    |
|      | Căpitan de vapor Autor: Grigorescu, Nicolae                                                       | Datare: Sec. XIX Școală: Școala românească modernă Dimensiuni: 13 x 10,5 cm Material: Creion pe hârtie albă                                                                  | Desenul îl reprezintă pe căpitanul vaporului cu care pictorul a călătorit pe Dunăre, de la Galați, îndreptându-se spre Franța, în toamna anului 1864. Este o schiță, în linie ușoară de creion, demonstrând finețea observației psihologice a modelului. Schița de pe verso, mult mai convențională, este o încercare de portret ce pune accentul pe detalii fizionomice ușor caricaturale. Însemnare autografă și datat dr. jos spre mijloc, în creion: Căpitan de vapor/1864. Ștampila ATELIERUL PICTORULUI N. GRIGORESCU dr. jos. Verso: portret de țărăncuță, în creion. | Primăria municipiului Câmpina, Prahova                          | Cimec    |
|      | Călărași (Două schițe de călăreț - profil și spate) Autor: Grigorescu, Nicolae                    | Datare: Sec. XIX Școală: Școala românească modernă Dimensiuni: 17,3 x 10,3 cm Material: Cerneală cu penița pe hârtie albă                                                    | Filă de carnet cu două ipostaze ale călărețului, în repaos și în goana calului. Evident o schiță prinsă pe viu, în care dinamismul, propriu peniței, e folosit la maximum. Pe verso, sumar schițată, o scenă de bătălie al cărei dramatism e sugerat și de dezordinea petelor de laviu suprapuse hașurii în creion. Face parte din lotul de desene ale Războiului de Independență, 1877 - 1878. Ștampila ATELIERUL PICTORULUI N. GRIGORESCU dr. jos. Verso: schiță sumară (doi cai), în creion și cerneală cu penița și laviu. | Primăria municipiului Câmpina, Prahova                          | Cimec    |
|      | Schiță din Războiul Independenței (Roșior călare) Autor: Grigorescu, Nicolae                      | Datare: Sec. XIX Școală: Școala românească modernă Dimensiuni: 14,2 x 9,3 cm Material: Cerneală cu penița pe hârtie groasă                                                   | Filă de carnet cu schiță sumară, din fuga peniței. Face parte dintre desenele executate pe viu în perioada Războiului de Independență, 1877 - 1878. Certă valoare documentară. Ștampila ATELIERUL PICTORULUI N. GRIGORESCU dr. jos. Verso: însemnări în creion. | Primăria municipiului Câmpina, Prahova                          | Cimec    |
|      | În tranșee Autor: Grigorescu, Nicolae                                                             | Datare: Sec. XIX Școală: Școala românească modernă Dimensiuni: 10,7 x 13,5 cm Material: Creion, cerneală și laviu, pe hârtie vărgată                                         | Mică compoziție cu reveniri în peniță peste o schiță în creion, a cărei atmosferă depășește notația documentară. Orizontul, marcat de adâncimea primului plan, culoarea brună a hârtiei și linia tăioasă a peniței, compun din acest fragment de realitate o imagine de plein-air tipic grigoresciană. Datează din anii Războiului de Independență. Ștampila ATELIERUL PICTORULUI N. GRIGORESCU dr. jos. | Primăria municipiului Câmpina, Prahova                          | Cimec    |
|      | Atac în 1877 Autor: Grigorescu, Nicolae                                                           | Datare: Sec. XIX Școală: Școala românească modernă Dimensiuni: 9,3 x 17 cm Material: Acuarelă și guașă albă pe hârtie                                                        | Mică compoziție plină de dinamism, executată în laviu indigo, cu reveniri în guașă albă. Dacă compoziția reia o schiță făcută în timpul luptelor, sau este o notație pe viu, este greu de precizat. Totuși, punerea în pagină, echilibrată de sugestiile de atmosferă bine organizate sunt contrazise de spontana pensulație a laviului, care dă impresia de instantaneu. Poate fi datată în perioada 1877 - 1878, sau în anii imediat următori. Ștampila ATELIERUL PICTORULUI N. GRIGORESCU dr. jos. | Primăria municipiului Câmpina, Prahova                          | Cimec    |
|      | O laie de țigani Autor: Grigorescu, Nicolae                                                       | Datare: Sec. XIX Școală: Școala românească modernă Dimensiuni: 13 x 15,5 cm Material: Creion și conte pe hârtie gri                                                          | Schiță rapidă, sugerând mișcarea prin suprapunerea liniilor de creion cu intensități diferite. Hârtia, inițial albastră, devenită gri prin îmbătrânire, contribuia hotărâtor la efectul ansamblului. Este o primă idee, o schiță din care artistul caută, prin reveniri, linia generală a grupului. Ștampila ATELIERUL PICTORULUI N. GRIGORESCU dr. jos. | Primăria municipiului Câmpina, Prahova                          | Cimec    |
|      | Bătrână din Franța Autor: Grigorescu, Nicolae                                                     | Datare: Sec. XIX Școală: Școala românească modernă Dimensiuni: 11,8 x 4,9 cm Material: Creion și cerneală brună cu penița pe hârtie verde-albăstruie (fragment de scrisoare) | Schiță de personaj, amintind de "Bătrâna cu gâștele", pe un fragment de scrisoare în limba română. Desenul în creion a fost reluat integral în peniță. Datează din perioada 1867 - 1868. Ștampila ATELIERUL PICTORULUI N. GRIGORESCU dr. jos. | Primăria municipiului Câmpina, Prahova                          | Cimec    |
|      | Vedere din Constantinopol Autor: Grigorescu, Nicolae                                              | Datare: Sec. XIX Școală: Școala românească modernă Dimensiuni: 09 x 13,5 cm Material: Creion pe hârtie albă                                                                  | Filă de carnet de schițe, din perioada întoarcerii din călătoria în Italia, 1874, când artistul a trecut prin Constantinopol. Schiță rapidă, ușoară. Certă valoare documentară. Ștampila ATELIERUL PICTORULUI N. GRIGORESCU dr. jos. Verso: siluetă de evreu bătrân, în creion. | Primăria municipiului Câmpina, Prahova                          | Cimec    |
|      | Portret de femeie Autor: Grigorescu, Nicolae                                                      | Datare: Sec. XIX Școală: Școala românească modernă Dimensiuni: 14,8 x 9,5 cm Material: Creion pe hârtie albă                                                                 | Filă de carnet, cu studiu de portret, lucrat în umbre ușoare, estompate. Cele câteva accente în creion, trasate apăsat, pe ochii, umbra nasului și gura personajului, definesc, dintr-o dată, fizionomia și expresia modelului. Ștampila ATELIERUL PICTORULUI N. GRIGORESCU dr. jos. Verso: scenă de târg, în creion. | Primăria municipiului Câmpina, Prahova                          | Cimec    |
|      | Scenă romantică Autor: Grigorescu, Nicolae                                                        | Datare: Sec. XIX Școală: Școala românească modernă Dimensiuni: 32,5 x 24,5 cm Material: Creion, cerneală cu penița, laviu și guașă albă pe hârtie albăstruie                 | Compoziție datând din perioada studiilor în Franța, 1862 - 1869. Subiectul narativ, de evidentă tentă romantică, este legat de căutările tematice și formale ale anilor de formare. Spre deosebire de alte schițe ale perioadei, este o compoziție bine închegată, care presupune o anumită elaborare. Ștampila ATELIERUL PICTORULUI N. GRIGORESCU dr. jos. Verso: schiță sumară (mamă cu copil), în cărbune. | Primăria municipiului Câmpina, Prahova                          | Cimec    |
|      | Foaie de carnet cu trei schițe Autor: Grigorescu, Nicolae                                         | Datare: Sec. XIX Școală: Școala românească modernă Dimensiuni: 8,5 x 14 cm Material: Creion pe hârtie                                                                        | Filă de carnet cu schiță de compoziție - car cu boi într-un peisaj vast cu fântână cu cumpănă -, două profile de femei și un al treilea, abia schițat. Însemnare autografă dr. jos în creion: Puvis de Chavanne la / Pantheon. Însemnarea autografă, anterioară schiței de compoziție, plasează, din punct de vedere cronologic, fila în anii 1897 - 1898. Din felul în care drumul și fântâna sunt schițate în spațiul liber din jurul unuia dintre capete, se vede că schițele de capete sunt anterioare carului cu boi. Certă valoare documentară, pentru modul de elaborare al compozițiilor, deseori prelucrate prin reluări succesive, dincolo de motivul schițat pe viu. Ștampila ATELIERUL PICTORULUI N. GRIGORESCU stg. jos. | Primăria municipiului Câmpina, Prahova                          | Cimec    |
|      | La treierat Autor: Grigorescu, Nicolae                                                            | Datare: Sec. XIX Școală: Școala românească modernă Dimensiuni: 8,6 x 13,4 cm Material: Creion pe hârtie                                                                      | Filă de carnet cu schiță de plein-air. Motivul, ținând de începutul modernizării agriculturii, este insolit la Grigorescu. Este o schiță ușoară, în creion, executată rapid, un motiv care nu a fost transpus într-o compoziție în pictură. Ștampila ATELIERUL PICTORULUI N. GRIGORESCU dr. jos. Verso: cal și călăreți, sumar schițați în creion. | Primăria municipiului Câmpina, Prahova                          | Cimec    |
|      | Cap de femeie Autor: Grigorescu, Nicolae                                                          | Datare: Sec. XIX Școală: Școala românească modernă Dimensiuni: 10,7 x 11,8 cm Material: Creion pe hârtie albă                                                                | Studiu de portret cu evidentă intenție de poză compozițională tipic grigoresciană. Tratarea atmosferică a hașurii fine de creion e și ea subordonată unei viziuni compoziționale. Modeleul figurii, lipsit de detalii, cu accent pe umbre și lumini, sugerează un studiu în spiritul compozițiilor cu figuri feminine în interior, în care latura romantică este asociată întotdeauna elementelor narative. Ștampila ATELIERUL PICTORULUI N. GRIGORESCU dr. jos. Verso: fragment de schiță în cărbune. | Primăria municipiului Câmpina, Prahova                          | Cimec    |
|      | La malul mării Autor: Grigorescu, Nicolae                                                         | Datare: Sec. XIX Școală: Școala românească modernă Dimensiuni: 8,5 x 13,7 cm Material: Creion și cerneală brună cu penița pe hârtie                                          | Filă de carnet cu mică schiță de compoziție, idee ce apare în tabloul "La malul mării" (Muzeul Național de Artă al României). Silueta din profil a femeii, are strânse analogii și cu cea din pictura de la muzeul de artă din Constanța, profilată pe o masă compactă de frunziș. Este executată rapid, cu reveniri în peniță peste un desen ușor în creion. Schița aparține perioadei dintre anii 1883-1884 și este un document pentru modul de elaborare al compozițiilor la Grigorescu. Ștampila ATELIERUL PICTORULUI N. GRIGORESCU dr. jos. Verso: schița unei case între dealuri, în creion. | Primăria municipiului Câmpina, Prahova                          | Cimec    |
|      | Dr. Istrati Autor: Grigorescu, Nicolae                                                            | Datare: Sec. XIX Școală: Școala românească modernă Dimensiuni: 13,5 x 9,7 cm Material: Creion moale, pe hârtie albă                                                          | Studiu de portret. Datează din perioada 1870 - 1876. Partea superioară a feței, puternic luminată, se decupează pe fundalul hașurat, iar pata închisă, formată de barba modelului, subliniază intensitatea privirii. Este, probabil, o filă de carnet în care avem un bun exemplu al rapidității cu care artistul prindea esența unei fizionomii. Ștampila ATELIERUL PICTORULUI N. GRIGORESCU dr. jos. Verso: însemnări (socoteli) în creion. | Primăria municipiului Câmpina, Prahova                          | Cimec    |
|      | Convoi de prizonieri Autor: Grigorescu, Nicolae                                                   | Datare: Sec. XIX Școală: Școala românească modernă Dimensiuni: 24,5 x 37,8 cm Material: Creion și cărbune pe hârtie                                                          | Compoziție legată de Războiul de Independență, executată prin reluarea unei schițe în creion în linie și estompă de cărbune. Subiectul este încadrat de câteva linii ferme în creion și are multă atmosferă. Deschiderea peisajului este tipic grigoresciană. Se vede aici intenția artistului de a transforma, prin decupaj și compunerea detaliilor, schițele sale de campanie, în ample compoziții care să sintetizeze marile momente ale războiului. Ștampila ATELIERUL PICTORULUI N. GRIGORESCU dr. jos. | Primăria municipiului Câmpina, Prahova                          | Cimec    |
|      | Fete și cavaleriști la o fântână Autor: Grigorescu, Nicolae                                       | Datare: Sec. XIX Școală: Școala românească modernă Dimensiuni: 19 x 31,5 cm Material: Cărbune și cretă albă, pe hârtie gălbuie                                               | Compoziție greu lizibilă, atât din cauza suprapunerii figurilor cu zone de estompă ale peisajului, cât și a degradărilor suferite de tehnică și suport. Alburile sunt scoase prin ștergerea cărbunelui, iar figurile se estompează în contrastele puternice ale peisajului. Este un studiu de compoziție, caracteristic ultimilor ani de creație, de după 1880. Ștampila ATELIERUL PICTORULUI N. GRIGORESCU dr. jos. | Primăria municipiului Câmpina, Prahova                          | Cimec    |
|      | Car cu boi Autor: Grigorescu, Nicolae                                                             | Datare: Sec. XIX Școală: Școala românească modernă Dimensiuni: 18,5 x 31,5 cm Material: Cărbune și cretă albă, pe hârtie gri                                                 | Studiu pe hârtie inițial albastră, devenită gri, pe zona care a fost expusă. Peisajul este executat cu o economie de mijloace exemplară, iar grupul carului este definit de scurte trăsături în cărbune și cretă albă, care punctează umbrele și reflexele. Datează din perioada 1880 - 1907. Ștampila ATELIERUL PICTORULUI N. GRIGORESCU dr. jos. | Primăria municipiului Câmpina, Prahova                          | Cimec    |
|      | Cerșetor Autor: Han, Oscar                                                                        | Datare: 1920 Școală: Școala românească modernă Dimensiuni: 35x22x19 cm Material: Bronz patinat                                                                               | Lucrarea reprezintă un bătrân cerșetor, cu ochelari șI baston de orb, care ține în mâna dreaptă pălăria întoarsă pentru cerșit. Deși de mici dimensiuni, expresia chipului și atitudinea de tristețe și resemnată așteptare sunt bine reliefate. Modelajul este sever și frământat, ceea ce conferă putere de expresie. | Muzeul Județean de Artă Prahova „Ion Ionescu-Quintus”, Ploiești | Cimec    |
|      | Vânzătorul de mărunțișuri Autor: Tudor, Gheorghe                                                  | Datare: 1920 Școală: Școala românească modernă Dimensiuni: 35x22x19 cm Material: Bronz patinat                                                                               | Lucrarea reprezintă un bătrân evreu așezat pe un scaun, cu mâinile în buzunare, umerii ușor ridicați, având o expresie obosită, înfrigurată, dar ușor hâtră. În fața lui se găsește o micuță tarabă pe care sunt așezate diferite mărunțișuri. Lucrarea denotă o siguranță a modelajului, o adâncă observare și pătrundere psihologică a personajului, îmbinată parcă cu o ușoară duioșie venită din rememorarea nostalgică a unor amintiri din copilărie. Deși de mici dimensiuni volumele sunt bine proporționate și expresive. | Muzeul Județean de Artă Prahova „Ion Ionescu-Quintus”, Ploiești | Cimec    |
|      | Cap de copil (bosumflat) Autor: Tudor, Gheorghe                                                   | Datare: 1921 (?) Școală: Școala românească modernă Dimensiuni: 41x22x18 cm Material: teracotă                                                                                | Lucrarea reprezintă portretul unei fetițe, ce denotă o adâncă înțelegere în transpunerea chipului, modelajul reușind să învingă inerția unor forme prestabilite și să exprime caracterul și starea de spirit a fetiței, de unde vine și porecla de „bosumflata”. Fetița o reprezintă de fapt pe Maria Tudor, sora artistului. | Muzeul Județean de Artă Prahova „Ion Ionescu-Quintus”, Ploiești | Cimec    |
|      | Ferdinand I                                                                                       | Datare: 1936 (?) Școală: Școala românească modernă Dimensiuni: 75x62x28 cm Material: bronz patinat                                                                           | Lucrarea reprezintă statuia ecvestră a regelui Ferdinand I, în uniformă militară din timpul Primului Război Mondial. Atât calul, cât și călărețul par să aibă atitudinea unei treceri în revistă a trupelor. Lucrarea este realizată într-o manieră realistă, obișnuită în cazul comenzilor oficiale. Este bine proporționată și are monumentaliate, în ciuda dimensiunilor reduse. | Muzeul Județean de Artă Prahova „Ion Ionescu-Quintus”, Ploiești | Cimec    |
|      | Vânzătorul de ziare Autor: Mățăuanu, Dimitrie                                                     | Școală: Școala românească modernă Dimensiuni: 38x33x22 cm Material: bronz patinat                                                                                            | Lucrarea reprezintă portretul compozițional al unui copil cu capul ușor ridicat și întors spre stânga, ceea ce conferă atitudine și mișcare portretului. Modelajul este fin, bine definit și expresiv. Ochii exrimă candoarea vârstei, dar și o anumită oboseală, preocupare și seriozitate a unui copil muncit. Gura este ușor întredeschisă, într-o atitudine interogativă. Este o lucrare de atelier care vădește multă căldură, înțelegere umană și talentul unei analize și descifrări lăuntrice a micului personaj. | Muzeul Județean de Artă Prahova „Ion Ionescu-Quintus”, Ploiești | Cimec    |
|      | Studiu - portret (arh. Toma Socolescu) Autor: Socolescu, Toma                                     | Școală: Școala românească modernă Dimensiuni: 51x33x27cm Material: bronz patinat                                                                                             | Lucrarea reprezintă portretul unui bărbat (Toma Socolescu). Figura este bărbătească, cu trăsături bine definite, expresia ochilor este spiritualizată, mustața scurtă, fruntea largă și bombată, adâncită de începutul unei chelii, slujind toate la identificarea personajului. Chipul arhitectului conturează parcă efigia unei personalități împlinite, și capătă calități monumentale. | Muzeul Județean de Artă Prahova „Ion Ionescu-Quintus”, Ploiești | Cimec    |
|      | Carol I, Regele României Autor: Baraschi, Constantin                                              | Datare: Sec. XX;1/2 Școală: Școala românească modernă Dimensiuni: 69x55x20 cm Material: bronz patinat                                                                        | Lucrarea reprezintă statuia ecvestră a regelui Carol I, în uniforma militară din timpul Războiului de independență (1877 - 1878). Calul și călărețul sunt înfățișați într-o atitudine oficială, de trecere în revistă a trupelor. Lucrarea este realizată într-o manieră realistă, obișnuită în cazul comenzilor oficiale, dar denotă respect față de limbajul plastic obișnuit. Este bine proporționată și are monumentalitate, în ciuda dimensiunilor reduse. | Muzeul Județean de Artă Prahova „Ion Ionescu-Quintus”, Ploiești | Cimec    |
|      | Tinerețe Autor: Baraschi, Constantin                                                              | Datare: Anii 30 ai secolului XX Școală: Școala românească modernă Dimensiuni: 59x18x15 cm Material: bronz patinat                                                            | Lucrarea reprezintă nudul unei tinere femei șezândă. Picioarele sunt înclinate spre dreapta, iar torsul este răsucit spre stânga, cu mâna stângă ridicată deasupra capului și aplecată spre spate. Mâna dreaptă este lăsată pe lângă corp, sprijinită de postamentul pe care este așezată fata. Compoziția capătă astfel o formă elicoidală. Compoziția este simplă, cu forme închise și volume rotunjite dar stilizate, ceea ce conferă lucrării un lirism de esență decorativă. | Muzeul Județean de Artă Prahova „Ion Ionescu-Quintus”, Ploiești | Cimec    |
|      | Portret de fată Autor: Călinescu, Alexandru                                                       | Datare: 1925 Școală: Școala românească modernă Dimensiuni: 41x23x17 cm Material: teracotă                                                                                    | Lucrarea reprezintă portretul unei tinere fete. Modelajul este fin, delicat, cu volume simplificate, planuri netede, trecerile dintre ele rămânând atenuate, fluide, într-o manieră care l-a individualizat. Gâtul are un aspect de lujer, datorită prelungirii acestuia cu o fâșie de torace, pe lungime. În portretele anilor '20, artistul acordă un rol important pieptănăturilor, ceea ce-i oferă posibilități sporite de expresie. Șuvițele subțiri de păr împletit sunt răsucite în sus peste ureche, contutul lor reluând curbele dulci ale frunții. | Muzeul Județean de Artă Prahova „Ion Ionescu-Quintus”, Ploiești | Cimec    |
|      | Natură statică cu lalele Autor: Pallady, Theodor                                                  | Datare: 1923-1940 Școală: Școală modernă românească Material: ulei pe carton                                                                                                 | Semnat dreapta sus, pe draperie: TPallady. Fructiera mai apare în lucrarea "Trandafiri de la Văratic" a Muzeului "Vasile Pârvan" Bârlad (inv. 605); evantaiul apare în mai multe lucrări printre care: "Natură moartă" (inv. 134) de la Muzeul de Artă din Constanța (databilă 1923-1924). | Muzeul Județean de Artă Prahova „Ion Ionescu-Quintus”, Ploiești | Cimec    |
|      | Natură statică cu melc Autor: Pallady, Theodor                                                    | Datare: 1936-1940 ? Școală: Școală modernă românească Material: ulei pe carton                                                                                               | Semnat stânga sus, pe șasiu în lucrare: TPallady. Pe verso există schița compoziție în culoare cu o femeie în galben pe o canapea cu spătar curbat. Câteva elemente care se repetă: semnătura aproape integrală pe spatele unei lucrări prezentă în compoziție, crăițele, melcul, țesătura de pe masă. | Muzeul Județean de Artă Prahova „Ion Ionescu-Quintus”, Ploiești | Cimec    |
|      | Femeie în fotoliu verde (Portret de doamnă cu o glastră de flori) Autor: Pallady, Theodor         | Datare: 1925? Școală: Școală modernă românească Material: ulei pe carton | Semnat dreapta sus: TP; verso: etichete de participare la Expoziția Artelor Plastice Paris, 1925 organizată de Fundația Culturală Principele Carol (proprietare domnișoarele Darvani, domiciliate Știrbei Vodă, București). Dintre toate, compoziția acestei lucrări se remarcă prin comparația explicită a femeii cu florile din glastră. | Muzeul Județean de Artă Prahova „Ion Ionescu-Quintus”, Ploiești | Cimec    |
|      | Portret de femeie (Femeie în interior) Autor: Pallady, Theodor                                    | Datare: 1934-1940 ? Școală: Școală modernă românească Material: ulei pe pânză maruflată pe carton                                                                            | Semnat dreapta margine spre mijloc: T Pallady. | Muzeul Județean de Artă Prahova „Ion Ionescu-Quintus”, Ploiești | Cimec    |
|      | Flori galbene Autor: Pallady, Theodor                                                             | Datare: 1947-1948 ? Școală: Școală modernă românească Material: ulei pe hârtie lipită pe carton                                                                              | Semnat stânga jos spre mijloc: T Pallady. | Muzeul Județean de Artă Prahova „Ion Ionescu-Quintus”, Ploiești | Cimec    |
|      | Sena (Cheiul Senei) Autor: Pallady, Theodor                                                       | Datare: 1923-1940 ? Școală: Școală modernă românească Material: ulei pe carton                                                                                               | Semnat dreapta jos margine creion: TP. | Muzeul Județean de Artă Prahova „Ion Ionescu-Quintus”, Ploiești | Cimec    |
|      | Natură statică (cu flori de castan) Autor: Pallady, Theodor                                       | Datare: Prima jumătate a sec. XX Școală: Școală modernă românească Material: ulei pe carton                                                                                  | Semnat dreapta jos pe latura cărții: TPallady și în monogramă TP pe coperta cărții (în alb). | Muzeul Județean de Artă Prahova „Ion Ionescu-Quintus”, Ploiești | Cimec    |
|      | Femeie nud (cu carte) Autor: Pallady, Theodor                                                     | Datare: 1935-1954 ? Școală: Școală modernă românească Material: ulei pe carton                                                                                               | Semnat dreapta mijloc gri pe coperta cărții în monogrami: TP. | Muzeul Județean de Artă Prahova „Ion Ionescu-Quintus”, Ploiești | Cimec    |
|      | Femeie pe divan Autor: Pallady, Theodor                                                           | Datare: 1925-1940? Școală: Școală modernă românească Material: ulei pe pânză maruflată pe carton                                                                             | Semnat dreapta jos: TP. | Muzeul Județean de Artă Prahova „Ion Ionescu-Quintus”, Ploiești | Cimec    |
|      | Natură statică Autor: Pallady, Theodor                                                            | Datare: 1936-1940 ? Școală: Școală modernă românească Material: ulei pe pânză maruflată pe carton                                                                            | Semnat stânga spre mijloc: TPallady; etichetă verso de participare la Expoziția retrospectivă din 1956 la Muzeul de Artă al RPR (cat. 148). | Muzeul Județean de Artă Prahova „Ion Ionescu-Quintus”, Ploiești | Cimec    |
|      | Autoportret Autor: Pallady, Theodor                                                               | Datare: 1937-1939? Școală: Școală modernă românească Material: tehnică mixtă pe carton                                                                                       | Semnat monogramă dreapta jos: TP. | Muzeul Județean de Artă Prahova „Ion Ionescu-Quintus”, Ploiești | Cimec    |
|      | Femeia în fotoliu (Doamna Zissu) Autor: Pallady, Theodor                                          | Datare: 1928-1932? Școală: Școală modernă românească Material: desen acuarelat pe hârtie                                                                                     | Semnat dreapta jos și inscripție: Dna Zissu T Pallady. | Muzeul Județean de Artă Prahova „Ion Ionescu-Quintus”, Ploiești | Cimec    |
|      | Tăierea cerbului vânat Autor: Ridinger, Johann                                                    | Datare: Prima jumătate a sec. XVIII Școală: Imprimeria August Vind Material: gravare                                                                                         | Gravură pe placă dreptunghiulară, compoziție pe verticală, în arc de cerc la partea superioară; în prim plan, scenă complexă, profilată pe un peisaj silvestru, bogat: un cerb comun este tranșat, înconjurat de câini de vânătoare, în timp ce un senior călare primește o pasăre vânată de la un alt vânător; în planul median, câini de vânătoare, struniți de un valet de limieri; în plan îndepărtat, într-un luminiș, un cort și un grup de vânători, domni și doamne. | Muzeul Național Peleș, Sinaia                                   | Cimec    |
|      | Vânător călare cu șoim Autor: Ridinger, Martin; Ridinger, Johann                                  | Datare: Cca. 1750 - 1760 Școală: Imprimeria August Vind Material: gravare | Gravură pe placă dreptunghiulară, compoziție pe verticală, reprezentând un vânător călare, în costum de secol XVIII, cu un șoim pe braț; vânătorul privește pe cer o pasăre în zbor, prada șoimului. | Muzeul Național Peleș, Sinaia                                   | Cimec    |
|      | Gornistul Autor: Paciurea, Dimitrie                                                               | Datare: 1931 Dimensiuni: 19x21x13 cm Material: bronz patinat | | Muzeul Județean de Artă Prahova „Ion Ionescu-Quintus”, Ploiești | Cimec    |
|      | Eva Autor: Han, Oscar                                                                             | Datare: 1943 Dimensiuni: 38x19x25 cm Material: bronz patinat | Lucrarea reprezintă un nud feminin, șezând, cu torsul ușor răsucit, ce strânge un șarpe la sân. Se remarcă prin construcția riguroasă, volumul echilibrat, o fluiditate a planurilor și un modelaj expresiv. Nudul degajă o anumită senzualitate a formelor, pe a căror rotunjimi lumina alunecă subtil. | Muzeul Județean de Artă Prahova „Ion Ionescu-Quintus”, Ploiești | Cimec    |
|      | Țăran odihnindu-se Autor: Han, Oscar                                                              | Datare: 1918 Dimensiuni: 33,5x14x17 cm Material: bronz patinat | Lucrarea reprezintă un bărbat îmbrăcat în haine țărănești, desculț, așezat și cu palmele sprijinite pe genunchi. Deși de dimensiuni relativ mici trăsăturile fizice ale portretului, ca și starea de spirit sunt bine reliefate. Oboseala este redată prin poziția capului și corpului, ușor aplecate, fruntea încruntată, obrazul brăzdat, pleoapele aproape închise. Modelajul este sever și frământat, ceea ce conferă putere de expresie. | Muzeul Județean de Artă Prahova „Ion Ionescu-Quintus”, Ploiești | Cimec    |
|      | Gândirea Autor: Călinescu, Alexandru                                                              | Datare: 1923 Dimensiuni: 26x40x24 cm Material: bronz patinat | Lucrarea înfățișează un portret feminin încărcat de farmec și mister, nostalgic, cu pleoapele lăsate, sprijinit de bărbie, pe un soclu cubic de marmură. Modelajul este specific, delicat, cu treceri moi, topite între planurile de umbră și lumină, ce creează zone incerte între ele, voalate, ca un echivalent al "sfumato"-ului din pictură. | Muzeul Județean de Artă Prahova „Ion Ionescu-Quintus”, Ploiești | Cimec    |
|      | Mască Autor: Călinescu, Alexandru                                                                 | Dimensiuni: 17x12x15 cm Material: bronz patinat | Lucrarea reprezintă masca portretului intitulat "Cap antic" , care se află în colecția Muzeului de artă Constanța și cu care autorul a obținut marele premiu, clasa I la expoziția Internațională de la Barcelona din 1929. Portretul se remarcă prin viziunea clasică, echilibrată care exprimă frumusețe sau întruchiparea trăiniciei ideii de frumusețe, personajul având un aspect oarecum androgin - un chip feminin dar investit cu forță și siguranță | Muzeul Județean de Artă Prahova „Ion Ionescu-Quintus”, Ploiești | Cimec    |
|      | Tors de femeie Autor: Jalea, Ion                                                                  | Dimensiuni: 100x35x23 cm Material: bronz patinat | Lucrarea reprezintă un nud, figură întreagă, fără mâini și fără cap, așezat într-o poziție clasică de "contrapost". Opera se remarcă prin construcția clasică desăvârșită, prin plinătatea și vigoarea formelor sculpturale. Face parte din seria nudurilor și torsurilor realizate în perioada războiului (1942 - 1944) | Muzeul Județean de Artă Prahova „Ion Ionescu-Quintus”, Ploiești | Cimec    |
|      | Cap de țărancă (Tinca) Autor: Jalea, Ion                                                          | Datare: 1926 Dimensiuni: 37x18,5x24 cm Material: bronz patinat | Lucrarea a fost făcută în perioada anilor '20 când artistul era preocupat de figura țăranului român și de aspecte din munca oamenilor simpli. Portretul se remarcă prin expresivitate, armonie și echilibru în construcția riguroasă a formelor. | Muzeul Județean de Artă Prahova „Ion Ionescu-Quintus”, Ploiești | Cimec    |
|      | Căderea lui Lucifer Autor: Jalea, Ion                                                             | Datare: 1915 Dimensiuni: 45x24x28 cm Material: bronz patinat | Lucrarea este o compoziție de grup (trei personaje), personajul principal fiind Lucifer, în care artistul vede gânditorul cutezător, pe răzvrătitul care cade. Modelajul este impresionist, vădit rodinian. | Muzeul Județean de Artă Prahova „Ion Ionescu-Quintus”, Ploiești | Cimec    |
|      | Mârțoagă Autor: Jalea, Ion                                                                        | Datare: 1917 Dimensiuni: 8x17x9x cm Material: bronz patinat | Lucrarea face parte din ciclul „Schițe de front", lucrări de mici dimensiuni, realizate de artist în perioada mobilizării sale ca ofițer de rezervă în Primul Război Mondial, perioadă în care a realizat chipuri de soldați necăjiți și siluete de cai. Deși de mici dimensiuni, lucrarea se remarcă prin finețea modelajului și expresivitatea plastică. Inscripția de jos: „CIRCE / C. VALSUANI / PERDUE". | Muzeul Județean de Artă Prahova „Ion Ionescu-Quintus”, Ploiești | Cimec    |
|      | La prășit Autor: Jalea, Ion                                                                       | Datare: 1925 Dimensiuni: 17x9x25 cm Material: bronz patinat | Lucrarea este o compoziție cu trei personaje, bazată pe ritm și repetiție și care face parte din seria lucrărilor de mici dimensiuni dedicată de artist aspectelor din munca oamenilor simplii de la țară realizată în anii '20. Schema compozițională se întâlnește și la alte lucrări precum "lăptărese", "La sapă", etc. Ghipsul se află la Muzeul de Artă din Constanța, în Colecția Ion Jalea, sub denumirea de "Prășitoare" Pe spate se află inscripția "Asociația Artă Română. Turnătorie". | Muzeul Județean de Artă Prahova „Ion Ionescu-Quintus”, Ploiești | Cimec    |
|      | Femeie cu bostan Autor: Jalea, Ion                                                                | Datare: 1925 Dimensiuni: 24x7x11 cm Material: bronz patinat | Inscripție pe lateral stânga "Asociația Arta Română. Turnătorie". | Muzeul Județean de Artă Prahova „Ion Ionescu-Quintus”, Ploiești | Cimec    |
|      | Alegoria gustului Autor: Glandenbeck, Oscar                                                       | Datare: 1891 Material: bronz; catifea | Relieful reprezintă un personaj feminin, alegoria gustului, personajul, figurat nud, este reprezentat în picioare, văzut trei sferturi din spate, culegând mere. Face parte dintr-o serie de patru reliefuri, reprezentând simțurile. Semnat: O.Gladenbeck fec. | Muzeul Național Peleș, Sinaia                                   | Cimec    |
|      | Alegoria auzului Autor: Glandenbeck, Oscar                                                        | Datare: 1891 Material: bronz; catifea | Relieful prezintă un personaj feminin, alegoria auzului; personajul ușor drapat, este reprezentat în picioare, profil, într-un peisaj lacustru; cu mâna dreaptă la ureche, încearcă parcă să sesizeze zgomote; mâna stângă ține un nai. Face parte dintr-o serie de patru reliefuri simțurile. Semnat, datat O.G. / 1891 | Muzeul Național Peleș, Sinaia                                   | Cimec    |
|      | Alegoria văzului Autor: Glandenbeck, Oscar                                                        | Datare: 1891 Material: bronz; catifea | Relieful prezintă un personaj feminin, alegoria văzului; personajul, ușor drapat, se privește într-o oglindă cu cochetărie, lângă o piesă monumentală de mobilier. Face parte dintr-o serie de patru reliefuri simțurile. Semnat: O.G. / 1891 | Muzeul Național Peleș, Sinaia                                   | Cimec    |
|      | Alegoria mirosului Autor: Glandenbeck, Oscar                                                      | Datare: 1891 Material: bronz; catifea | Relieful prezintă un personaj feminin, alegoria mirosului; personajul, ușor drapat, figurat într-un racursi elegant, miroase un trandafir, lângă o tufă de trandafiri, meticulos reprezentată. Face parte dintr-o serie de patru reliefuri simțurile. Semnat, datat O.G. / 1891 | Muzeul Național Peleș, Sinaia                                   | Cimec    |
|      | Mâna Regelui Carol a României Autor: Becker, Emil                                                 | Datare: 1933 Material: bronz | Piesa reprezintă un pergament desfășurat pe care este conturată harta României, pe care se află un sigiliu cu stema României și mâna dreaptă a regelui Carol. Inscripție "Patria și dreptul meu/1866-1914". Lucrarea are un caracter simbolic, fiind comandată cu prilejul semicentenarului castelului Peleș, în 1933" | Muzeul Național Peleș, Sinaia                                   | Cimec    |
|      | Regele Carol I al României Autor: Han, Oscar                                                      | Datare: 1993 Material: bronz | Lucrarea, de mici dimensiuni, îl reprezintă pe regele Carol I al României, în picioare, sprijinindu-se cu mâna dreaptă de un baston, în uniformă militară de mică ținută. O variantă de monumentală a aceleiași lucrări a fost amplasată pe terasa principală a castelului Peleș, cu ocazia serbărior Semicentenarului reședinței regale.Semnat, datat O.Han/17 Aug. 1933 | Muzeul Național Peleș, Sinaia                                   | Cimec    |
|      | Minerva                                                                                           | Datare: 4/4 sec. XIX Școală: Atelier italian Material: lemn de tei; sculptat; stucat; aurit                                                                                  | Lucrare reprezintă o copie după Jacopo Sansovino (din Loggia de la baza campanilei de la San Marco din Veneția). O reprezintă pe zeița Minerva, în veșmânt lung, antic, cu cască cu panaș și halebardă în mâna stângă, cu un scut cu capul meduzei. | Muzeul Național Peleș, Sinaia                                   | Cimec    |
|      | Alegoria păcii                                                                                    | Datare: 4/4 sec. XIX Școală: Atelier italian Material: lemn de tei; sculptat; stucat; aurit                                                                                  | Lucrarea reprezintă o copie după Jacopo Sansovino (din Loggia de la baza campanilei de la San Marco din Veneția). Reprezintă un personaj feminin antic, în veșmânt lung cu tunică, stingând o faclă pe o cască militară. | Muzeul Național Peleș, Sinaia                                   | Cimec    |
|      | Apollo                                                                                            | Datare: 4/4 sec. XIX Școală: Atelier italian Material: lemn de tei; sculptat; stucat; aurit                                                                                  | Lucrarea reprezintă o copie după Jacopo Sansovino (din Loggia de la baza campanilei de la Ssan Marco din Veneția). Reprezintă pe zeul Apollo nud, cu arc mic în mâna stângă, și tolbă de săgeți cu bandulieră. | Muzeul Național Peleș, Sinaia                                   | Cimec    |
|      | Hermes/Mercur                                                                                     | Datare: 4/4 sec. XIX Școală: Atelier italian Material: lemn de tei sculptat; stucat; aurit                                                                                   | Lucrarea reprezintă o copie după Jacopo Sansovino (din Loggia de la baza campanilei de la San Marco din Veneția), Hermes, reprezentat în costum antic - tunică, cască și sandale înaripate, având piciorul drept sprijinit pe un cap de gigant tăiat. | Muzeul Național Peleș, Sinaia                                   | Cimec    |
|      | Hermes/Mercur                                                                                     | Datare: 4/4 sec. XIX Școală: Atelier italian Material: bronz | Lucrarea reprezintă o copie după Jacopo Sansovino (din Loggia de la baza campanilei de la San Marco din Veneția), Hermes, reprezentat în costum antic - tunică, sandale înnaripate, având piciorul drept sprijinit pe un cap de gigant tăiat. | Muzeul Național Peleș, Sinaia                                   | Cimec    |
|      | Alegoria păcii                                                                                    | Datare: 4/4 sec. XIX Școală: Atelier italian Material: bronz | Lucrarea reprezintă o copie după Jacopo Sansovino (din Loggia de la baza campanilei de la San Marco din Veneția), Hermes, reprezintă un personaj feminin antic, în veșmânt lung cu tunică, stingând o faclă pe o cască militară. | Muzeul Național Peleș, Sinaia                                   | Cimec    |
|      | Apollo                                                                                            | Datare: 4/4 sec. XIX Școală: Atelier italian Material: bronz | Lucrarea reprezintă o copie după Jacopo Sansovino (din Loggia de la baza campanilei de la San Marco din Veneția), Hermes, reprezintă pe zeul Apollo nud, cu arc mic în mâna stângă și tolbă de săgeți cu bandulieră. | Muzeul Național Peleș, Sinaia                                   | Cimec    |
|      | Minerva                                                                                           | Datare: 4/4 sec. XIX Școală: Atelier italian Material: bronz | Lucrarea reprezintă o copie după Jacopo Sansovino (din Loggia de la baza campanilei de la San Marco din Veneția), Hermes, reprezintă pe zeița Minerva, în veșmânt lung, antic, cu cască cu panaș și halebardă în mâna dreaptă, iar în mâna stângă, cu un scut cu capul meduzei. | Muzeul Național Peleș, Sinaia                                   | Cimec    |
|      | Basorelief decorativ Autor: Nouy, Jean-Jules-Antoine Lecomte du                                   | Datare: 1896 Material: marmură | Lucrarea reprezintă în stânga efigia din profil a împăratului Franz-Joseph, iar în dreapta efigiile regelui Carol I și reginei Elisabeta. Efigiile sunt redate într-un cadru arhitectonic, mărginit lateral de pilaștri, în partea superioară cartuș cu inscripție în limba latinp referitoare la vizita împăratului, în partea inferioară, de o parte și de alta a două mâini împreunate - simbolul prieteniei celor două state, scuturile heraldice ale acestora. | Muzeul Național Peleș, Sinaia                                   | Cimec    |
|      | Fecioara cu Pruncul și Sfinții Ioachim și Ana                                                     | Datare: 1/4 sec. XX Școală: Atelier italian Material: marmură | Basorelief vertical, arcat la partea superioară, din marmură albă, reprezentând pe Madonna cu Pruncul, sfinții Ioachim, Ana și Ioan Botezătorul. Este cu siguranță o copie după autor renascentist. Lucrarea se remarcă prin finețea execuției | Muzeul Național Peleș, Sinaia                                   | Cimec    |
|      | Bust de bătrână Autor: Romanelli, Raffaello                                                       | Datare: 1906 Material: bronz | Piesa reprezintă bustul unei femei în vârstă, cu capul îmbrobodit, cu chipul brăzdat de riduri și trăsături aspre. Portretul se remarcă printr-o deosebită expresivitate, demonstrând totodată calitățile deosebite ale sculptorului italian Raffaello Romanelii.Semnat Rmanelli | Muzeul Național Peleș, Sinaia                                   | Cimec    |
|      | Regele Ferdinand al României                                                                      | Datare: 2/4 sec. XX Școală: Atelier românesc Material: bronz | Lucrarea îl reprezintă pe regele Ferdinand I, bust, în ultimii ani de viață, cu capul ușor întors spre dreapta. Se remarcă prin redarea detaliilor fizionomice și prin finețea cizelaturii. | Muzeul Național Peleș, Sinaia                                   | Cimec    |
|      | Eitel Friedrich VI, Conte de Zollern Autor: Vodak, Franz                                          | Datare: 1904 Material: ulei pe pânză | Lucrarea reprezintă un personaj masculin, în picioare, într-o atitudine sobră, marțială. Contele poartă o armură completă, frumos cizelată, iar pe deasupra o mantie îmblănit, cu mâna dreaptă se sprijină pe un buzdugan, iar la cingătoarea are prinsă o spadă. Contele poartă barba tăiată pe jumătate, semn de supunere față de Papă. Lucrarea se remarcă prin finețea redării detaliilor și prin senzația de materialitate. Lucrarea este încastrată în lambriul casei scării de onoare a castelui. Inscripție dreaptă jos, cu galben: EITEL FRIDRICH VI. Este copia unui original al lui Franz Matsch, dispărut, poate deteriorat în epocă. Semnat și datat dreapta jos, cu galben: EITEL FRIDRICH IV. | Muzeul Național Peleș, Sinaia                                   | Cimec    |
|      | Eitel Friedrich V, Conte de Zollern Autor: Matsch, Franz von                                      | Datare: Cca. 1883 - 1885 Material: ulei pe pânză | Portretul contelui Eitel Friedrich V prezintă un bărbat în vârstă, într-o ținută demnă. Personajul este redat frontal, având capul ușor întors spre stânga. Este îmbrăcat într-o armură de paradă de sec. XVI, de sub care se zărește cămașa de zale, iar pe umărul și brațul stâng poartă o mantie de blană, de culoare maronie. Atitudinea impunătoare este subliniată în mod pregnant de cele două atribute, spada și bastonul. Se remarcă, în comparație cu armurile pictate de către Klimt, faptul că aceasta este, ca decorație, mult mai simplă, strălucirile fiind metalice și reci. Sunt de remarcat însă valențele decorative ale draperiei din fundal, cît și ale mantiei.Semnat dreapta jos, cu negru F Matsch (F-ul și M-ul sunt unite, F-ul fiind scris în oglindă), inscripția la partea inferioră, cu galben Eitel Fridrich V (1512) | Muzeul Național Peleș, Sinaia                                   | Cimec    |
|      | Eitel Friedrich II, Conte de Zollern Autor: Matsch, Franz von                                     | Datare: 1883 - 1885 Material: ulei pe pânză | Lucrarea reprezintă portretul de aparat al contelui Friedrich II de Zollern, redat din trei-sferturi stânga, ocupând partea centrală a pânzei cu statura sa monumentală. Chipul este încadrat de păr pieptănat pe spate și de barba ce acoperă parțial pieptul, remarcându-se în mod deosebit trăsăturile frumoase, liniștite, dar ferme ale feței sale. Bărbatul este îmbrăcat într-o tunică de culoare brun. Cu mâna dreaptă ține un document cu stema orașului Nurnberg. Conform mărturiilor autorului rezultă faptul că regele Carol I a furnizat pictorului ca sursă de documentare un album cu gravuri din sec. XVI-lea, conținând protretele unor strămoși ai săi. Lucrarea de față se constituie însă într-o piesă originală, și nicidecum într-o copie, fapt dovedit atât de calitățile artistice, cât și de diferența clară între model și tablou finit. Semnat dreapta jos, cu negru F Matsch pinx.(F-ul și M-ul sunt unite, F-ul fiind scris în oglindă), inscripția la partea inferioră, cu galben Eitel Fridrich II (1225) | Muzeul Național Peleș, Sinaia                                   | Cimec    |
|      | Philip Friedrich Cristoph, principe de Hohenzollern Autor: Klimt, Gustav                          | Datare: 1883 Material: ulei pe pânză | Portretul de aparat îl reprezintă pe Philipp Friedrich Cristoph, principe de Hohenzollern, personaj elegant și sigur de sine, reprezentat din trei-sferturi și privind spre stânga. Ovalul chipului este încadrat de perucă blondă cu păr lung, privirea ageră și un nas fin sunt caracteristicile acestei fețe nobile. Este îmbrăcat într-o armură strălucitoare, decorată cu motive incizate, aurii, pe umeri purtând o mantie de culoare vișinie cusută cu fir de aur și încălțat cu cizme înalte. Se remarcă în mod deosebit prețiozitatea materiei picturale în redarea brocadurilor, precum și a metalului de o parte, iar pe de alta încadrarea personajului în epocă atăt prin costumație, cât și prin elementul de recuzită, respectiv cultura barocă. Se remarcă în mod deosebit prețiozitatea materie picturale în redarea brocardurilor, precum și a metalului pe de o parte, iar pe de alta, încadrarea personajului în epoca atât prin costumațe, cât și prin elementul de recuzită, respectiv consola barocă. Se remarcă de asemenea acuratețea și prețiozitatea detaliului cu care Gustav Klimt reprezintă armurile. Semnat dreapta jos, cu negru G. Klimt 1883, inscripția la partea inferioră, cu galben PHILIP FIDRICH CRISTOPH (1671) | Muzeul Național Peleș, Sinaia                                   | Cimec    |
|      | Muza Euterpe Autor: Klimt, Gustav                                                                 | Datare: 1884 Material: ulei pe rips | Lucrarea a fost concepută ca o componentă a ansamblului "Muze, măști, alegorii și embleme" din sala de teatru a casteului Peleș. În prim-plan este figurat un personaj feminin alegoric - muza muzicii, Euterpe - seminud, parțial acoperit cu un voal, sprijinindu-se în brațul stâng. Tânăra este flancată de două portrete în medalion, susținute de câte doi putti acompaniați de diferite instrumente muzicale. Cel din stânga o reprezintă pe Terpsichore, muza dansului, cel din partea opusă pe Caliope, muza poeziei epice. Portretele reprezintă două fete tinere, cu trăsături fine și delicate, amintind portretul în medalion al Thaliei, din același ansamblu. Compoziția prezintă calități artistice și plastice deosebite și în primul rând portretistice; fundalul, la rândul său, posedă deosebite valențe decorative. Paleta cromatică utilizează alburi și griuri colorate, bunuri, roșuri cărămizii, și chiar nuanțe de verde. Lucrarea a fost considerată ca o prefigurare a pânzei cu titlul "Therpsichore și Thalia" de la Burgtheater, din Viena. Semnat stânga jos, cu negru: G. KLIMT/1884. | Muzeul Național Peleș, Sinaia                                   | Cimec    |
|      | Johann Georg, principe de Hohenzollern Autor: Klimt, Gustav                                       | Datare: 1883 - 1885 Material: ulei pe pânză | Lucrarea îl reprezintă pe primul membru din familia de Hohenzollern ce a purtat titlul de principe, motiv pentru care capătă o valoare simbolică deosebită pentru regele Carol I al României, comanditarul acestui portret. Personajul este un bărbat între două vârste, reprezentat frontal, al cărui chip cu trăsături elegante este marcat de calviție și încadrat de o barbă roșcată. Este îmbrăcat într-o armură strălucitoare decorată cu motive aurii, iar pe umeri poartă mantia cu mâneci bufante bordată cu zibelină și ornată cu strălucitoare broderii de culoare brună și aurie. Cu mâna dreaptă ține sceptrul princiar, o frumoasă piesă de orfevrărie renascentistă, în timp ce sub brațul stâng ține coiful. Silueta elegantă se profilează pe o draperie de culoare sângerie, bogată în falduri, lăsând să se întrevadă un colț de natură. Cele două steme amplasate la partea inferioară a pânzei reprezintă însemnele familiilor Hohenzollern și Salm. Este o lucrare nesemnată, atribuită însă lui Gustav Klimt. Știința punerii în pagină, prețiozitatea materiei picturale, savanta regie luministică și acuratețea în redarea detaliilor de armură, înrudesc acest tablou cu celelalte două efigii executate de Gustav Klimt, ce flanchează pe acela al lui Johann Georg. Compararea celor trei opere indică paternitatea lui Klimt, în cazul acestui portret. Inscripția la partea inferioară, cu galben: JOHANN GEORG (1623) | Muzeul Național Peleș, Sinaia                                   | Cimec    |
|      | Eitel Friedrich VII, Conte de Hohenzolern-Hechingen Autor: Klimt, Gustav                          | Datare: Cca. 1883 - 1885 Material: ulei pe pânză | Portretul de aparat îl reprezintă pe contele Eitel Fridrich VII de Hohenzollern-Hechingen, executat pe o pânză încheiată la partea superioară în arc de cerc. Pânza este ocupată aproape în întregime de figura marțială a contelui, personaj între două vârste, redat din trei sferturi dreapta. Un păr scurt, buclat, precum și o barbă încadrează ovalul feței cu trăsături frumoase și distinse. Personajul este îmbrăcat într-o fastuoasă armură de sub care se ivesc o pereche de pantaloni bufanți, iar pe umerii poartă o mantie puțin drapată. La partea inferioară a compoziției s-au plasat, conform tradiției, stemele Hohenzollern și al contesei Sybilla de Zimmhern. Lucrarea excelează prin deosebite calități artistice și picturale, remarcându-se în mod deosebit senzația de materialitate a fiecărui element în parte: carnația, armura, textilele, acestea prefigurând talentul ce-l va duce pe artist la apogeu în jurul anului 1900, consacrându-i ca unul dintre cei mai importanți pictori ai secolului al XX-lea. Semnat stânga jos, cu negru G. Klimt, inscripție la partea inferioară, cu negru: Eitel Fridrich VII (1605) | Muzeul Național Peleș, Sinaia                                   | Cimec    |
|      | Scena alegorică: poetul și poezia Autor: Matsch, Franz von                                        | Datare: 1884 Material: ulei pe rips | Compoziția de formă ovală, a fost concepută ca decorație de plafon, în prim-plan este reprezentat poetul, un bărbat tânăr, privit din trei-sferturi dreapta, cu capul întors și privind spre interiorul scenei. Este așezat pe niște trepte într-un decor arhitectonic și sprijinit de o balustradă pe care se află un vas cu bujori. Sub mâna stângă se află două cărți, în timp ce cu mâna dreaptă arată spre alegoria înaripată a poeziei. Aceasta este figurată în central compoziției, ținând în mâini o cunună de lauri. La picioarele ei un înger poartă niște cregnuțe de laur în mână. Lucrarea face parte din ansamblul "Muze, măști, alegorii și embleme", al sălii de teatru a castelului Peleș, alături de lucrările datorate lui Gustav Klimt. Pânza este dominată de o paletă cromatică caldă, compusă din rosuri cărămizii, rozuri, brunuri, olivuri, alburi și mai multe nuanțe de albastra. Pânza se remarcă prin deosebite calități compoziționale și plastice. Semnat stânga jos, cu negru: F. Matsch, 1884. Face parte din decorația sălii de teatru a castelului Peleș, montată pe plafon. | Muzeul Național Peleș, Sinaia                                   | Cimec    |
|      | Mască, flori și dublu aulos Autor: Klimt, Gustav                                                  | Datare: 1884 Material: ulei pe rips | Lucrarea a fost concepută pentru a decora partea superioară a pereților sălii de teatru, sub forma unei frize. Un personaj masculin tânăr, reprezentat bust, al cărui chip pare să fie o mască de teatru antic, poartă o cunună de frunze de viță și dublu aulos, atributele lui Dionisos. Fundalul este decorat cu flori, în comparație cu celelalte lucrări din sala de teatru, cromatica este rece, în tonuri de gri și nuanțe de albastru. Lucrarea nu e semnată, ceea ce o poate atribui membrilor grupului Kunstlerkompagnie. | Muzeul Național Peleș, Sinaia                                   | Cimec    |
|      | Melpomene Autor: Klimt, Gustav                                                                    | Datare: Cca. 1884 Material: ulei pe rips | Lucrarea a fost concepută pentru a decora partea superioară a pereților sălii de teatru, sub forma unei frize. Central, în medalion circular, este reprezentată muza Melpomene, muza tragediei, un bust feminin, având inscripția "Melpomene", medalionul este încadrat de doi îngeri muzicanți. Se remarcă ansamblul compoziției, în care contrastează realismul figurilor cu elemente decorative, geometrice și florale, care întregesc compoziția. Pânza este dominată de un colorit cu nuanțe calde, compusă din bunuri și tonuri de verde, conferind pânzei calități plastice deosebite. Semnat dreapta jos cu galben: G. Klimt | Muzeul Național Peleș, Sinaia                                   | Cimec    |
|      | Vara Autor: Klimt, Gustav                                                                         | Datare: 1884 Material: ulei pe rips | Lucrarea a fost concepută pentru a decora partea superioară a pereților sălii de teatru, sub forma unei frize. Central, este reprezentat un personaj feminin alegoric. Vara, tânăra este semilungită, cu mânecile pe un buchet de flori. Remarcabil este drapajul ce acoperă personajul, realizat într-o manieră decorativă, oarecum Sezession, decorat cu motive geometrice, stele. În spatele tinerei se profilează un pom cu roade. Pânza este dominată de o cromatică caldă, pastelată, compusă din roșu pal, tonuri de verde stins, albastru deschis, conferind pânzei calități plastice deosebite. Semnat stânga jos, cu negru: G.Klimt | Muzeul Național Peleș, Sinaia                                   | Cimec    |
|      | Primăvara Autor: Klimt, Gustav                                                                    | Datare: Cca. 1884 Material: ulei pe rips | Lucrarea a fost concepută pentru a decora partea superioară a pereților sălii de teatru, sub forma unei frize. Central, este reprezentat un personaj feminin alegoric.Primăvara, tânăra este semilungită, ținând cu ambele mâini o cunună de lauri, în interiorul căreia pictorul și-a amplasat inițial emnătura. Se remarcă ansamblul compoziției, în care contrastează realismul figurii cu elementele decorative, geometrice și florale, care întregesc compoziția. Remarcabil este drapajul ce acoperă personajul, decorat cu motive sezession. Pânza este dominată de un colorit cald, compusă din ocru și tonuri de verde stins, conferind pânzei calități plastice deosebite. Semnat, centrat jos, cu negru: G.Klimt | Muzeul Național Peleș, Sinaia                                   | Cimec    |
|      | Thalia                                                                                            | Datare: Cca. 1884 Școală: Școala austriacă Material: ulei pe rips | Lucrarea a fost concepută pentru a decora partea superioară a pereților sălii de teatru, sub forma unei frize. Central, în medalion circular, este reprezentată muza Thalia, medalionul este susținut de un înger muzicant și de inscripția "Thalia", medalionul este susținut de un înger muzicant și de un putto. Se remarcă ansamblul compoziției, în care contrastează realismul figurii cu elementele decorative, geometrice și florale, care întregesc compoziția. Remarcabil este drapajul ce acoperă personajul, decorat cu motive sezession. Pânza este dominată de un colorit cald, compusă din ocru și tonuri de verde stins, conferind pânzei calități plastice deosebite. | Muzeul Național Peleș, Sinaia                                   | Cimec    |
|      | Lira Autor: Klimt, Gustav                                                                         | Datare: Cca. 1884 Material: ulei pe rips | Lucrarea a fost concepută pentru a decora partea superioară a pereților sălii de teatru, sub forma unei frize. Ilustrează atributul lui Apollo, lira, reprezentată aici foarte decorativ, geometric, în maniera Artei 1900. Fundalul este decorat cu motive floral-vegetale. Cromatica este caldă, pastelată, în tonuride brun-roșcat, spartă central în nuanțe de albastru și gri. Lucrarea nu e semnată, ceea ce o poate atribui membrilor grupului Kunslerkompagnie. | Muzeul Național Peleș, Sinaia                                   | Cimec    |
|      | Muza Thalia Autor: Klimt, Gustav                                                                  | Datare: Cca. 1884 Material: ulei pe rips | Lucrarea a fost concepută pentru a decora partea superioară a pereților sălii de teatru, sub forma unei frize. În prim-plan, este reprezentată muza Thalia, muza comediei, un personaj feminin tânăr, semi-nud, într-o atitudine melancolică; la picioarele ei, un înger și o mască grotească. Se remarcă ansamblul compoziției, în care contrastează realismul figurii cu elementele decorative, geometrice și florale, care întregesc compoziția. Pânza este dominată de culori calde, compusă din bunuri și tonuri de verde, conferind pânzei calități plastice deosebite. Semnat dreapta jos, cu galben, G. Klimt | Muzeul Național Peleș, Sinaia                                   | Cimec    |
|      | Friedrich I, Conte de Zollern Autor: Klimt, Gustav                                                | Datare: Cca. 1884 Material: ulei pe pânză | Personajul, un strămoș legendar, se înscrie în ansamblul galeriei de strămoși ai regelui Carol I, comandată de către acesta atelierului austriac Kunstlerkompagnie. Tabloul ne înfățișează un personaj tânăr, privit frontal, reprezentat într-o manieră extrem de decorativă. Peste cămașa lungă de culoare cenușie, poartă o tunică de culoare brună, amintind de costumele din epoca otoniană, ambele brodate cu fir de culoare aurie. Bogăția broderiilor conferă personajului un aer monumental, atitudinea sa impunătoare fiind completată de atribute, precum sceptrul care pare făurit într-un atelier istorist, ținut în mâna dreaptă. Brațul stâng drapat în mâneca tunicii, de sub aceasta sunt vizibile câteva degete ale unei mâini deosebit de expresive. Semnat dreapta jos, cu roșu: G. Klimt, inscripție la partea inferioară, cu caractere gotice FRIDRICH I - Grav zu Hohenberg [FRIDRICH I - conte Zollern în naul Lui Christos 980/ Soția sa contesa zu Hohenberg] | Muzeul Național Peleș, Sinaia                                   | Cimec    |
|      | Burkhard, Conte de Zollern Autor: Matsch, Franz von                                               | Datare: Cca. 1884 Material: ulei pe pânză | Personajul, primul conte de Zoillern atestat documentar, se înscrie în ansamblul galerie de strămoși ai regelui Carol I, comandată de către acesta atelierului austriac Kunstlerkompagnie. Tabloul ne înfățișează un personaj în vârstă, privit frontal. Peste cămașa lungă de culoarea cenușie, poartă o tunică de culoarea brună, amintind de costumele din epoca otoniană. Tunica este prinsă în jurul gâtului cu o pafta mare, metalică. În mâna stângă contele ține un coif, iar cu dreapta se sprijină pe un scut, de sub tunică iese o spadaă prinsă la șold. Toate acestea conferă personajului un aer monumental și marțial. Semnat dreapta jos, cu roșu F.MATSCH, inscripția la partea inferioarăp, cu caractere gotice: BURKARDT GRAF ZU ZOLLERN IM Jahr Christi 1080/Seine Gemahlin Gravin Anastasia zu Zenfeld (Burkhard. Conte de Zollern în anul lui Christos 1080/Soția sa Anastasia contesa zu Zenfeld) | Muzeul Național Peleș, Sinaia                                   | Cimec    |
|      | Wolfgang, Conte de Zollern Autor: Klimt, Gustav                                                   | Datare: Cca. 1884 Material: ulei pe pânză | Tabloul înfățișează un personaj masculin în floarea vârstei, redat din profil și capul din trei-sferturi, într-o poziție ușor teatrală, desprins parcă din epopeea eroilor carolingieni. Chipul oval este încadrat de părul negru și barbă, frunte îngustă, ochii ageri caracterizează această figură. Este îmbrăcat într-o tunică lungă de culoarea nisipului decorată cu broderii bogate, peste care poartă o mantie de culoarea roșie. Brațul stâng este drapat, degetele mâinii espresive țin tunica, iar în mâna dreaptă ține sulița. Aceasta, prin traiectoria sa diagonală, împreună cu liniile mișcate ale brațelor și linia verticală a trupului, conferă compoziției câteva linii de forță. Interesant este fundalul, o draperie decorată cu motive vegatel, de culoarea ambrei și a aurului, motive folosite încă din Renaștere, înscrise însă și în vocabularul artististic al Sezession-ului.Semnat, datat dreapta jos, cu roșu: G. KLIMT - 1884, inscripția la partea inferioară, cu caractere gotice: WOLFGANG - Grav zu Zollern im Jahr Christi 948/ Seine Gemahlim Meza Gravin zu Nassau, [WOLFGANNG - conte Zollern în anul lui Christos 948/Sotia sa contesa zu Nassau] | Muzeul Național Peleș, Sinaia                                   | Cimec    |
|      | Friedrich IV, Conte de Zollern Autor: Matsch, Franz von                                           | Datare: Cca. 1884 Material: ulei pe pânză | Personajul se înscrie în ansamblul galeriei de strămoși ai regelui Carol I, comandată de către acesta atelierului austriac Kunstlerkompagnie. Tabloul ne înfățișează un personaj privit frontal. Peste cămașa lungă de culoare maronie, poartă o tunică de culoare brună, bogat țesută cu fir metalic, prinsă la gât cu o pafta. În mâna stângă contele ține un pergament cu sigiliu. Poartă o centură lată din piele, de care este prinsă o spadă mare. În fundal, un decor cu drapaj în cromatică de auriu și verde inchis.Semnat dreapta jos, cu roșu: F.Matsch, inscripție la partea inferioară cu litere gotice: FRIEDRICH IV GRAF ZU ZOLLER im Jahr Christi 1195/Seine Gemahlin Gravin N. zu Zweibruck (FRIEDRICH IV, Conte de Zollern în anul lui Christos 1195/Soția sa contesa N. zu Zweibruck) | Muzeul Național Peleș, Sinaia                                   | Cimec    |
|      | Mater                                                                                             | Datare: 1/2 sec.XV Școală: Atelier central european Material: piatră | Lucrarea o reprezintă pe Madona, în picioare, cu pruncul în brațe, amplasată pe un soclu purtând inscripția "Matur". Madona este reprezentată frontal, cu capul ușor aplecat spre dreapta. Peste părul împletit în cozi are așternut un văl și o coroană. Veștmântul ce o îmbracă cade în falduri bogate. Ambele brațe sunt împreunate în dreptul pântecului, ținîndu-l pe Isus copil. Acesta este reprezentat așezat pe brațul drept al Mariei, cu capul și trupul redate ușor spre stânga și cu ambele picioare sprijinindu-se de brațele acesteia. Brațul stâng al pruncului este îndoit și adus pe piept, cu degetele împreunate în semn de binecuvântare, cel drept de asemenea îndoit, având palma întinsă spre privitor. Se remarcă o anume delicatețe a trăsăturilor Madonnei, în ciuda unei redări mai schematice a trăsăturilor feței specifică goticului târziu cât și atitudinea ușor stângace a Pruncului, lucrarea se remarcă prin expresivitate. Piesa a fost restaurată, fără fragmente lipsă, prezintă ciobituri. | Muzeul Național Peleș, Sinaia                                   | Cimec    |
|      | Sfântul Bartolomeu                                                                                | Datare: 1/2 sec. XV Școală: Atelier central european Material: piatră | Lucrarea îl reprezintă pe Sf. Bartolomeu, redat în picioare. Are capul ușor ridicat, cu privirea în sus, acoperit de un păr bogat, pieptănat cu cărare, iar chipul cu barbă. Trupul, poziționat în contraposto având bustul înclinat spre dreapta, este acoperit cu o rasă monahală, încinsă la mijloc cu o cingătoare și o mantie prinsă în jurul gâtului cu o agrafă. Ambele brațe sunt îndoite iar mâinile sprijinite lateral în talie. Personajul se sprijină pe piciorul stâng, cel drept fiind ușor fandat. Sculptura este amplasată pe un soclu purtând inscripția S.BART. Trăsăturile fine și delicate ale feței sunt dominate de calm și serenitate. Întreaga lucrare, deși de mici dimensiuni, emană robustețe și faptul că această lucrare, în stil gotic, este opera unui atelier central european de la mijlocul secolul al XV-lea, amintind stilistic și de creațiile atelierelor săsești din Transilvania. | Muzeul Național Peleș, Sinaia                                   | Cimec    |
|      | Sfântul Matei                                                                                     | Datare: 1/2 sec. XV Școală: Atelier central european Material: piatră | Lucrare dispusă pe verticală, reprezentând pe Sfântul Matei, personaj tânăr, redat frontal, având capul ușor întors spre dreapta. Chipul este marcat de prezența unui păr scurt, creț și a unei bărbii ascuțite. Este acoperit cu o rasă și o mantie, tratate plastic prin jocul faldurilor, ușor aplatizate în zona bustului și cu volume puternice verticale și semicirculare, la partea inferioară. Ambele brațe sunt îndoite, iar mâinile realizate din volume mari, geometrizate. În mâna stângă ține o carte cu ferecătură, probabil evanghelia lui Matei. Statuia se sprijină pe un soclu îngust, pe care se poate citi inscripția: S. Mathus. Trăsăturile feței ușor stilizate, emană o stare de sobrietate și seninătate, dar de o deosebită expresivitate, contrastând cu jocul volumelor îmbrăcăminții. Lucrarea prezintă o serie de calități estetice, ce-i conferă o deosebită valoare. Toate aceste trăsături indică faptul, că lucrarea provine dintr-un atelier medieval, central european, probabil german. | Muzeul Național Peleș, Sinaia                                   | Cimec    |
|      | Sfântul Ioan                                                                                      | Datare: 1/2 sec. XV Școală: Atelier central european Material: piatră | Sculptura îl reprezintă pe Evanghelistul Ioan, în picioare, într-o poziție ușor contorsionată. Capul înclinat spre dreapta este acoperit de un păr lung, pieptănat cu cărare și buclat, căzându-i pe umeri. Privirea este ațintită spre ceruri, nasul foarte fin redat, trăsăturile feței exprimă delicatețe, seninătate. O mustață îngustă și barba încadrează chipul. Umerii ușor lăsați sunt acoperiți, ca și întreg corpul de o mantie cu bordura decorată cu motive geometrice. Bustul este ușor adus în față. Brațele sunt îndoite și lipite de corp, cu ambele mâini ține Evanghelia lui Ioan. Mantia acoperă întreg corpul, suprafața fiind dominată de o serie de falduri. Lucrarea emană o deosebită expresivitate prin delicatețea trăsăturilor, dar și o dinamică, specifice stilului gotic. Aceste calități indică faptul că piesa ar putea fi produsul unui atelier german. Inscripție: S. Ioan. | Muzeul Național Peleș, Sinaia                                   | Cimec    |
|      | Sfântul Petru                                                                                     | Datare: 1/2 sec. XV Școală: Atelier central european Material: piatră | Personajul este Sfântul Petru, la vârsta senectuții, redat frontal. Chipul cu trăsături ușor stilizate, este încadrat de un păr buclat, mustață și barbă. Trupul este acoperit cu o rasă și o togă prinsă pe umărul stâng, ambele cu chenar decorativ pe margine, tratate plastic prin jocul faldurilor, ușor aplatizate în zona bustului și cu volume orizontale, verticale și semicirculare, de la talie spre partea inferioară. Ambele brațe sunt îndoite, mâinile împreunate, realizate din volume mari geometrizate. În mâna dreaptă ține legătură de chei a porții Raiului. Întreg ansamblul este marcat de o dinamică plastică dată de verticala togii, dispusă pe latura stângă și continuată, dincolo de talie, de o serie de falduri în arc frânt. Lucrarea este amplasată pe un soclu îngust, pe care se poate citi inscripția: S.Petrus. Expresivitatea feței, realizată din câteva linii, degajează o stare de liniște și seninătate, dar și forță. Prin calitățile sale estetice și stilistice, aparținând ariei goticului, lucrarea poate fi considerată creația unui atelier de factură central europeană. | Muzeul Național Peleș, Sinaia                                   | Cimec    |
|      | Sfântă                                                                                            | Datare: 1/2 sec. XV Școală: Atelier central european Material: piatră | Lucrare dispusă pe verticală reprezentând un personaj feminin redat din trei sferturi. Corpul, ușor înclinat spre stânga, este încadrat de un păr lung, buclat, iar trăsăturile feței sunt feminine și delicate. Personajul este îmbrăcat într-o rochie, acoperită pe umeri de o mantie, ambele decorate pe margine cu un chenar. Veștmintele sunt tratate plastic prin jocul faldurilor, ușor aplatizat în zona bustului și cu volume mai mari, verticale, oblice și în arc frânt cu vârful în jos, la partea inferioară. Brațele sunt îndoite, mâinile sunt realizate din volume mari, geometrizate. Ambele mâini se sprijină pe marginea togii. Întregul ansamblu este marcat pe verticala togii, dispusă pe latura stăngă și continuată, dincolo de talie, de o serie de falduri în arc frânt. Cu ambele picioare se sprijină pe un soclu îngust. | Muzeul Național Peleș, Sinaia                                   | Cimec    |
|      | Cap de sfânt                                                                                      | Datare: 1/2 sec. XIII ? Școală: Atelier central european Material: piatră | Piesa este un fragment, parte a unui ansamblu mai mare, ea reprezentând probabil un cap de sfânt. Părul bogat, buclat, încadrează capul personajului. Chipul este dominat de o frunte înaltă, ochii sunt redați din câteva lovituri ale daltei, pomeții sunt ușor ieșiți în relief. Partea inferioară este dominată de prezența unei bărbi. În ciuda unei maniere de execuție cu caracter ușor stilizate, aceasta conferă totuși portretului o deosebită expresivitate. Piesa, aparținând stilistic romanicului, se remarcă prin deosebite valențe plastice și estetice, ce conferă acesteia o valoare deosebită. Lucrarea provine probabil dintr-un atelier central european, înrudindu-se cu o serie de reprezentări de sfinți ce decorează portalurile catedrelor romanice. | Muzeul Național Peleș, Sinaia                                   | Cimec    |
|      | Înger și animal fantastic                                                                         | Datare: 1/2 sec. XIII ? Școală: Atelier central european Material: piatră | Lucrarea se prezintă ca un fragment decorativ dintr-o piesă de dimensiuni mai ample, probabil o friză. Piesa este sculptată în altorelief și cu porțiuni la partea inferioară în meplat. Jumătatea stângă reprezintă un cap de animal fantastic, probabil un grifon, cu cioc scurt de pasăre, pene și urechi de felină, privit din trei-sferturi, uitându-se spre dreapta. Această figură denotă cunoașterea tipologiei animaliere. Pendantul său este reprezentat de un înger sau mascheron cu fața rotundă, flancată de două aripi, decorată cu motive sculptate, una văzută frontal, cealaltă în racourci. Personajul prezintă de asemena un ochi întredeschis, iar privirea este îndreptată spre stânga. Gura rânjită a personajului conferă lucrării o notă dramatică dar și o latură expresivă. Prin calitățile sale artistice, lucrarea se încadrează stilistic în curentul romanic și este cu siguranță o creație a unui atelier central european, probabil german, de la mijlocul secolului al XIII-lea. | Muzeul Național Peleș, Sinaia                                   | Cimec    |
|      | Sfântul Ieronim                                                                                   | Datare: Sec. XVII Școală: Atelier central european Material: piatră | Compoziție de formă pătrată încastrată în perete. Reprezintă în prim-plan pe Sfântul Ieronim în peșteră, având în partea stângă un leu, iar în cea dreaptă un balaur. La picioarele sale se află pălăria, atributul rangului ecleziastic deținut inițial. Personajul vârstnic, având chipul emaciat și trupul slăbit, este redat așezat pe o stâncă citind Biblia. Trupul este parțial acoperit, până la genunchi, de o rasă. Scena este încadrată într-un triunghi neregulat. Personajul este încadrat pe pereții peșterii redați în volume ample, li se ce ocupă aproape trei sferturi din compoziție, contrastând cu formele și volumele mai agitate ce caracterizează personajul sau cele două animale. Aceste calități conferă lucrării trăsături ce ar putea-o încadra în seria producțiilor unui atelier central european, eventual german. | Muzeul Național Peleș, Sinaia                                   | Cimec    |
|      | Secretul Autor: Fix-Masseau, Felix                                                                | Datare: 1910 Material: piatră | Lucrarea reprezintă un personaj tânăr feminin drapat cu o mantie. Capul este acoperit și încins cu o coroniță, partea superioară a chipului este vizibilă, respectiv ochii, închiși și nasul. Brațele îndoite sunt acoperite, doar mâinile sunt vizibile, acestea țin strâns la piept o casetă decorată cu motive goticizante. Degetul arătător al mâinii drepte este ușor ridicat și dus la buze. Vălul, decorat la extremități cu o bordură cu motive vegetale și geometrice acoperă jumătatea stângă a corpului. Privitorului i se dezvăluie pântecul, piciorul drept și parțial gamba celui stâng. Sculptura este amplasată pe un corp paralelipipedic pe care s-a incizat o monogramă compusă din triunghiuri, 2 mici având vârful în jos și cel din mijloc, cel mai mare, cu vârful în sus, încadrate de un semicerc. Corpul contrastează cu suprafața vibrată a acoperământului bogat ornamentat cu falduri. Se remarcă finețea trăsăturilor și a volumelor ușor geometrizate care dau o anumită dinamică clasică lucrării și care o încadrează în cadrul curentului Art Nouveau. | Muzeul Național Peleș, Sinaia                                   | Cimec    |
|      | Eitel Friedrich III, Conte de Zollern Autor: Fischer, Carl                                        | Datare: Sec. XIX;3/4 Material: lemn de nuc | Contele Eitel Friedrich III conte de Zollern este reprezentat ca un personaj masculin în floarea vârstei, într-o ținută dreaptă și impunătoare, îmbrăcat într-o armură fastuoasă de secol XVI. Personajul este întruchiparea războinicului prin excelență. Pe cap poartă un coif cu viziera ridicată. Barba personajului este tăiată pe jumătate, iar în jurul gâtului poartă un lacăt. Cu brațul drept lăsat în jos ține o toporișcă, cu cel stâng se sprijină în spada prinsă la cingătoare. De sub pieptar, și până la genunchi personajul este drapat cu o cămașă de borangic decorată cu fastuoase broderii. Piciorul drept servește drept sprijin, în timp ce stângul este ușor fandat. Lucrarea este amplasată pe un soclu, pe care este sculptată inscripția: Eitel Friedrich III / Graf zu Zollern. Personajul domină prin ținuta impunătoare și frumusețea trăsăturilor chipului. Lucrarea a fost creată în cadrul curentului istorist și e înscrie în seria de strămoși ai Regelui Carol I al României, la a cărui comandă a fost executată special pentru Castelul Peleș. | Muzeul Național Peleș, Sinaia                                   | Cimec    |
|      | Jost Niklaus, Conte de Zollern Autor: Fischer, Carl                                               | Datare: Sec. XIX;3/4 Material: lemn de nuc | Personajul, între două vârste, reprezintă pe Jost Niklaus, cont de Zillern, îmbrăcat în armură de secol XVI. Figura este încadrată de o barbă bogată răsfrântă parțial peste bust, iar privirea este îndreptată înspre brațul stâng în care ține macheta castelului familial de la Hohenzollern, reconstruit de către Jost Niklaus la mijlocul secolului al XV-lea. Personajul domină printr-o anumită ținută impunătoare, și frumusețea trăsăturilor. Lucrarea a fost creată în cadrul curentului istorist și se înscrie în seria de strămoși ai Regelui Carol, la a cărui comandă a fost executată special pentru Castelul Peleș. Semnat pe soclu: Jost Niklaus Graf zu Zollern. | Muzeul Național Peleș, Sinaia                                   | Cimec    |
|      | Orbul Autor: Romanelli, Raffaello                                                                 | Datare: Sec. XX;1/4 Material: bronz | Lucrarea executată în bronz reprezintă protretul unui personaj masculin, orb. Personajul este reprezentat cu capul dat ușor pe spate, capul este parțial marcat de calviție, cu păr dispus lateral. Fruntea este lată, arcada cu cele două sprâncene dese marchează puternic ovalul feței, ochii închiși. Verticala nasului puternic, străpunge în ax chipul, în timp ce orizontala arcadei este reluată de cea a mustății și a gurii fin desenate. Bărbia ușor trapezoidală este parțial acoperită cu o barbă incipientă. Gâtul personajului este încordat. Centura scapulară este ușor oblică, umărul drept, sugerat, este mai ușor decât cel drept. Portretul se remarcă printr-o deosebită expresivitate demonstrând totodată calitățile deosebite ale sculptorului italian Raffaello Romanelli, urmaș demn al atelierelor italienești ale Renașterii. Este posibil ca lucrarea să fi fost executată la comanda expresă a Regelui Carol I al României pentru care sculptorul a executat o serie de lucrări la comandă. | Muzeul Național Peleș, Sinaia                                   | Cimec    |
|      | Santinela Autor: Reintzer, Alois                                                                  | Datare: Sec. XX;1/4 Material: bronz | Lucrarea, statuară mică, reprezintă un personaj masculin, ostaș gal sau celtic, personajul - redat în picioare - este înarmat, în mâna dreaptă are o sabie, iar în mâna stângă ține o lance. Lucrarea este remarcabilă prin acuratețea detaliului și formele anatomice studiate. | Muzeul Național Peleș, Sinaia                                   | Cimec    |
|      | Sfântul Francisc la Papa Inocențiu al III-lea                                                     | Datare: 1/4 sec. XX Școală: Atelier florentin Material: marmură | Basorelief dreptunghiular, reprezentând pe Sfântul Francisc din Assisi, în fața Papei Inocențiu al III-lea, la aprobarea regulilor Ordinului aflată în amvonul bisericii Santa Croce din Florența. Papa este reprezentat pe un tron cu baldachin, înconjurat de cardinali și călugări, iar Sfântul Francisc îngenunchiat, înmânează regulile. Se remarcă acuratețea execuției și finețea detaliilor. | Muzeul Național Peleș, Sinaia                                   | Cimec    |
|      | Moartea Sfântului Francisc din Assisi                                                             | Datare: 1/4 sec. XX Școală: Atelier florentin Material: marmură | Basorelief din marmură albă, dreptunghiular, reprezentând moartea Sfântului Francisc din Assisi, depus pe catafalc, în nava unei biserici, cu colonadă. Catafalcul este înconjurat de călugări îngenunchiați sau în picioare. Lucrarea este o copie după un relief din amvonul bisericii Santa Croce din Florența, al lui Benedetto da Maiano. Lucrarea este remarcabilă prin acuratețea și grija pentru detaliu. | Muzeul Național Peleș, Sinaia                                   | Cimec    |
|      | Sfântul Gheorghe ucigând Balaurul Autor: Fischer, Carl                                            | Datare: Sec. XIX;3/4 Material: lemn de nuc | Grup statuar reprezentându-l pe Sfântul Gheorghe ucigând balaurul. Personajul biblic este reprezentat în picioare, ușor fandat, strivind balaurul cu piciorul stâng, cu ambele mâini ținând o lance cu care străpunge animalul fantastic. În comparație cu rigiditatea reprezentării Sfântului Gheorghe, impresionează amplitudinea mișcării balaurului. Remarcabile sunt detaliile costumului militar al Sfântului. Personajul domină prin ținuta impunătoare. Lucrarea a fost creată în cadrul curentului istorist și a fost executată special pentru Castelul Peleș. Semnat pe soclu: C. Fischer. | Muzeul Național Peleș, Sinaia                                   | Cimec    |
|      | Tânăr oriental Autor: Steiner, Leopold                                                            | Datare: Sec. XIX;4/4 Material: bronz | Lucrarea reprezintă un tânăr personaj masculin, în costum oriental, ținând cu ambele mâini o sabie în teacă. Atitudine statică. Se remarcă finețea cizelurii și detaliile de decorație ale costumului și ale tecii sabiei. Este cunoscut gustul autorului pentru personaje orientale, pe care le expune la Salonul parizian, unde a fost medaliat cu aur, în 1881. Ușoare oxidări, zgârieturi. | Muzeul Național Peleș, Sinaia                                   | Cimec    |
|      | Tentațiunea sau Eva Autor: Storck, Frederic                                                       | Datare: 1898 Material: bronz | Compoziția este o figurare a tentației, reprezentând un nud feminin, redat într-o poziție contorsionată. Capul, încadrat de un păr bogat, este înclinat spre dreapta și marcat de trăsăturile extrem de fine ale feței. Brațul stâng este întins având în căușul palmei mărul de aur. Lucrarea este plasată pe un soclu de formă circulară. Piesa se încadrează stilistic în creația europeană a epocii, autorul Frederic (Fritz) Storck fiind totodată unul dintre cei mai activi sculptori de la sfârșitul secolului în România. | Muzeul Național Peleș, Sinaia                                   | Cimec    |
|      | Tinere cântând la lăută                                                                           | Datare: 1/4 sec. XX Școală: Atelier Guido Minerbi Material: marmură | Relief de marmură albă, dreptunghiular, după Luca della Robbia, reprezentând grup de tinere, din care patru în prim-plan în picioare, în veșminte bogat drapate, cântând din gură și lăută. La picioarele acestora, doi copii nud, așezați. Originalul, amplasat inițial în cantoria domului din Florența, se află azi în Museo del Opera del Duomo. Copie comandată de Carol I pentru Castelul Peleș. | Muzeul Național Peleș, Sinaia                                   | Cimec    |
|      | Regele Carol I al României Autor: Boese, Johann                                                   | Datare: 1914 Material: bronz | Regele Carol I este reprezentat bust, la vârsta senectuții, chipul fiind brăzdat de riduri adânci; poate fi o reprezentare din ultimele luni de viață, sau chiar executat dupa moartea suveranului. Regele poartă uniformă militară cu manta. Dimensiunile reduse ale lucrării și faptul că bustul se continuă trei sferturi poate indica faptul că este un proiect pentru o lucrare amplă, ce urma să fie executată. Semnat, datat: J. Boese fecit 1914. | Muzeul Național Peleș, Sinaia                                   | Cimec    |
|      | Regele Carol I al României Autor: Han, Oscar                                                      | Datare: 1933 Material: bronz | Lucrarea, de mari dimensiuni, este amplasată în parcul castelului Peleș. Îl reprezintă pe regele Carol I al României, în picioare, sprijinindu-se cu mâna dreaptă de un baston, în uniformă militară de mică ținută. O variantă de mici dimensiuni ale aceleiși lucrări se află de asemenea în colecțiile muzeului. Lucrarea de față a fost turnată de I. Guran și V. Popa și este amplasată în parcul castelului, cu ocazia serbărilor Semicentenarului reședinței regale. Semnat, datat O. Han/1933/Turnat I. GuranandV. Popa. | Muzeul Național Peleș, Sinaia                                   | Cimec    |
|      | Regele Carol I al României Autor: Romanelli, Raffaello                                            | Datare: Sec. XX;1/4 Material: bronz | Lucrarea îl reprezintă pe regele Carol I călare, într-o atitudine marțială, în uniformă de mică ținută; regele pare să fie surprins pe front, pe câmpurile de luptă din Balcani. Ușoare zgârieturi. | Muzeul Național Peleș, Sinaia                                   | Cimec    |
|      | Adorația Pruncului                                                                                | Datare: 1/4 sec. XX Școală: Atelier florentin Material: marmură | Relief din marmură albă, dreptunghiular, arcuit pe latura superioară. Madonna îngenunchiată în dreapta, Pruncul culcat jos, în partea stângă, flancați la partea superioară și inferioară de doi heruvimi. Interpretare după un original de teracotă de Andrea della Robbia, aflat la Museo Nazionale del Bargelo, Florența. | Muzeul Național Peleș, Sinaia                                   | Cimec    |
|      | Madona cu Pruncul                                                                                 | Datare: 1/4 sec. XX Școală: Atelier florentin Material: marmură | Basorelief vertical, din marmură albă, reprezentând pe Madonna cu Pruncul, reprezentată în ancadrament arhitectonic; la frontonul semicircular sprijinit de pilaștrii și la baza semicirculară un serafim și un heruvim. Este o copie după Benedetto da Maiano. Lucrarea se remarcă prin finețea execuției. | Muzeul Național Peleș, Sinaia                                   | Cimec    |
|      | Regina Elisabeta a României Autor: Hegel, Wladimir C.                                             | Datare: 1891 Material: marmură | Lucrarea o reprezintă pe regina Elisabeta bust, cu capul ușor întors spre dreapta, cu părul prins coc și diademă. Figura reginei respiră mândrie și seninătate; chipul reginei este idealizat. Lucrarea aparține seriei de busturi ale unor personalități culturale și politice din epocă, realizate de Hegel, sculptor de origine poloneză, căruia i se datorează și multe monumente de for public din București și Iași. Ușoare ciobituri.Semnat W. Hegel/1891. | Muzeul Național Peleș, Sinaia                                   | Cimec    |
|      | Regele Carol I al României Autor: Romanelli, Raffaello                                            | Datare: Sec. XX;1/4 Material: marmură | Lucrarea îl reprezintă pe regele Carol I al României, bust. Regele poartă uniforma militară și însemnele ordinelor și decorațiilor conferite. Suveranul este redat într-o atitudine sobră și majestuoasă. Lucrarea este remarcabilă prin finețea și calitatea execuției. Semnat: Prof. Romanelli/Firenze. | Muzeul Național Peleș, Sinaia                                   | Cimec    |
|      | Bust de fată Autor: Spaethe, Oscar                                                                | Datare: Sec. XX;1/4 Material: marmură | Lucrarea reprezinta un bust de tânără; chipul este încadrat de păr lung, cu cărare pe mijloc, capul înclinat spre dreapta; baza sculpturii este de formă trapezoidală, latura frontală arcuită elegant este decorată cu motive florale, tratate în maniera Art Nouveau. | Muzeul Național Peleș, Sinaia                                   | Cimec    |
|      | Bust Autor: Storck, Frederic                                                                      | Datare: 1909 Material: bronz | Lucrarea reprezintă un bust de bărbat la maturitate. Remarcabile sunt trăsăturile regulate ale personajului și acuratețea detaliilor fizionomice reprezentate. Semnat pe soclu: Fritz Storck/turnat V V Rascanu and Comp Buc 1909. Publicat în catalogul expoziției "Tinerimea artistică", București, 1926. | Muzeul Național Peleș, Sinaia                                   | Cimec    |
|      | Ducesa de Edinburgh Autor: Thornycroft, Mary                                                      | Datare: 1877 Material: marmură | Lucrarea o reprezintă pe Maria Alexandrovna, ducesa de Edinburgh, mama reginei Maria a României. Ducesa este reprezentată frontal, cu capul puțin întors spre dreapta. Artista a reprezentat-o în maniera neoclasicistă, caracteristică reprezentărilor personajelor din familia regala britanică, la comanda reginei Victoria. Semnat pe soclu, datat: Mary Thorny-Croft sc.London, 1877. | Muzeul Național Peleș, Sinaia                                   | Cimec    |
|      | Sculptură Autor: Hegel, Wladimir C.                                                               | Datare: 1903 Material: bronz | Lucrarea este proiectul unui monument comemorativ de mari dimensiuni, proiectat de Hegel pentru a celebra victoria armatei române în Războiul de Independență. Pe fusul coloanei sunt redate episoade din timpul războiului. Lucrarea face, tipologic, referire la columna lui Traian de la Roma. Semnat: W. Hegel sculpt/F. Barbedienne, Fondeur, Paris. Inscripție: 1877-78/ REGELUI CAROL I/ CORPUL DE GENIU ROMÂN/1903. | Muzeul Național Peleș, Sinaia                                   | Cimec    |
|      | Îngeri dansând                                                                                    | Datare: 1/4 sec. XX Școală: Atelier Guido Minerbi Material: marmură | Relief din marmură albă, dreptunghiular, după Donatello, reprezentând grup de îngeri dansând, din care patru în prim-plan. Originalul, amplasat inițial în cantoria domului din Florența, se află azi în Museo del Opera del Duomo. | Muzeul Național Peleș, Sinaia                                   | Cimec    |
|      | Îngeri dansând                                                                                    | Datare: 1/4 sec. XX Școală: Atelier Guido Minerbi Material: marmură | Relief din marmură albă, dreptunghiular, după Donatello, reprezentând grup de îngeri dansând, din care patru în prim-plan. Originalul, amplasat inițial în cantoria domului din Florența, se află azi în Museo del Opera del Duomo. | Muzeul Național Peleș, Sinaia                                   | Cimec    |
|      | Fecioara cu Pruncul                                                                               | Datare: 1/2 sec. XVI Școală: Atelier german Material: lemn | Compoziția o reprezintă pe Fecioara cu Pruncul în brațe, redată în picioare, cu veștmânt amplu, bogat faldat. Pruncul Iisus așezat pe brațul drept al Fecioarei, poartă, de asemenea, un veștmânt faldat. Partea posterioară nu e sculptată, ceea ce indică utilizarea anterioară a piesei, parte dintr-un ansamblu. Lucrarea se remarcă prin deosebite calități estetice și poate fi încadrată, datorită manierei, într-un atelier regional german. Calitățile plastice ilustrează tranziția de la goticul târziu la Renaștere. | Muzeul Național Peleș, Sinaia                                   | Cimec    |
|      | Cavaler medieval (Janissaire victorios ținând o lance) Autor: Guillemin, Emile Coriolan Hippolyte | Datare: Sec. XIX;4/4 Material: bronz | Bronz de mici dimensiuni, reprezentând un personaj masculin călare, în armură, ținând o lance în mâna stângă. Atitudinea personajului este emfatică, brațul drept ridicat în semn de victorie. Lucrarea se înscrie în seria scenelor de gen eroice ale lui Guillemin, sculptor prezent în salonul parizian, începând cu 1881. Semnat: Gullemin. | Muzeul Național Peleș, Sinaia                                   | Cimec    |
|      | Împăratul Friederich III al Germaniei Autor: Boese, Johann                                        | Datare: 1912 Material: bronz | Împăratul Friederich al III-lea al Germaniei (1888), este reprezentat în picioare, sprijinit cu ambele mâini de o spadă și ținând în mâna dreaptă bastonul de mareșal al armatei. Reprezentat în ținută militară de gală, cu coif și manta, purtând pe piept ordinele și decorațiile ce i-au fost conferite. Realizarea fiind mult ulterioară morții acestuia, lucrarea poate fi proiectul unui monument comemorativ al celui ce a fost un bun prieten al Regelui Carol I al României. Semnat, datat: J. Boese/1912. | Muzeul Național Peleș, Sinaia                                   | Cimec    |
|      | Prințul Karl-Anton de Hohenzollern Autor: Donndorf, Adolf von                                     | Datare: Sec. XIX;4/4 Material: bronz | Lucrarea îl reprezintă pe prințul Karl-Anton de Hohenzolern, tatăl regelui Carol I. Prințul este reprezentat în picioare, în uniformă militară, ținând în mâna dreaptă niște documente. Aceste atribute amintesc de funcțiile deținute de prinț, cea de prim-ministru al Prusiei și cea de guvernator militar al provinciei Renania. E de notat finețea cizelurii. Autorul este cunoscut datorită busturilor a numeroase notabilități germane din secolul al XIX-lea, precum și pentru monumentul funerar al lui Schumann, la Bonn. | Muzeul Național Peleș, Sinaia                                   | Cimec    |
|      | Cor de copii                                                                                      | Datare: 1/4 sec. XX Școală: Atelier Guido Minerbi Material: marmură | Relief din marmură albă, dreptunghiular, dupa Luca della Robbia, reprezentând cor de șase copii cântând după o carte "Laudate Dominum". Originalul, amplasat inițial în cantoria domului din Florența, se află azi în Museo del Opera del Duomo. | Muzeul Național Peleș, Sinaia                                   | Cimec    |
|      | Cor de copii                                                                                      | Datare: 1/4 sec. XX Școală: Atelier Guido Minerbi Material: marmură | Relief din marmură albă, dreptunghiular, după Luca della Robbia, reprezentând cor de șase copii cântând după o carte "Laudate Dominum". Originalul, amplasat inițial în cantoria domului din Florența, se află azi în Museo del Opera del Duomo. | Muzeul Național Peleș, Sinaia                                   | Cimec    |
|      | Grup de copii cântând                                                                             | Datare: 1/4 sec. XX Școală: Atelier Guido Minerbi Material: marmură | Relief din marmură albă, dreptunghiular, după Luca della Robbia, reprezentând grup de zece personaje dintre care șase în prim-plan, în veșminte drapate, stând în picioare și doi copii nud, așezați. Originalul, amplasat inițial în cantoria domului din Florența, se află azi în Museo del Opera del Duomo. | Muzeul Național Peleș, Sinaia                                   | Cimec    |
|      | Putti cântând la tamburine                                                                        | Datare: 1/4 sec. XX Școală: Atelier Guido Minerbi Material: marmură | Relief din marmură albă, dreptunghiular, după Luca della Robbia, reprezentând șapte putti în picioare, în veșminte ușor drapate, dintre care trei în profil, așezați simetric, iar cel din mijloc cu ghirlanda de lauri la gât, cântând din gură. Originalul, amplasat inițial în cantoria domului din Florența, se află azi în Museo del Opera del Duomo. | Muzeul Național Peleș, Sinaia                                   | Cimec    |
|      | Grup de copii cântând din trâmbițe                                                                | Datare: 1/4 sec. XX Școală: Atelier Guido Minerbi Material: marmură | Relief din marmură albă, dreptunghiular, după Luca della Robbia, reprezentând grup de copii în picioare, în veșminte drapate, cântând din trâmbițe. Originalul, amplasat inițial în cantoria domului din Florența, se află în Museo del Opera del Duomo. | Muzeul Național Peleș, Sinaia                                   | Cimec    |
|      | Madona din Nurenberg Autor: Spaethe, Oscar                                                        | Datare: 3 - 4 sec. XIX Material: lemn de nuc | Lucrarea este o interpretare după un original de secol XVI, aflat în catedrala de la Nurenberg. Madonna este redată în picioare, cu mâinile împreunate în rugăciune. Are capul și corpul drapate, blicurile și lumegiaturile fiind redate cu măiestrie, amintind de o lucrare gotică târzie și sugerând maniera lui Carl Fischer. Lucrarea a fost creată în cadrul curentului istorist, executată special pentru Castelul Peleș. | Muzeul Național Peleș, Sinaia                                   | Cimec    |
|      | Regina Elisabeta a României Autor: Spaethe, Oscar                                                 | Datare: 1911 - 1934 Material: bronz | Lucrarea, de mari dimensiuni, este amplasată în parcul castelului Peleș. O reprezintă pe regina Elisabeta a României, la vârsta senectuții, așezată pe un șezlong, brodând. Varianta originală a lucrării, executată în marmură, datează din anul 1911. Sculptura monumentală din parcul castelului a fost turnată de către I. Guran și V. Popa în anul 1934, cu prilejul serbărilor prilejuite de Semicentenarul castelului Peleș. | Muzeul Național Peleș, Sinaia                                   | Cimec    |
|      | Regina Elisabeta a României îngrijind un rănit                                                    | Datare: 1/4 sec. XX Școală: Școala românească Material: bronz | Lucrarea o reprezintă pe regina Elisabeta, îngenunchiată, în costum de infirmieră, dând să bea unui rănit. Acesta este așezat, cu mâna dreaptă bandajată la piept, sprijinidu-se în mâna stângă. Scena este o alegorie celebrând aportul Elisabetei în organizarea spitalelor de campanie în timpul Războiul de independență. Lucrarea este o reducție în bronz a originalului datorat tatălui artistului, sculptorul Karl Storck, aflat în epocă la palatul regal din București. Nepurtând nici o semnătură, suntem îndreptățiți să credem că este replica târzie a lui Carl Storck, la comanda corpului ofițeresc al Batalion 2 Vânători, care i-au dedicat piesa reginei, în perioada 1906/1908. | Muzeul Național Peleș, Sinaia                                   | Cimec    |
|      | Trubadur                                                                                          | Datare: 1/4 sec. XIX Școală: Atelier occidental Material: os sculptat; gravat; șlefuit                                                                                       | Statueta reprezintă un tânăr trubadur în costum renascentist, reprezentat în picioare, cântând la mandolină. Sunt remarcabile detaliile costumului și figurii, acuratețea execuției. | Muzeul Național Peleș, Sinaia                                   | Cimec    |
|      | Doamna cu lăută                                                                                   | Datare: 1/4 sec. XIX Școală: Atelier occidental Material: os sculptat; gravat; șlefuit                                                                                       | Statueta reprezintă o tânără doamnă în costum renascentist, reprezentată în picioare, cântând la lăută. Sunt remarcabile detaliile costumului și figurii, acuratețea execuției. | Muzeul Național Peleș, Sinaia                                   | Cimec    |
|      | Nobilă cu copil                                                                                   | Datare: 1/4 sec. XIX Școală: Atelier occidental Material: os sculptat; gravat; șlefuit                                                                                       | Stauteta reprezintă o nobilă în costum de secol XV, reprezentată în picioare, ținând în mâna stângă o furcă, mâna dreaptă se sprijină pe creștetul unui copil. Sunt remarcabile detaliile costumului și figurii, acuratețea execuției. | Muzeul Național Peleș, Sinaia                                   | Cimec    |
|      | Nobil                                                                                             | Datare: 1/4 sec. XIX Școală: Atelier occidental Material: os sculptat; gravat; șlefuit                                                                                       | Statueta reprezintă un nobil în costum de secol XVI, e prezentat în picioare, în mâna dreaptă ține un pergament, iar în mâna stângă se sprijină pe o sabie scurtă. Sunt remarcabile eleganța costumului și a ținutei acuratețea execuției. | Muzeul Național Peleș, Sinaia                                   | Cimec    |
|      | Honor et Patria                                                                                   | Datare: 4/4 sec. XIX Școală: Școala franceză Material: bronz | Lucrarea reprezintă un personaj nud, reprezentat în maniera unui luptător antic, cu coif și spada în mâna dreaptă. La picioare, elemente alegorice și fragment de stelă cu inscripție în limba latină "Pro aris et focis". Piesa se remarcă prin acuratețea detaliilor, autorul, prezent după 1863 la Salonul parizian, acordând o atenție deosebită atât impresiei generale, de majestuozitate, cât și detaliului anatomic, atent studiat și redat. | Muzeul Național Peleș, Sinaia                                   | Cimec    |
|      | Bătălia de la Nicopole Autor: Rohloff, Otto                                                       | Datare: Cca. 1908 Material: bronz | Relief dreptunghiular, orizontal, reprezentând o scenă din timpul bătăliei de la Nicopole, din 1396: în primul plan, contele Friedrich VI de Zoillern, burggraf de Nurenberg, salvând viața împăratului Sigismund de Luxemburg. Se remarcă dinamica scenei, separarea planurilor, finețea unor detalii. | Muzeul Național Peleș, Sinaia                                   | Cimec    |
|      | Mistreț cu pui Autor: Fratin, Cristophe                                                           | Datare: Sec. XIX;2/4 Material: bronz | Statueta reprezintând un mistreț femelă în mers, cu patru pui, este reprezentativă pentru creația lui Fratin. Considerat, după Expoziția Universală de la Londra din 1851, drept cel mai mare sculptor animalier al momentului. | Muzeul Național Peleș, Sinaia                                   | Cimec    |
|      | Mistreț Autor: Fratin, Cristophe                                                                  | Datare: Sec. XIX;2/4 Material: bronz | Stautetă reprezintă un mistreț în hățiș, este reprezentativă pentru creația lui Fratin, considerat, după Expoziția Universală de la Londra din 1851, drept cel mai mare sculptor animalier al monumentului. | Muzeul Național Peleș, Sinaia                                   | Cimec    |
|      | După lup Autor: Hiolin, Louis Auguste                                                             | Datare: 1888 Material: bronz | Personaj masculin, cu toiag în mâna stângă, alergând, însoțit de câinele de vânătoare. La picioarele sale, o oaie moartă. Lucrarea este cea mai cunoscută sculptură a autorului, a fost expusă la Salonul parizian de la 1888 și achiziționată de orașul Paris pentru parcul Buttes-Chaumont în același an. | Muzeul Național Peleș, Sinaia                                   | Cimec    |
|      | Cal arab înșeuat Autor: Letourneau, Edouard                                                       | Datare: Sec. XIX;4/4 Material: bronz | Statueta reprezintă un cal cu harnașament, traistă și păsări vânate, legate la oblânc. Lucrarea este ștampilată, marcând premiul cu medalie de aur la Salonul parizian (1874?). Se remarcă prin exactitatea detaliilor. | Muzeul Național Peleș, Sinaia                                   | Cimec    |
|      | Diana Autor: Moreau, Mathurin                                                                     | Datare: Sec. XIX;4/4 Material: bronz | Stautetă reprezintă un personaj feminin nud, Diana, zeița vânătorii, cu atributele ei, arcul, tolba cu săgeți și diadema în forma de semilună. Lucrarea se remarcă prin finețea execuției și prin grația siluetei zeiței, o caracteristică a operei lui Mathurin Moreau, linia plastică e marcată de tendințele Art Nouveau. | Muzeul Național Peleș, Sinaia                                   | Cimec    |

## Fond
| Foto | Informații generale                                                                | Detalii tehnice | Descriere | Deținător                                                       | Legături |
| ---- | ---------------------------------------------------------------------------------- | --- | --- | --------------------------------------------------------------- | -------- |
|      | Portretul Principesei Maria Autor: Bellet, Pierre Auguste                          | Datare: începutul sec. XX, cca 1910 Școală: Școală românească Dimensiuni: 80 x 64 cm Material: ulei pe pânză                                                           | Portret de aparat, reprezentând-o pe Principesa Maria, bust, purtând rochie Belle Epoque, cu decolteu adânc și pelerină peste umeri; părul strâns și diademă cu diamante și safire pe cap. Cromatică pastelată, fundal neutru. Ramă amplă, sculptată în lemn, decorată cu motive neoromânești, stucată și aurită. Pierre Auguste Bellet a pictat un portret în mărime naturală, cu Maria așezată pe unul din jilțurile realizate după desenele ei, la Palatul Cotroceni. Portretul de la Castelul Pelișor este un bust după acel portret în mărime naturală. | Muzeul Național Peleș, Sinaia                                   | Cimec    |
|      | Maci Autor: Principesa Maria a României                                            | Datare: începutul sec. XX, cca 1910 Școală: Școală românească Dimensiuni: 45 x 85 cm Material: acuarelă pe panel vopsit                                                | Compoziție pe orizontală, în semicerc, reprezentând flori de mac, petale de mac, grupaj de cruci gamate, pe fond ocru. Cromatică: roșu, verde, brun. Rama semicirculară din lemn vopsit maron roșcat. Semnat dreapta, jos: „Marie”. | Muzeul Național Peleș, Sinaia                                   | Cimec    |
|      | Adorația magilor                                                                   | Datare: sec. XIX Dimensiuni: L: 59 cm; La: 51 cm Material: ulei pe pânză                                                                                               | Lucrare nesemnată și nedatată, copie de secolul al XIX-lea după o altă lucrare, neidentificată, opera unui amator, fără educație artistică și fără îndemânare tehnică. Atribuirea lui Veronese este o eroare naivă. | Muzeul Județean de Artă Prahova „Ion Ionescu-Quintus”, Ploiești | Cimec    |
|      | Portret de femeie Autor: Stahi, Constantin D.                                      | Datare: 1892 Dimensiuni: L: 55 cm; La: 75 cm Material: ulei pe pânză                                                                                                   | Lucrare semnată și datată în colțul stâng jos, cu roșu „C.D. Stahi 1892 IASSI”, realizată cu acuratețe tehnică și expresivă în cel mai evident stil academist, grija pentru fidelitatea redării fiind asumată și urmărită îndeaproape. | Muzeul Județean de Artă Prahova „Ion Ionescu-Quintus”, Ploiești | Cimec    |
|      | Gheorghe Aschi Autor: Bayer, Iosif                                                 | Datare: 1826 Dimensiuni: L: 66 cm; La: 91 cm Material: ulei pe pânză                                                                                                   | Lucrare semnată și datată dreapta jos cu alb „J. Bayer’ 826”, realizată într-o manieră academistă, corectă și profesionistă, cu o preocupare specială pentru redarea naturalistă a fizionomiei, a atitudinii și a psihologiei personajului. | Muzeul Județean de Artă Prahova „Ion Ionescu-Quintus”, Ploiești | Cimec    |
|      | Portret de bărbat Autor: Szathmari, Carol Popp de                                  | Datare: 1872 Dimensiuni: L: 91,5 cm; La: 121 cm Material: ulei pe pânză                                                                                                | Lucrare semnată și datată 1872, cu roșu, dreapta, 2/3 jos, realizată într-o manieră academistă, corectă și profesionistă, cu o preocupare specială pentru redarea naturalistă a fizionomiei și a recuzitei personajului. | Muzeul Județean de Artă Prahova „Ion Ionescu-Quintus”, Ploiești | Cimec    |
|      | Portret de femeie Autor: Bellet, Pierre                                            | Datare: 1899 Dimensiuni: L: 54,5 cm; La: 74,5 cm Material: ulei pe pânză                                                                                               | Pictura o reprezintă pe soția lui Candino Popescu, născută Polizu. Lucrare semnată și datată stânga jos cu alb „Pierre Bellet 1899”, realizată într-o manieră academistă, cu o atenție specială pentru redarea identității personajului și a materialității tuturor elementelor care intră în compoziție. | Muzeul Județean de Artă Prahova „Ion Ionescu-Quintus”, Ploiești | Cimec    |
|      | Maria Cantacuzino Autor: Töpler, Mihail                                            | Datare: 2/2 sec. XIX Dimensiuni: L: 67,5 cm; La: 84 cm Material: ulei pe pânză                                                                                         | Lucrare nesemnată și nedatată. Verso, inv. 2273, cu negru, petice multiple. Față de portretul consacrat Mariei Cantacuzino, lucrarea de față prezintă câteva diferențe: vegetația stânga-dreapta, detalii ale fizionomiei etc. Atribuită lui Mihail Töpler. | Muzeul Județean de Artă Prahova „Ion Ionescu-Quintus”, Ploiești | Cimec    |
|      | Portret de copil Autor: Tonitza, Nicolae                                           | Datare: 1/1 sec. XX Dimensiuni: L: 20 cm; La: 15 cm Material: ulei pe carton                                                                                           | Lucrare din ciclul portretelor de copii, realizat cu o mare spontaneitate și cu un evident interes pentru limbaj, la limita compoziției abstracte. Semnată dreapta jos, cu siena. Nedatată. | Muzeul Județean de Artă Prahova „Ion Ionescu-Quintus”, Ploiești | Cimec    |
|      | Mama soldatului Autor: Tonitza, Nicolae                                            | Datare: 1/1 sec. XX Dimensiuni: L: 49 cm; La: 60 cm Material: ulei pe carton                                                                                           | Lucrare realizată cu o mare spontaneitate, cu tușe energice și tonuri austere care dau imaginii un aer aproape hieratic, la limita abstractului. Semnată dreapta jos, cu siena. | Muzeul Județean de Artă Prahova „Ion Ionescu-Quintus”, Ploiești | Cimec    |
|      | Marină Autor: Petrașcu, Gheorghe                                                   | Datare: 1930 Dimensiuni: L: 47 cm; La: 55,5 cm Material: ulei pe pânză                                                                                                 | Lucrare specifică pentru pictura viguroasă a lui Gheorghe Petrașcu, realizată cu tușe puternice și tonuri viguroase, în care pictorul demonstrează încă o dată vocația sa pentru monumentul și marea lui forță expresivă. Calitățile remarcabile de creator, de cercetător și de constructor al spațiului plastic ale lui Petrașcu fiind și aici evidente. Semnată și datată, 1930, stânga jos, cu negru. | Muzeul Județean de Artă Prahova „Ion Ionescu-Quintus”, Ploiești | Cimec    |
|      | Peisaj Autor: Grigorescu, Lucian                                                   | Datare: 1/1 sec. XX Dimensiuni: L: 46 cm; La: 55,5 cm Material: ulei pe pânză                                                                                          | Lucrare tipică pentru pictura lui Lucian Grigorescu, din seria peisajelor dobrogene (Balcic), în care lecția impresionismului este evidentă, atât în libertatea tușei, în vibrația culorii, în relația directă cu atmosfera instabilă și cu senzațiile spontane. Tușa amplă, construcția din pete, și nu din pensulație măruntă, precum și preocuparea pentru definirea globală, fără nici o grijă pentru detaliul descriptiv, conferă lucrării un caracter abstract, de joc pur al limbajului. Semnată cu verde, stânga jos, nedatată. | Muzeul Județean de Artă Prahova „Ion Ionescu-Quintus”, Ploiești | Cimec    |
|      | Ciclame și tufănele Autor: Theodorescu-Sion, Ion                                   | Datare: 1927 Școală: Școală românească modernă Dimensiuni: 50x62 cm Material: ulei pe carton                                                                           | Lucrare cu remarcabile calități expresive, în care elementele grafice și transparențele cromatice amintesc spiritul picturii extrem-orientale, filtrat prin sensibilitatea Art Nouveau. Semnată în monograma specifică momentului și datată 1927, stânga jos. | Muzeul Județean de Artă Prahova „Ion Ionescu-Quintus”, Ploiești | Cimec    |
|      | Natură statică Autor: Popp, Sabin                                                  | Școală: Școală românească modernă Dimensiuni: 55x56,5 cm Material: ulei pe carton                                                                                      | Semnată cu creionul, dreapta jos. | Muzeul Județean de Artă Prahova „Ion Ionescu-Quintus”, Ploiești | Cimec    |
|      | Tătăroaică pe gânduri Autor: Iser, Iosif                                           | Școală: Școală românească modernă Dimensiuni: 40x46 cm Material: ulei pe carton                                                                                        | Semnată cu negru, stânga jos. | Muzeul Județean de Artă Prahova „Ion Ionescu-Quintus”, Ploiești | Cimec    |
|      | Casa lui Tefik Autor: Tonitza, Nicolae                                             | Datare: 1936 Școală: Școală românească modernă Dimensiuni: 40x50 cm Material: ulei pe carton                                                                           | Semnată cu brun, dreapta jos. | Muzeul Județean de Artă Prahova „Ion Ionescu-Quintus”, Ploiești | Cimec    |
|      | Peisaj dobrogean Autor: Grigorescu, Lucian                                         | Datare: 1935 Școală: Școală românească modernă Dimensiuni: 46x56 cm Material: ulei pe pânză                                                                            | Semnată cu verde, stânga jos. | Muzeul Județean de Artă Prahova „Ion Ionescu-Quintus”, Ploiești | Cimec    |
|      | În deltă Autor: Popescu, Ștefan                                                    | Datare: 1921 Școală: Școală românească modernă Dimensiuni: 49x65 cm Material: ulei pe carton                                                                           | Semnată cu maron, stânga jos. | Muzeul Județean de Artă Prahova „Ion Ionescu-Quintus”, Ploiești | Cimec    |
|      | Scenă din războiul din 1877 (Pușcași) Autor: Grigorescu, Nicolae                   | Școală: Școală românească Dimensiuni: 24,6x32,3 cm Material: creion pe hârtie verde-albăstruie                                                                         | Trei studii de soldați cu arma. Nesemnat, nedatat. Ștampila "Atelierul pictorului N. Grigorescu" dreapta jos. | Primăria municipiului Câmpina, Prahova                          | Cimec    |
|      | Chervan Autor: Grigorescu, Nicolae                                                 | Școală: Școală românească Dimensiuni: 24,5x37 cm Material: creion pe hârtie                                                                                            | Căruță cu coviltir și doi cai. Nesemnat, nedatat. Ștampila "Atelierul pictorului N. Grigorescu" dreapta jos. | Primăria municipiului Câmpina, Prahova                          | Cimec    |
|      | Pe dig Autor: Grigorescu, Nicolae                                                  | Școală: Școală românească Dimensiuni: 10,7x17 cm Material: creion pe hârtie                                                                                            | Schiță reprezentând perspectiva unui dig cu două femei, una cu un copil în brațe. Nesemnat, nedatat. Ștampila "Atelierul pictorului N. Grigorescu" dreapta jos. Însemnare în colț dreapta jos, în creion: 8. Verso: bărbat cu mantie, în cărbune. | Primăria municipiului Câmpina, Prahova                          | Cimec    |
|      | Scenă de interior Autor: Grigorescu, Nicolae                                       | Școală: Școală românească Dimensiuni: 8,2x12,6 cm Material: creion pe hârtie                                                                                           | Schiță reprezentând mai multe personaje așezate și unul în picioare, văzute din spate. Nesemnat, nedatat. Ștampila "Atelierul pictorului N. Grigorescu" dreapta jos. | Primăria municipiului Câmpina, Prahova                          | Cimec    |
|      | Diligență Autor: Grigorescu, Nicolae                                               | Școală: Școală românească Dimensiuni: 8,9x13,5 cm Material: creion pe hârtie                                                                                           | Schiță reprezentând o diligență cu trei perechi de cai. Nesemnat, nedatat. Ștampila "Atelierul pictorului N. Grigorescu" dreapta jos. Însemnare în colț dreapta jos, în creion: 8. | Primăria municipiului Câmpina, Prahova                          | Cimec    |
|      | Capete (Crochiuri) Autor: Grigorescu, Nicolae                                      | Școală: Școală românească Dimensiuni: 8,4x12,9 cm Material: cerneală cu penița pe hârtie                                                                               | Schiță reprezentând o femeie cu pălărie și două capete de bărbați cu pălărie. Nesemnat, nedatat. Ștampila "Atelierul pictorului N. Grigorescu" dreapta jos. Însemnare în colț dreapta jos, în creion: 40. Verso: trei schițe de bărbați cu pălărie. | Primăria municipiului Câmpina, Prahova                          | Cimec    |
|      | Colț de pădure la Barbizon Autor: Grigorescu, Nicolae                              | Școală: Școală românească Dimensiuni: 10,3x14,7 cm Material: creion pe hârtie                                                                                          | Schiță reprezentând un colț de pădure cu copaci înalți. Nesemnat, nedatat. Ștampila "Atelierul pictorului N. Grigorescu" dreapta jos. Însemnare în colț dreapta jos, în creion: 17. Verso: diverse schițe - siluetă de bărbat, bou și cap de câine radiat, în creion. | Primăria municipiului Câmpina, Prahova                          | Cimec    |
|      | Studiu de femeie în picioare Autor: Grigorescu, Nicolae                            | Școală: Școală românească Dimensiuni: 15x5,7 cm Material: cerneală pe hârtie roz                                                                                       | Schiță de atitudine în cerneală neagră. Nesemnat, nedatat. Ștampila "Atelierul pictorului N. Grigorescu" dreapta jos. | Primăria municipiului Câmpina, Prahova                          | Cimec    |
|      | Fumător de pipă Autor: Grigorescu, Nicolae                                         | Școală: Școală românească Dimensiuni: 10,3x10,6 cm Material: creion pe hârtie                                                                                          | Schiță reprezentând un bărbat la masă, fumând dintr-o pipă. Nesemnat, nedatat. Ștampila "Atelierul pictorului N. Grigorescu" dreapta jos. Însemnare în colț dreapta jos, în creion: 29. Verso: fragment de schiță sumară, în creion. | Primăria municipiului Câmpina, Prahova                          | Cimec    |
|      | Țărancă cosând Autor: Grigorescu, Nicolae                                          | Școală: Școală românească Dimensiuni: 10,3x10,6 cm Material: creion pe hârtie                                                                                          | Schiță reprezentând o țărancă cosând, aplecată asupra lucrului. Nesemnat, nedatat. Ștampila "Atelierul pictorului N. Grigorescu" dreapta jos. Verso: însemnare autografă, în creion brun: "în crâng și n-am/ cu cine să le strâng/ lio strângi cu draga/ nu dar sânt mâni-/ os pe ea"; însemnare în creion: "23 / Cosând, schiță" | Primăria municipiului Câmpina, Prahova                          | Cimec    |
|      | Bătrân moțăind Autor: Grigorescu, Nicolae                                          | Școală: Școală românească Dimensiuni: 8,3x9,6 cm Material: creion pe hârtie                                                                                            | Schiță reprezentând un bărbat dormind cu capul aplecat pe umăr. Nesemnat, nedatat. Ștampila "Atelierul pictorului N. Grigorescu" dreapta jos. Însemnare în colț dreapta jos, în creion: 15. | Primăria municipiului Câmpina, Prahova                          | Cimec    |
|      | La malul mării Autor: Grigorescu, Nicolae                                          | Școală: Școală românească Dimensiuni: 8,4x13,7 cm Material: cerneală cu penița pe hârtie                                                                               | Schiță reprezentând bustul unei femei cu pălărie. Nesemnat, nedatat. Ștampila "Atelierul pictorului N. Grigorescu" dreapta jos. Verso: profil de femeie și profil de bărbat în cerneală cu penița și creion. | Primăria municipiului Câmpina, Prahova                          | Cimec    |
|      | Bouleni Autor: Grigorescu, Nicolae                                                 | Școală: Școală românească Dimensiuni: 10,2x16,4 cm Material: creion pe hârtie                                                                                          | Două schițe, prima reprezentând o pereche de boi, iar a doua un bou. Nesemnat, nedatat. Ștampila "Atelierul pictorului N. Grigorescu" dreapta jos. Însemnare în colț dreapta jos, în creion: 16. Verso însemnare în creion: "28 / Trei studii: boi". | Primăria municipiului Câmpina, Prahova                          | Cimec    |
|      | Scenă rustică Autor: Grigorescu, Nicolae                                           | Datare: post 1880 Școală: Școală românească Dimensiuni: 9,5x14,5 cm Material: creion și cerneală cu penița pe hârtie                                                   | Schiță reprezentând două țărănci la poartă, una torcând, cealaltă așezată. Nesemnat, nedatat. Ștampila "Atelierul pictorului N. Grigorescu" dreapta jos. | Primăria municipiului Câmpina, Prahova                          | Cimec    |
|      | Chervan Autor: Grigorescu, Nicolae                                                 | Școală: Școală românească Dimensiuni: 9,1x13,7 cm Material: creion pe hârtie                                                                                           | Schiță reprezentând o căruță cu coviltir, într-un peisaj de dealuri. Nesemnat, nedatat. Ștampila "Atelierul pictorului N. Grigorescu" dreapta jos. Însemnare în colț dreapta jos, în creion: 5. Verso: chervan în fața unei case de țară, în creion. | Primăria municipiului Câmpina, Prahova                          | Cimec    |
|      | Schiță nedefinită (Fetiță jucându-se cu un miel ?) Autor: Grigorescu, Nicolae      | Școală: Școală românească Dimensiuni: 8,4x13,4 cm Material: cerneală cu penița pe hârtie                                                                               | Schiță confuză reprezentând o fată culcată alături de un miel. Nesemnat, nedatat. Ștampila "Atelierul pictorului N. Grigorescu" dreapta jos. Însemnare în colț dreapta jos, în creion: 23. Verso: două profile de bărbat, în creion și cerneală cu penița. | Primăria municipiului Câmpina, Prahova                          | Cimec    |
|      | Pe brânci Autor: Grigorescu, Nicolae                                               | Școală: Școală românească Dimensiuni: 11,3x17,7 cm Material: creion pe hârtie vărgată                                                                                  | Schiță reprezentând o întinsă pe burtă, în peisaj. Nesemnat, nedatat. Ștampila "Atelierul pictorului N. Grigorescu" dreapta jos. Verso: fetiță culcată, în creion; însemnare în creion: "32 / Pe brânci". | Primăria municipiului Câmpina, Prahova                          | Cimec    |
|      | Boulean Autor: Grigorescu, Nicolae                                                 | Școală: Școală românească Dimensiuni: 8,2x13,5 cm Material: creion pe hârtie                                                                                           | Schiță reprezentând un bou mergând. Nesemnat, nedatat. Ștampila "Atelierul pictorului N. Grigorescu" dreapta jos. Însemnare în colț stânga jos, în creion: 3. Verso: schița unui câmp cu o câpiță, în creion. | Primăria municipiului Câmpina, Prahova                          | Cimec    |
|      | Dorobanți Autor: Grigorescu, Nicolae                                               | Școală: Școală românească Dimensiuni: 10,3x8,8 cm Material: creion pe hârtie                                                                                           | Schiță reprezentând un soldat în picioare și o altă siluetă sumară. Nesemnat, nedatat. Ștampila "Atelierul pictorului N. Grigorescu" dreapta jos. Însemnare în colț dreapta jos, în creion: 15. Crochiu surprins pe viu în anii 1877-1878. | Primăria municipiului Câmpina, Prahova                          | Cimec    |
|      | Pe gânduri Autor: Grigorescu, Nicolae                                              | Școală: Școală românească Dimensiuni: 11,8x10,8 cm Material: creion pe hârtie gri                                                                                      | Schiță reprezentând bustul unei fete care își sprijină capul cu mâna. Nesemnat, nedatat. Ștampila "Atelierul pictorului N. Grigorescu" dreapta jos. Însemnare în colț dreapta jos, în creion: 27. | Primăria municipiului Câmpina, Prahova                          | Cimec    |
|      | Ofițer turc Autor: Grigorescu, Nicolae                                             | Școală: Școală românească Dimensiuni: 9,3x12,1 cm Material: creion pe hârtie                                                                                           | Schiță reprezentând un bust de bărbat cu fes pe cap. Nesemnat, nedatat. Ștampila "Atelierul pictorului N. Grigorescu" dreapta jos. Verso: însemnări autografe (legate de o călătorie în străinătate: monumente, liste de prețuri), în creion. | Primăria municipiului Câmpina, Prahova                          | Cimec    |
|      | Cap de ofițer român Autor: Grigorescu, Nicolae                                     | Școală: Școală românească Dimensiuni: 12x8 cm Material: creion pe hârtie                                                                                               | Schiță reprezentând un bust de bărbat, cu capul aplecat. Nesemnat, nedatat. Ștampila "Atelierul pictorului N. Grigorescu" dreapta jos. Însemnare în colț stânga jos, în creion: 13. | Primăria municipiului Câmpina, Prahova                          | Cimec    |
|      | Prizonieri turci Autor: Grigorescu, Nicolae                                        | Școală: Școală românească Dimensiuni: 8,5x15,3 cm Material: creion pe hârtie                                                                                           | Schiță reprezentând un grup de patru bărbați. Nesemnat, nedatat. Ștampila "Atelierul pictorului N. Grigorescu" dreapta jos. | Primăria municipiului Câmpina, Prahova                          | Cimec    |
|      | Car cu boi Autor: Grigorescu, Nicolae                                              | Școală: Școală românească Dimensiuni: 13,8x8,7 cm Material: creion pe hârtie                                                                                           | Schiță reprezentând un car cu doi boi. Nesemnat, nedatat. Ștampila "Atelierul pictorului N. Grigorescu" dreapta jos. | Primăria municipiului Câmpina, Prahova                          | Cimec    |
|      | Cap de bărbat Autor: Grigorescu, Nicolae                                           | Școală: Școală românească Dimensiuni: 12,6x8,4 cm Material: cerneală cu penița pe hârtie; creion roșu pe hârtie                                                        | Schiță reprezentând bustul unui bărbat. Nesemnat, nedatat. Ștampila "Atelierul pictorului N. Grigorescu" lateral dreapta mijloc. Însemnare pe latura de jos spre dreapta, în creion: 42. Verso: însemnări autografe, în creion și cerneală. | Primăria municipiului Câmpina, Prahova                          | Cimec    |
|      | Studiu pentru un portret de bărbat Autor: Grigorescu, Nicolae                      | Școală: Școală românească Dimensiuni: 13,7x8,3 cm Material: cerneală cu penița pe hârtie                                                                               | Schiță reprezentând bustul unui bărbat cu ochelari și pălărie. Nesemnat, nedatat. Ștampila "Atelierul pictorului N. Grigorescu" dreapta jos. Însemnare dreapta jos, în creion: 2. Verso: cap de bărbat cu pălărie, în cerneală și creion. | Primăria municipiului Câmpina, Prahova                          | Cimec    |
|      | Pe gânduri Autor: Grigorescu, Nicolae                                              | Școală: Școală românească Dimensiuni: 12,7x8,4 cm Material: cerneală cu penița pe hârtie                                                                               | Schiță reprezentând o tânără așezată pe scaun, cu mâinile împreunate pe spătar și cu capul sprijinit pe mâini. Nesemnat, nedatat. Ștampila "Atelierul pictorului N. Grigorescu" dreapta jos. Însemnare colț stânga jos, în creion: 7. | Primăria municipiului Câmpina, Prahova                          | Cimec    |
|      | Studiu pentru un portret de bărbat (Ghiță Grigorescu ?) Autor: Grigorescu, Nicolae | Școală: Școală românească Dimensiuni: 13,3x8,3 cm Material: creion pe hârtie                                                                                           | Schiță reprezentând un bărbat cu pălărie, cu mâinile la spate privind în jos. Nesemnat, nedatat. Ștampila "Atelierul pictorului N. Grigorescu" dreapta sus și jos. Verso: schițe de țărănci în diverse atitudini, în creion. | Primăria municipiului Câmpina, Prahova                          | Cimec    |
|      | Ofițer turc Autor: Grigorescu, Nicolae                                             | Școală: Școală românească Dimensiuni: 9,5x14,2 cm Material: creion pe hârtie                                                                                           | Schiță reprezentând un bărbat cu fes așezat pe o bancă. Nesemnat, nedatat. Ștampila "Atelierul pictorului N. Grigorescu" dreapta jos. Însemnare stânga jos, în creion: 4. | Primăria municipiului Câmpina, Prahova                          | Cimec    |
|      | Studiu de cal Autor: Grigorescu, Nicolae                                           | Școală: Școală românească Dimensiuni: 12x15 cm Material: creion pe hârtie                                                                                              | Schiță reprezentând un cal din profil. Nesemnat, nedatat. Ștampila "Atelierul pictorului N. Grigorescu" dreapta jos. Însemnare colț dreapta jos, în creion: 9. | Primăria municipiului Câmpina, Prahova                          | Cimec    |
|      | Chervan Autor: Grigorescu, Nicolae                                                 | Școală: Școală românească Dimensiuni: 6,5x13 cm Material: creion pe hârtie                                                                                             | Schiță reprezentând o căruță cu coviltir cu trei perechi de cai. Nesemnat, nedatat. Ștampila "Atelierul pictorului N. Grigorescu" stânga jos. Verso: vagă schiță de peisaj cu case, în creion. | Primăria municipiului Câmpina, Prahova                          | Cimec    |
|      | Car cu boi Autor: Grigorescu, Nicolae                                              | Școală: Școală românească Dimensiuni: 8,1x13,5 cm Material: creion pe hârtie                                                                                           | Schiță reprezentând o căruță cu doi boi. Nesemnat, nedatat. Ștampila "Atelierul pictorului N. Grigorescu" dreapta jos. Însemnare greu lizibilă stânga jos, în creion: 28. Verso: vagă schiță de portret, în creion. | Primăria municipiului Câmpina, Prahova                          | Cimec    |
|      | Păstoriță Autor: Grigorescu, Nicolae                                               | Școală: Școală românească Dimensiuni: 10,2x12,8 cm Material: creion pe hârtie                                                                                          | Schiță reprezentând o femeie așezată și în spatele ei un personaj culcat. Nesemnat, nedatat. Ștampila "Atelierul pictorului N. Grigorescu" dreapta jos. | Primăria municipiului Câmpina, Prahova                          | Cimec    |
|      | Bouleni Autor: Grigorescu, Nicolae                                                 | Școală: Școală românească Dimensiuni: 12,5x7,8 cm Material: creion și cerneală cu penița pe hârtie                                                                     | Două schițe de boi, una în centrul foii, cealaltă în partea de jos, pe lățime. Nesemnat, nedatat. Ștampila "Atelierul pictorului N. Grigorescu" dreapta jos. Însemnare sus mijloc spre dreapta, în creion: 21. Verso: două schițe de boi păscând, dintre care una sumară, în creion. | Primăria municipiului Câmpina, Prahova                          | Cimec    |
|      | Pe prispă Autor: Grigorescu, Nicolae                                               | Școală: Școală românească Dimensiuni: 10x16,5 cm Material: creion pe hârtie                                                                                            | Schiță reprezentând o femeie așezată în fața unei case. Nesemnat, nedatat. Ștampila "Atelierul pictorului N. Grigorescu" dreapta jos. Însemnare colț stânga jos, în creion: 11. Verso: schița unei gări, în creion. | Primăria municipiului Câmpina, Prahova                          | Cimec    |
|      | Caricaturi Autor: Grigorescu, Nicolae                                              | Școală: Școală românească Dimensiuni: 8,2x13,6 cm Material: creion pe hârtie                                                                                           | Trei schițe: două reprezentând un bătrân cu nas ascuțit și barbă, și un cap de bărbat cu nas coroiat. Nesemnat, nedatat. Ștampila "Atelierul pictorului N. Grigorescu" dreapta jos. Însemnare colț dreapta jos, în creion: 39. | Primăria municipiului Câmpina, Prahova                          | Cimec    |
|      | Trei schițe de bărbați Autor: Grigorescu, Nicolae                                  | Școală: Școală românească Dimensiuni: 8,5x10,6 cm Material: creion pe hârtie                                                                                           | Trei schițe: două reprezentând siluete de bărbați, și o a treia bustul unui bărbat din profil. Nesemnat, nedatat. Ștampila "Atelierul pictorului N. Grigorescu" dreapta jos. | Primăria municipiului Câmpina, Prahova                          | Cimec    |
|      | Plug cu boi Autor: Grigorescu, Nicolae                                             | Școală: Școală românească Dimensiuni: 10,2x17 cm Material: creion pe hârtie                                                                                            | Schiță reprezentând trei perechi de boi la arat. Nesemnat, nedatat. Ștampila "Atelierul pictorului N. Grigorescu" stânga jos. Însemnare stânga jos, în creion: 12. Verso: două schițe reprezentând o păstoriță culcată între oi, în cerneală cu penița și creion. | Primăria municipiului Câmpina, Prahova                          | Cimec    |
|      | Boulean Autor: Grigorescu, Nicolae                                                 | Școală: Școală românească Dimensiuni: 8,3x9,5 cm Material: creion pe hârtie                                                                                            | Schiță reprezentând un bou păscând. Nesemnat, nedatat. Ștampila "Atelierul pictorului N. Grigorescu" dreapta jos. Verso: însemnări (listă de lucrări), în creion. | Primăria municipiului Câmpina, Prahova                          | Cimec    |
|      | Flăcău călare Autor: Grigorescu, Nicolae                                           | Școală: Școală românească Dimensiuni: 16x9,9 cm Material: creion pe hârtie; filigran                                                                                   | Schiță reprezentând un băiat cu pălărie, călare. Nesemnat, nedatat. Ștampila "Atelierul pictorului N. Grigorescu" dreapta jos. Însemnare dreapta jos, în creion: 13. Verso: fragment de însemnare. | Primăria municipiului Câmpina, Prahova                          | Cimec    |
|      | Bouleni Autor: Grigorescu, Nicolae                                                 | Școală: Școală românească Dimensiuni: 13,7x8,3 cm Material: creion pe hârtie                                                                                           | Schiță reprezentând doi boi păscând. Nesemnat, nedatat. Ștampila "Atelierul pictorului N. Grigorescu" dreapta jos. Însemnare colț stânga jos, în creion: 3. | Primăria municipiului Câmpina, Prahova                          | Cimec    |
|      | Iubind copiii Autor: Grigorescu, Nicolae                                           | Școală: Școală românească Dimensiuni: 13,2x9,0 cm Material: creion pe hârtie vărgată                                                                                   | Schiță reprezentând un bărbat în picioare înconjurat de trei copii și cu alți doi în cârcă. Nesemnat, nedatat. Ștampila "Atelierul pictorului N. Grigorescu" dreapta jos. Verso: fragment de manuscris radiat, în creion. | Primăria municipiului Câmpina, Prahova                          | Cimec    |
|      | Cap de bărbat Autor: Grigorescu, Nicolae                                           | Școală: Școală românească Dimensiuni: 8,2x6,4 cm Material: creion și cerneală cu penița pe hârtie                                                                      | Schiță reprezentând un bust de bărbat cu barbă, din profil. Nesemnat, nedatat. Ștampila "Atelierul pictorului N. Grigorescu" dreapta jos. Însemnare pe latura de jos spre mijloc, în creion: 13. Verso: fragment de schiță femeie în peisaj, în creion. | Primăria municipiului Câmpina, Prahova                          | Cimec    |
|      | Boulean Autor: Grigorescu, Nicolae                                                 | Școală: Școală românească Dimensiuni: 12x7,8 cm Material: creion pe hârtie                                                                                             | Schiță reprezentând un bou mergând. Nesemnat, nedatat. Ștampila "Atelierul pictorului N. Grigorescu" dreapta jos. Însemnare colț dreapta jos, în creion: 35. Verso: țăran călare, în creion. | Primăria municipiului Câmpina, Prahova                          | Cimec    |
|      | Cu lapte covăsit Autor: Grigorescu, Nicolae                                        | Școală: Școală românească Dimensiuni: 8,1x7,6 cm Material: creion pe hârtie                                                                                            | Schiță reprezentând o femeie cu două donițe. Nesemnat, nedatat. Ștampila "Atelierul pictorului N. Grigorescu" dreapta jos. Verso: manuscris radiat, în creion. | Primăria municipiului Câmpina, Prahova                          | Cimec    |
|      | Cap de model italian Autor: Grigorescu, Nicolae                                    | Școală: Școală românească Dimensiuni: 16,5x9,8 cm Material: creion pe hârtie                                                                                           | Schiță, din perioada călătoriei în Italia (1873-1874), reprezentând un bărbat. Nesemnat, nedatat. Ștampila "Atelierul pictorului N. Grigorescu" dreapta jos. Însemnare colț dreapta jos, în creion: 7. Verso: trei femei la baie, schiță sumară în creion. | Primăria municipiului Câmpina, Prahova                          | Cimec    |
|      | Pe gânduri Autor: Grigorescu, Nicolae                                              | Datare: post 1880 Școală: Școală românească Dimensiuni: 16,4x11 cm Material: creion pe hârtie                                                                          | Schiță reprezentând o țărancă în vârstă, așezată. Nesemnat, nedatat. Ștampila "Atelierul pictorului N. Grigorescu" dreapta jos. Verso: fragment de natură moartă în acuarelă, neterminată. | Primăria municipiului Câmpina, Prahova                          | Cimec    |
|      | Caricatură Autor: Grigorescu, Nicolae                                              | Școală: Școală românească Dimensiuni: 10,3x12 cm Material: creion și cerneală cu penița pe hârtie                                                                      | Schiță reprezentând bustul unui bărbat din profil. Nesemnat, nedatat. Ștampila "Atelierul pictorului N. Grigorescu" dreapta jos. Însemnare colț dreapta jos, în creion: 4. | Primăria municipiului Câmpina, Prahova                          | Cimec    |
|      | Scenă rustică Autor: Grigorescu, Nicolae                                           | Școală: Școală românească Dimensiuni: 15x10,1 cm Material: cerneală cu penița pe hârtie                                                                                | Schiță reprezentând un grup de femei și copii. Nesemnat, nedatat. Ștampila "Atelierul pictorului N. Grigorescu" dreapta jos. Însemnare stânga jos, în creion: 9. Verso: fragment de schiță sumară de peisaj, în creion. | Primăria municipiului Câmpina, Prahova                          | Cimec    |
|      | Caricatură Autor: Grigorescu, Nicolae                                              | Școală: Școală românească Dimensiuni: 10,3x9,5 cm Material: creion pe hârtie                                                                                           | Schiță reprezentând un bust de femeie din profil. Nesemnat, nedatat. Ștampila "Atelierul pictorului N. Grigorescu" stânga jos. Însemnare colț stânga jos, în creion: 11. Verso: fragment de schiță sumară, în creion. | Primăria municipiului Câmpina, Prahova                          | Cimec    |
|      | Boulean Autor: Grigorescu, Nicolae                                                 | Școală: Școală românească Dimensiuni: 11,2x11,9 cm Material: cerneală cu penița pe hârtie liniată                                                                      | Schiță reprezentând un bou mergând. Nesemnat, nedatat. Ștampila "Atelierul pictorului N. Grigorescu" dreapta jos. Fragment de însemnare pe marginea dreapta sus, în creion: 12.4; însemnare colț dreapta jos, în creion: 27. | Primăria municipiului Câmpina, Prahova                          | Cimec    |
|      | Caricatură Autor: Grigorescu, Nicolae                                              | Școală: Școală românească Dimensiuni: 9,2x5,7 cm Material: creion pe hârtie                                                                                            | Schiță reprezentând un bust de bărbat cu șapcă, din profil. Nesemnat, nedatat. Ștampila "Atelierul pictorului N. Grigorescu" stânga jos. | Primăria municipiului Câmpina, Prahova                          | Cimec    |
|      | Caricatură Autor: Grigorescu, Nicolae                                              | Școală: Școală românească Dimensiuni: 11,4x9,3 cm Material: cerneală cu penița pe hârtie vărgată                                                                       | Schiță reprezentând un bust de bărbat, din profil. Nesemnat, nedatat. Ștampila "Atelierul pictorului N. Grigorescu" dreapta jos. Însemnare colț stânga jos, în creion: 20. | Primăria municipiului Câmpina, Prahova                          | Cimec    |
|      | Caricatură Autor: Grigorescu, Nicolae                                              | Școală: Școală românească Dimensiuni: 8,0x8,1 cm Material: creion pe hârtie                                                                                            | Schiță reprezentând un bust de bărbat, din semiprofil. Nesemnat, nedatat. Ștampila "Atelierul pictorului N. Grigorescu" dreapta jos. Însemnare dreapa jos, în creion: 7. | Primăria municipiului Câmpina, Prahova                          | Cimec    |
|      | Două capete de bărbat Autor: Grigorescu, Nicolae                                   | Școală: Școală românească Dimensiuni: 12,9x8,4 cm Material: cerneală cu penița pe hârtie                                                                               | Filă cu două schițe reprezentând capul aceluiași bărbat. Nesemnat, nedatat. Ștampila "Atelierul pictorului N. Grigorescu" dreapta jos. | Primăria municipiului Câmpina, Prahova                          | Cimec    |
|      | În așteptare Autor: Grigorescu, Nicolae                                            | Școală: Școală românească Dimensiuni: 12,1x8,3 cm Material: creion pe hârtie                                                                                           | Schiță reprezentând un bărbat în picioare, cu căciulă, sprijinit. Nesemnat, nedatat. Ștampila "Atelierul pictorului N. Grigorescu" dreapta jos. Însemnare dreapta jos, în creion: 18 (?). Verso: case de țară, în creion. | Primăria municipiului Câmpina, Prahova                          | Cimec    |
|      | Cadână Autor: Grigorescu, Nicolae                                                  | Școală: Școală românească Dimensiuni: 12,9x8,8 cm Material: creion pe hârtie                                                                                           | Schiță reprezentând o femeie cu capul învăluit. Nesemnat, nedatat. Ștampila "Atelierul pictorului N. Grigorescu" dreapta jos. Însemnare dreapta jos, în creion: 24. Verso: schiță sumară a unui bust de bărbat purtând coroană (Carol I) cu indicații de culoare, în creion. | Primăria municipiului Câmpina, Prahova                          | Cimec    |
|      | Servitoare din Franța Autor: Grigorescu, Nicolae                                   | Școală: Școală românească Dimensiuni: 16,7x8,8 cm Material: creion pe hârtie                                                                                           | Schiță reprezentând o femeie tânără în picioare, cu părul legat cu o broboadă și cu șorț. Nesemnat, nedatat. Ștampila "Atelierul pictorului N. Grigorescu" dreapta jos. Însemnare dreapta jos, în creion: 22. | Primăria municipiului Câmpina, Prahova                          | Cimec    |
|      | Schiță Autor: Grigorescu, Nicolae                                                  | Școală: Școală românească Dimensiuni: 8,9x13 cm Material: creion pe hârtie                                                                                             | Schiță reprezentând trei bătrâni cu barbă, așezați. Nesemnat, nedatat. Ștampila "Atelierul pictorului N. Grigorescu" mijloc jos spre dreapta. Însemnare autografă pe latura dreaptă sus, în creion: Strada Batui (?). | Primăria municipiului Câmpina, Prahova                          | Cimec    |
|      | Studiu de copil Autor: Grigorescu, Nicolae                                         | Școală: Școală românească Dimensiuni: 17,1x7,3 cm Material: creion pe hârtie roz-gălbuie                                                                               | Schiță reprezentând un copil în picioare, din profil. Nesemnat, nedatat. Ștampila "Atelierul pictorului N. Grigorescu" dreapta jos. | Primăria municipiului Câmpina, Prahova                          | Cimec    |
|      | Scenă rustică (Țărani stând de vorbă) Autor: Grigorescu, Nicolae                   | Școală: Școală românească Dimensiuni: 9,1x7,1 cm Material: creion pe hârtie                                                                                            | Schiță reprezentând doi țărani și o femeie așezați pe o bancă. Nesemnat, nedatat. Ștampila "Atelierul pictorului N. Grigorescu" stânga jos. | Primăria municipiului Câmpina, Prahova                          | Cimec    |
|      | Grup de fete Autor: Grigorescu, Nicolae                                            | Școală: Școală românească Dimensiuni: 10,1x9,8 cm Material: cerneală cu penița pe hârtie vărgată                                                                       | Schiță reprezentând un grup de trei personaje. Nesemnat, nedatat. Ștampila "Atelierul pictorului N. Grigorescu" stânga jos. | Primăria municipiului Câmpina, Prahova                          | Cimec    |
|      | Studii (Diverse schițe) Autor: Grigorescu, Nicolae                                 | Școală: Școală românească Dimensiuni: 8,9x13 cm Material: creion pe hârtie                                                                                             | Filă cu mai multe schițe de personaje, văzute din spate. Nesemnat, nedatat. Ștampila "Atelierul pictorului N. Grigorescu" dreapta jos. Însemnare colț dreapta jos, în creion: 41. Verso: patru schițe de evrei, în creion. | Primăria municipiului Câmpina, Prahova                          | Cimec    |
|      | Schiță Autor: Grigorescu, Nicolae                                                  | Școală: Școală românească Dimensiuni: 12,9x8,4 cm Material: cerneală cu penița pe hârtie                                                                               | Două schițe reprezentând capul unui bărbat cu pălărie și, dedesubt, capul unei femei cu pălărie. Nesemnat, nedatat. Ștampila "Atelierul pictorului N. Grigorescu" dreapta jos. Verso: schiță sumară de peisaj, în creion și urme de cerneală. | Primăria municipiului Câmpina, Prahova                          | Cimec    |
|      | Femeie citind Autor: Grigorescu, Nicolae                                           | Școală: Școală românească Dimensiuni: 17x10,4 cm Material: creion pe hârtie                                                                                            | Schiță reprezentând o femeie tânără citind, în picioare. Nesemnat, nedatat. Ștampila "Atelierul pictorului N. Grigorescu" dreapta jos. Însemnare dreapta jos, în creion: 8. | Primăria municipiului Câmpina, Prahova                          | Cimec    |
|      | Țărancă Autor: Grigorescu, Nicolae                                                 | Școală: Școală românească Dimensiuni: 17,2x10,2 cm Material: creion pe hârtie                                                                                          | Schiță reprezentând o femeie tânără în picioare, văzută frontal (dispusă invers o siluetă de femeie). Nesemnat, nedatat. Ștampila "Atelierul pictorului N. Grigorescu" stânga jos. Însemnare stânga jos, în creion: 9. | Primăria municipiului Câmpina, Prahova                          | Cimec    |
|      | Schiță Autor: Grigorescu, Nicolae                                                  | Școală: Școală românească Dimensiuni: 10,2x16,1 cm Material: cerneală cu penița pe hârtie                                                                              | Filă cu mai multe schițe reprezentând car cu boi, bou văzut din spate, trăsură cu doi cai, siluetă de femeie văzută din spate. Nesemnat, nedatat. Ștampila "Atelierul pictorului N. Grigorescu" stânga jos. Însemnare colț stânga jos, în creion: 37. Verso: biserică cu pridvor, în creion. | Primăria municipiului Câmpina, Prahova                          | Cimec    |
|      | Schiță Autor: Grigorescu, Nicolae                                                  | Școală: Școală românească Dimensiuni: 8,4x12,9 cm Material: cerneală cu penița pe hârtie                                                                               | Schiță reprezentând un cap de bărbat, din profil. Nesemnat, nedatat. Ștampila "Atelierul pictorului N. Grigorescu" dreapta jos. Verso: doi bărbați reprezentați bust, în cerneală cu penița, creion grafit și roșu. | Primăria municipiului Câmpina, Prahova                          | Cimec    |
|      | Un magnat ungur Autor: Grigorescu, Nicolae                                         | Școală: Școală românească Dimensiuni: 12,5x7,4 cm Material: creion pe hârtie                                                                                           | Schiță reprezentând un bărbat în picioare, în profil. Nesemnat, nedatat. Ștampila "Atelierul pictorului N. Grigorescu" dreapta jos. | Primăria municipiului Câmpina, Prahova                          | Cimec    |
|      | Țăran francez Autor: Grigorescu, Nicolae                                           | Școală: Școală românească Dimensiuni: 11,1x9,4 cm Material: creion pe hârtie vărgată                                                                                   | Schiță reprezentând un bărbat împingând o roabă. Nesemnat, nedatat. Ștampila "Atelierul pictorului N. Grigorescu" dreapta jos. | Primăria municipiului Câmpina, Prahova                          | Cimec    |
|      | Un botez Autor: Grigorescu, Nicolae                                                | Școală: Școală românească Dimensiuni: 9,6x16,2 cm Material: creion pe hârtie                                                                                           | Schiță reprezentând o scenă de interior cu mai multe personaje. Nesemnat, nedatat. Ștampila "Atelierul pictorului N. Grigorescu" dreapta jos. Însemnare colț dreapta jos, în creion: 10. Verso: siluetă de țărancă, în creion. | Primăria municipiului Câmpina, Prahova                          | Cimec    |
|      | Turla bisericii din Trăisteni Autor: Grigorescu, Nicolae                           | Școală: Școală românească Dimensiuni: 10,2x17,2 cm Material: creion pe hârtie                                                                                          | Schiță reprezentând turla unei biserici. Nesemnat, nedatat. Ștampila "Atelierul pictorului N. Grigorescu" mijloc jos spre stânga. Însemnare autografă mijloc jos spre dreapta, în creion: Trăisteni; însemnare dreapta jos, în creion: A. | Primăria municipiului Câmpina, Prahova                          | Cimec    |
|      | Ciobănaș Autor: Grigorescu, Nicolae                                                | Școală: Școală românească Dimensiuni: 12,6x10,2 cm Material: cerneală cu penița pe hârtie gri                                                                          | Două schițe reprezentând un ciobănaș cu toiagul pe umeri, iar deasupra capul ciobănașului. Nesemnat, nedatat. Ștampila "Atelierul pictorului N. Grigorescu" stânga jos. Însemnare dreapta jos, în creion: 23. | Primăria municipiului Câmpina, Prahova                          | Cimec    |
|      | Atanasiade călare Autor: Grigorescu, Nicolae                                       | Datare: 1880 Școală: Școală românească Dimensiuni: 14,5x9,4 cm Material: creion pe hârtie                                                                              | Schiță reprezentând un bărbat călare (avocatul Atanasiade). Nesemnat, nedatat. Ștampila "Atelierul pictorului N. Grigorescu" dreapta jos. | Primăria municipiului Câmpina, Prahova                          | Cimec    |
|      | Ofițer Autor: Grigorescu, Nicolae                                                  | Școală: Școală românească Dimensiuni: 12,1x6,6 cm Material: creion pe hârtie                                                                                           | Schiță reprezentând un bărbat care se sprijină într-un baston. Nesemnat, nedatat. Ștampila "Atelierul pictorului N. Grigorescu" stânga jos. | Primăria municipiului Câmpina, Prahova                          | Cimec    |
|      | Țărancă Autor: Grigorescu, Nicolae                                                 | Școală: Școală românească Dimensiuni: 13x8,3 cm Material: creion pe hârtie                                                                                             | Schiță sumară reprezentând o femeie în picioare. Nesemnat, nedatat. Ștampila "Atelierul pictorului N. Grigorescu" dreapta jos. Verso: două siluete de bărbat cu pălărie, în creion. | Primăria municipiului Câmpina, Prahova                          | Cimec    |
|      | Schițe de atitudini Autor: Grigorescu, Nicolae                                     | Școală: Școală românească Dimensiuni: 8,3x13,6 cm Material: creion pe hârtie                                                                                           | Cinci schițe: trei reprezentând femei spălând aplecate, o femeie în picioare, un personaj ghemuit. Nesemnat, nedatat. Ștampila "Atelierul pictorului N. Grigorescu" stânga jos. | Primăria municipiului Câmpina, Prahova                          | Cimec    |
|      | Car cu boi Autor: Grigorescu, Nicolae                                              | Școală: Școală românească Dimensiuni: 10x14 cm Material: cărbune; creion pe hârtie                                                                                     | Schiță reprezentând un car cu boi. Nesemnat, nedatat. Ștampila "Atelierul pictorului N. Grigorescu" dreapta jos. | Primăria municipiului Câmpina, Prahova                          | Cimec    |
|      | Cu oile Autor: Grigorescu, Nicolae                                                 | Școală: Școală românească Dimensiuni: 8,3x13,6 cm Material: creion pe hârtie                                                                                           | Schiță reprezentând un personaj așezat, în planul al doilea turma de oi. Nesemnat, nedatat. Ștampila "Atelierul pictorului N. Grigorescu" dreapta jos. Însemnare colț dreapta jos, în creion: 43. Verso: casă țărănească cu siluetă de femeie, în creion. | Primăria municipiului Câmpina, Prahova                          | Cimec    |
|      | La arat Autor: Grigorescu, Nicolae                                                 | Școală: Școală românească Dimensiuni: 8,1x16,9 cm Material: creion pe hârtie                                                                                           | Schiță reprezentând două personaje la arat, cu trei perechi de boi. Nesemnat, nedatat. Ștampila "Atelierul pictorului N. Grigorescu" dreapta jos. Verso: nud de femeie în picioare, în creion. | Primăria municipiului Câmpina, Prahova                          | Cimec    |
|      | Pictor lucrând Autor: Grigorescu, Nicolae                                          | Școală: Școală românească Dimensiuni: 13,4x8,8 cm Material: creion pe hârtie                                                                                           | Schiță reprezentând doi bărbați: unul stă jos și desenează, celălalt în picioare. Nesemnat, nedatat. Ștampila "Atelierul pictorului N. Grigorescu" dreapta jos. | Primăria municipiului Câmpina, Prahova                          | Cimec    |
|      | Care cu boi Autor: Grigorescu, Nicolae                                             | Școală: Școală românească Dimensiuni: 10x14 cm Material: creion pe hârtie                                                                                              | Schiță reprezentând un convoi de care cu boi. Nesemnat, nedatat. Ștampila "Atelierul pictorului N. Grigorescu" stânga jos. | Primăria municipiului Câmpina, Prahova                          | Cimec    |
|      | Studiu de atitudine Autor: Grigorescu, Nicolae                                     | Școală: Școală românească Dimensiuni: 15x9,5 cm Material: creion pe hârtie                                                                                             | Schiță reprezentând o femeie tânără cu capul sprijinit pe braț. Nesemnat, nedatat. Ștampila "Atelierul pictorului N. Grigorescu" dreapta jos. | Primăria municipiului Câmpina, Prahova                          | Cimec    |
|      | Studiu de câine lup Autor: Grigorescu, Nicolae                                     | Școală: Școală românească Dimensiuni: 8,4x11,4 cm Material: creion pe hârtie                                                                                           | Două schițe: una reprezentând un câine dormind, cealaltă, sumară, un câine culcat. Nesemnat, nedatat. Ștampila "Atelierul pictorului N. Grigorescu" dreapta jos. Însemnare colț stânga jos, în creion: 13. | Primăria municipiului Câmpina, Prahova                          | Cimec    |
|      | Filă de album Autor: Grigorescu, Nicolae                                           | Școală: Școală românească Dimensiuni: 8,4x13,8 cm Material: creion și cerneală cu penița pe hârtie                                                                     | Patru schițe orientate diferit, reprezentând: cap de bărbat cu șapcă, un cal, un personaj cu pălărie, un bărbat văzut din profil. Nesemnat, nedatat. Ștampila "Atelierul pictorului N. Grigorescu" dreapta jos. Însemnare colț dreapta jos, în creion: 21. | Primăria municipiului Câmpina, Prahova                          | Cimec    |
|      | La șipot Autor: Grigorescu, Nicolae                                                | Școală: Școală românească Dimensiuni: 8,9x13 cm Material: creion și cerneală cu penița pe hârtie                                                                       | Schiță reprezentând două personaje la un izvor. Nesemnat, nedatat. Ștampila "Atelierul pictorului N. Grigorescu" dreapta jos. Verso: schiță sumară, în creion. | Primăria municipiului Câmpina, Prahova                          | Cimec    |
|      | Schița unei femei bătrâne Autor: Grigorescu, Nicolae                               | Școală: Școală românească Dimensiuni: 13,2x8,3 cm Material: creion pe hârtie                                                                                           | Schiță reprezentând o femeie bătrână mergând sprijinită de un toiag. Nesemnat, nedatat. Ștampila "Atelierul pictorului N. Grigorescu" dreapta jos. Însemnare stânga jos, în creion: 11. | Primăria municipiului Câmpina, Prahova                          | Cimec    |
|      | Bătrân oriental Autor: Grigorescu, Nicolae                                         | Școală: Școală românească Dimensiuni: 10,4x8,8 cm Material: creion pe hârtie                                                                                           | Schiță reprezentând un bătrân așezat, văzut din profil. Nesemnat, nedatat. Ștampila "Atelierul pictorului N. Grigorescu" dreapta jos. Însemnare colț dreapta sus, în creion: 10. | Primăria municipiului Câmpina, Prahova                          | Cimec    |
|      | Schițe din campania 1877 Autor: Grigorescu, Nicolae                                | Școală: Școală românească Dimensiuni: 10,8x6,6 cm Material: creion pe hârtie                                                                                           | | Primăria municipiului Câmpina, Prahova                          | Cimec    |
|      | Studiu de nud Autor: Grigorescu, Nicolae                                           | Școală: Școală românească Dimensiuni: 10,2x6,9 cm Material: cerneală cu penița pe hârtie                                                                               | Schiță reprezentând un nud de femeie. Nesemnat, nedatat. Ștampila "Atelierul pictorului N. Grigorescu" dreapta jos. Verso: cap de bărbat cu potcap, în creion. | Primăria municipiului Câmpina, Prahova                          | Cimec    |
|      | Schiță din campania 1877 Autor: Grigorescu, Nicolae                                | Școală: Școală românească Dimensiuni: 11,1x6,6 cm Material: creion pe hârtie                                                                                           | Schiță reprezentând doi ofițeri ruși, văzuți din spate. Nesemnat, nedatat. Ștampila "Atelierul pictorului N. Grigorescu" dreapta jos. Însemnare colț stânga jos, în creion: 14. | Primăria municipiului Câmpina, Prahova                          | Cimec    |
|      | Cap de femeie Autor: Grigorescu, Nicolae                                           | Școală: Școală românească Dimensiuni: 8,7x6,9 cm Material: creion pe hârtie                                                                                            | Schiță reprezentând capul unei tinere cu basma. Nesemnat, nedatat. Ștampila "Atelierul pictorului N. Grigorescu" dreapta sus. | Primăria municipiului Câmpina, Prahova                          | Cimec    |
|      | Boulean Autor: Grigorescu, Nicolae                                                 | Școală: Școală românească Dimensiuni: 8,9x11,2 cm Material: creion pe hârtie                                                                                           | Schiță reprezentând un bou în mers. Nesemnat, nedatat. Ștampila "Atelierul pictorului N. Grigorescu" stânga jos. Însemnare stânga jos, în creion: 9. | Primăria municipiului Câmpina, Prahova                          | Cimec    |
|      | Nud de copil Autor: Grigorescu, Nicolae                                            | Școală: Școală românească Dimensiuni: 10,5x17,2 cm Material: creion pe hârtie                                                                                          | Schiță reprezentând un băiat nud, culcat. Nesemnat, nedatat. Ștampila "Atelierul pictorului N. Grigorescu" dreapta jos. Însemnare dreapta jos, în creion: 21. Verso: grup de personaje și un cal în fața unor corturi, în creion. | Primăria municipiului Câmpina, Prahova                          | Cimec    |
|      | Grup de figuri Autor: Grigorescu, Nicolae                                          | Școală: Școală românească Dimensiuni: 7,3x12,8 cm Material: creion pe hârtie                                                                                           | Schiță reprezentând mai multe personaje așezate, unul în picioare. Nesemnat, nedatat. Ștampila "Atelierul pictorului N. Grigorescu" dreapta jos. Însemnare colț dreapta jos, în creion: 5. Verso: vag schițate, un fruct și o fereastră, în creion. | Primăria municipiului Câmpina, Prahova                          | Cimec    |
|      | Schiță Autor: Grigorescu, Nicolae                                                  | Școală: Școală românească Dimensiuni: 8,3x13,3 cm Material: creion și cerneală cu penița pe hârtie                                                                     | Schiță reprezentând un bărbat stând în fotoliu. Nesemnat, nedatat. Ștampila "Atelierul pictorului N. Grigorescu" dreapta jos. | Primăria municipiului Câmpina, Prahova                          | Cimec    |
|      | Cap de fetiță Autor: Grigorescu, Nicolae                                           | Școală: Școală românească Dimensiuni: 10,3x8,0 cm Material: creion pe hârtie                                                                                           | Schiță reprezentând bustul unei fetițe. Nesemnat, nedatat. Ștampila "Atelierul pictorului N. Grigorescu" dreapta jos. Verso: fragment de schiță de bărbat în picioare, creion pe fond de cretă roșie. | Primăria municipiului Câmpina, Prahova                          | Cimec    |
|      | Călăreți Autor: Grigorescu, Nicolae                                                | Școală: Școală românească Dimensiuni: 8,2x13,2 cm Material: creion pe hârtie                                                                                           | Schiță reprezentând doi călăreți: unul văzut din spate, celălalt din profil, este în goana calului. Nesemnat, nedatat. Ștampila "Atelierul pictorului N. Grigorescu" dreapta jos. Însemnare colț dreapta jos, în creion: 34. | Primăria municipiului Câmpina, Prahova                          | Cimec    |
|      | Car cu boi Autor: Grigorescu, Nicolae                                              | Școală: Școală românească Dimensiuni: 8,8x13,7 cm Material: creion pe hârtie                                                                                           | Schiță reprezentând un bărbat care conduce un car tras de doi boi. Nesemnat, nedatat. Ștampila "Atelierul pictorului N. Grigorescu" dreapta jos. | Primăria municipiului Câmpina, Prahova                          | Cimec    |
|      | Studiu de nuduri Autor: Grigorescu, Nicolae                                        | Școală: Școală românească Dimensiuni: 8,4x10,4 cm Material: cerneală cu penița pe hârtie                                                                               | Schiță reprezentând nuduri feminine: unul culcat, celălalt așezat. Nesemnat, nedatat. Ștampila "Atelierul pictorului N. Grigorescu" dreapta jos. Verso: fragment de schiță sumară, în creion. | Primăria municipiului Câmpina, Prahova                          | Cimec    |
|      | La cârciumă Autor: Grigorescu, Nicolae                                             | Școală: Școală românească Dimensiuni: 10x15,5 cm Material: creion pe hârtie                                                                                            | Schiță reprezentând mai multe personaje în jurul unei mese. Nesemnat, nedatat. Ștampila "Atelierul pictorului N. Grigorescu" stânga jos. Însemnare dreapta sus, în creion: 16. Verso: grup de personaje sumar schițate, în creion. | Primăria municipiului Câmpina, Prahova                          | Cimec    |
|      | În repaus Autor: Grigorescu, Nicolae                                               | Școală: Școală românească Dimensiuni: 10,2x14,5 cm Material: creion pe hârtie                                                                                          | Schiță reprezentând un bărbat așezat. Nesemnat, nedatat. Ștampila "Atelierul pictorului N. Grigorescu" dreapta jos. Însemnare dreapta jos, în creion: 23. | Primăria municipiului Câmpina, Prahova                          | Cimec    |
|      | Casă de țară Autor: Grigorescu, Nicolae                                            | Școală: Școală românească Dimensiuni: 10,2x15,9 cm Material: creion pe hârtie                                                                                          | Schiță reprezentând o casă țărănească. Nesemnat, nedatat. Ștampila "Atelierul pictorului N. Grigorescu" dreapta jos. Însemnare în stânga jos, în creion: 19. | Primăria municipiului Câmpina, Prahova                          | Cimec    |
|      | Cu vitele la pășune Autor: Grigorescu, Nicolae                                     | Școală: Școală românească Dimensiuni: 12,1x17 cm Material: cerneală cu penița pe hârtie                                                                                | Schiță reprezentând o păstoriță cu animalele. Nesemnat, nedatat. Ștampila "Atelierul pictorului N. Grigorescu" dreapta jos. | Primăria municipiului Câmpina, Prahova                          | Cimec    |
|      | În tren Autor: Grigorescu, Nicolae                                                 | Școală: Școală românească Dimensiuni: 6,9x9,4 cm Material: creion pe hârtie                                                                                            | Schiță reprezentând trei bărbați dormind. Nesemnat, nedatat. Ștampila "Atelierul pictorului N. Grigorescu" stânga jos. | Primăria municipiului Câmpina, Prahova                          | Cimec    |
|      | Schiță Autor: Grigorescu, Nicolae                                                  | Școală: Școală românească Dimensiuni: 9,3x10,7 cm Material: creion și cerneală cu penița pe hârtie                                                                     | Schiță reprezentând două personaje cu pălării văzute din spate. Nesemnat, nedatat. Ștampila "Atelierul pictorului N. Grigorescu" dreapta jos. Însemnare autografă dreapta jos, în creion: pe lacu de la G[…]; însemnare colț dreapta jos, în creion: 6. Verso: însemnări în creion: rue Ville[…]eque 31 / 2 h a 4 - mercredis exceptés […]. | Primăria municipiului Câmpina, Prahova                          | Cimec    |
|      | Studiu Autor: Grigorescu, Nicolae                                                  | Școală: Școală românească Dimensiuni: 10,5x11,4 cm Material: creion pe hârtie                                                                                          | Schiță reprezentând un bărbat și un copil așezați la o masă. Nesemnat, nedatat. Ștampila "Atelierul pictorului N. Grigorescu" dreapta jos. Însemnare colț dreapta jos, în creion: 28. Verso: bărbat culcat, în creion. | Primăria municipiului Câmpina, Prahova                          | Cimec    |
|      | Pe plajă Autor: Grigorescu, Nicolae                                                | Școală: Școală românească Dimensiuni: 10,3x16,8 cm Material: creion și cerneală cu penița pe hârtie                                                                    | Schiță reprezentând două personaje pe plajă. Nesemnat, nedatat. Ștampila "Atelierul pictorului N. Grigorescu" dreapta jos. Verso: schiță vagă de clădire, în creion. | Primăria municipiului Câmpina, Prahova                          | Cimec    |
|      | Nud pe plajă Autor: Grigorescu, Nicolae                                            | Școală: Școală românească Dimensiuni: 10,3x17 cm Material: creion și cerneală cu penița pe hârtie                                                                      | Schiță reprezentând nud de femeie pe plajă. Nesemnat, nedatat. Ștampila "Atelierul pictorului N. Grigorescu" stânga jos. Însemnare stânga jos, în creion: 13. Verso: schiță de nud de femeie în peisaj, în cerneală cu penița. | Primăria municipiului Câmpina, Prahova                          | Cimec    |
|      | Cap de bărbat Autor: Grigorescu, Nicolae                                           | Școală: Școală românească Dimensiuni: 7,3x13 cm Material: creion pe hârtie                                                                                             | Schiță reprezentând bustul unui bărbat aplecat spre dreapta. Nesemnat, nedatat. Ștampila "Atelierul pictorului N. Grigorescu" pe latura de jos spre dreapta. Însemnare colț dreapta jos, în creion: 6. Verso: bărbat culcat, în creion. | Primăria municipiului Câmpina, Prahova                          | Cimec    |
|      | La adăpatul vitelor Autor: Grigorescu, Nicolae                                     | Școală: Școală românească Dimensiuni: 7,0x10 cm Material: creion și cărbune pe hârtie                                                                                  | Schiță reprezentând o cireadă de vite și un păstor. Nesemnat, nedatat. Ștampila "Atelierul pictorului N. Grigorescu" stânga jos. Însemnare colț stânga jos, în creion: 7. | Primăria municipiului Câmpina, Prahova                          | Cimec    |
|      | Siesta Autor: Grigorescu, Nicolae                                                  | Școală: Școală românească Dimensiuni: 10,2x14,7 cm Material: creion pe hârtie                                                                                          | Schiță reprezentând un bărbat culcat. Nesemnat, nedatat. Ștampila "Atelierul pictorului N. Grigorescu" dreapa jos. Însemnare dreapta jos, în creion: 19. Verso: siluete văzute din spate pe un drum, în creion. | Primăria municipiului Câmpina, Prahova                          | Cimec    |
|      | Studiu pentru un portret de femeie Autor: Grigorescu, Nicolae                      | Școală: Școală românească Dimensiuni: 11,3x14,3 cm Material: cerneală cu penița pe hârtie vărgată; filigran                                                            | Două schițe reprezentând-o pe Zettina Urechia tânără. Nesemnat, nedatat. Ștampila "Atelierul pictorului N. Grigorescu" stânga jos. Însemnare stânga jos, în creion: 30. | Primăria municipiului Câmpina, Prahova                          | Cimec    |
|      | Schiță Autor: Grigorescu, Nicolae                                                  | Școală: Școală românească Dimensiuni: 8,3x13,5 cm Material: creion pe hârtie                                                                                           | Trei schițe reprezentând: un bou păscând și două păsări. Nesemnat, nedatat. Ștampila "Atelierul pictorului N. Grigorescu" dreapta jos. Însemnare colț dreapta jos, în creion: 2. | Primăria municipiului Câmpina, Prahova                          | Cimec    |
|      | Studiu pentru un portret Autor: Grigorescu, Nicolae                                | Datare: 1870 Școală: Școală românească Dimensiuni: 15,4x10,3 cm Material: creion pe hârtie                                                                             | Schiță reprezentând bustul unui băiat. Nesemnat, datat dreapta jos: 1870. Ștampila "Atelierul pictorului N. Grigorescu" dreapta jos. Însemnare colț dreapta jos, în creion: 32. Verso: fragment de schiță de profil de femeie, în creion. | Primăria municipiului Câmpina, Prahova                          | Cimec    |
|      | Boulean păscând Autor: Grigorescu, Nicolae                                         | Școală: Școală românească Dimensiuni: 8,4x13,5 cm Material: creion pe hârtie                                                                                           | Schiță reprezentând un bou păscând. Nesemnat, nedatat. Ștampila "Atelierul pictorului N. Grigorescu" dreapta jos. Însemnare colț dreapta sus, în creion: 14. Verso: un bou și doi viței, în creion. | Primăria municipiului Câmpina, Prahova                          | Cimec    |
|      | Schiță Autor: Grigorescu, Nicolae                                                  | Școală: Școală românească Dimensiuni: 8,3x13,4 cm Material: creion pe hârtie                                                                                           | Mai multe schițe sumare: o țărancă, o femeie cu broboadă, personaje abia schițate. Nesemnat, nedatat. Ștampila "Atelierul pictorului N. Grigorescu" dreapta jos. Însemnare stânga jos, în creion: 24. Verso: casă de țară în peisaj cu coline, în creion. | Primăria municipiului Câmpina, Prahova                          | Cimec    |
|      | Țărancă lângă un cal Autor: Grigorescu, Nicolae                                    | Școală: Școală românească Dimensiuni: 11x17,5 cm Material: creion pe hârtie vărgată                                                                                    | Schiță reprezentând o țărancă lângă un cal. Nesemnat, nedatat. Ștampila "Atelierul pictorului N. Grigorescu" stânga jos. Însemnare colț stânga jos, în creion: 10. | Primăria municipiului Câmpina, Prahova                          | Cimec    |
|      | Studiu de câine Autor: Grigorescu, Nicolae                                         | Școală: Școală românească Dimensiuni: 23x32,6 cm Material: cărbune pe hârtie cenușiu-verzuie                                                                           | Schiță reprezentând un câine așezat. Nesemnat, nedatat. Dublă ștampilă "Atelierul pictorului N. Grigorescu" dreapta jos. | Primăria municipiului Câmpina, Prahova                          | Cimec    |
|      | Prizonieri Autor: Grigorescu, Nicolae                                              | Datare: 1877 Școală: Școală românească Dimensiuni: 18,5x31,8 cm Material: creion pe hârtie                                                                             | Schiță reprezentând un convoi de prizonieri păziți de un călăreț. Nesemnat, datat dreapta jos spre mijloc: 1877. Ștampila "Atelierul pictorului N. Grigorescu" dreapta jos. | Primăria municipiului Câmpina, Prahova                          | Cimec    |
|      | Schiță pentru o luptă Autor: Grigorescu, Nicolae                                   | Școală: Școală românească Dimensiuni: 25,6x38 cm Material: laviu de cerneală; condei de trestie pe hârtie                                                              | Schiță reprezentând o scenă de luptă, cu mici schițe, note și stersături pe margini. Nesemnat, nedatat. Ștampila "Atelierul pictorului N. Grigorescu" dreapta jos. | Primăria municipiului Câmpina, Prahova                          | Cimec    |
|      | Prizonieri Autor: Grigorescu, Nicolae                                              | Datare: 1877 Școală: Școală românească Dimensiuni: 19x31,8 cm Material: creion pe hârtie                                                                               | Schiță reprezentând un convoi de prizonieri păziți de doi călăreți. Nesemnat, datat jos la mijloc: 1877. Ștampila "Atelierul pictorului N. Grigorescu" dreapta jos. | Primăria municipiului Câmpina, Prahova                          | Cimec    |
|      | Călăreț din 1877 Autor: Grigorescu, Nicolae                                        | Datare: 1877 Școală: Școală românească Dimensiuni: 31,8x24,7 cm Material: cărbune pe hârtie verde-albăstruie                                                           | Schiță reprezentând un soldat călare. Nesemnat, nedatat. Ștampila "Atelierul pictorului N. Grigorescu" dreapta jos. Verso: schiță sumară cu două personaje, în cărbune. | Primăria municipiului Câmpina, Prahova                          | Cimec    |
|      | Un turc Autor: Grigorescu, Nicolae                                                 | Școală: Școală românească Dimensiuni: 33x20,5 cm Material: creion și urme de conte pe hârtie                                                                           | Schiță reprezentând bustul unui turc. Nesemnat, nedatat. Ștampila "Atelierul pictorului N. Grigorescu" dreapta jos. | Primăria municipiului Câmpina, Prahova                          | Cimec    |
|      | Schițe de atitudini Autor: Grigorescu, Nicolae                                     | Școală: Școală românească Dimensiuni: 37x25,1 cm Material: creion pe hârtie                                                                                            | Două schițe reprezentând același grup: femeie cu copil sau doi copii. Nesemnat, nedatat. Ștampila "Atelierul pictorului N. Grigorescu" dreapta jos. | Primăria municipiului Câmpina, Prahova                          | Cimec    |
|      | Un atac (1877) Autor: Grigorescu, Nicolae                                          | Datare: post 1880 Școală: Școală românească Dimensiuni: 24,2x32,8 cm Material: cărbune și estompă pe hârtie                                                            | Schiță reprezentând o scenă de luptă. Nesemnat, nedatat. Ștampila "Atelierul pictorului N. Grigorescu" stânga jos. Însemnare autografă pe latura dreaptă vertical, în creion: la Marița birgereasa (Ioniță Stoica / birjar strada Comitului). | Primăria municipiului Câmpina, Prahova                          | Cimec    |
|      | Un turc Autor: Grigorescu, Nicolae                                                 | Școală: Școală românească Dimensiuni: 33x20,4 cm Material: creion pe hârtie                                                                                            | Schiță reprezentând bustul unui turc. Nesemnat, nedatat. Ștampila "Atelierul pictorului N. Grigorescu" dreapta jos. | Primăria municipiului Câmpina, Prahova                          | Cimec    |
|      | Țărănci Autor: Grigorescu, Nicolae                                                 | Școală: Școală românească Dimensiuni: 24,5x37 cm Material: creion pe hârtie                                                                                            | Două schițe reprezentând o țărancă așezată și cealaltă în picioare, abia schițată. Nesemnat, nedatat. Ștampila "Atelierul pictorului N. Grigorescu" dreapta jos. Verso: nud de femeie cu picioarele acoperite, în cerneală cu penița. | Primăria municipiului Câmpina, Prahova                          | Cimec    |
|      | Tânără țărancă Autor: Grigorescu, Nicolae                                          | Școală: Școală românească Dimensiuni: 30,5x24,3 cm Material: cărbune; estompă și cretă albă pe hârtie vărgată; filigran                                                | Schiță reprezentând o țărancă în fața unei fântâni. Nesemnat, nedatat. Ștampila "Atelierul pictorului N. Grigorescu" dreapta jos. | Primăria municipiului Câmpina, Prahova                          | Cimec    |
|      | Peisaj Autor: Grigorescu, Nicolae                                                  | Școală: Școală românească Dimensiuni: 20,6x34 cm Material: creion pe hârtie                                                                                            | Schiță reprezentând un peisaj cu drum străjuit de mai mulți copaci și o colibă. Nesemnat, nedatat. Ștampila "Atelierul pictorului N. Grigorescu" dreapta jos. Verso: căruță cu cai, în creion. | Primăria municipiului Câmpina, Prahova                          | Cimec    |
|      | Schiță Autor: Grigorescu, Nicolae                                                  | Școală: Școală românească Dimensiuni: 8,9x12,7 cm Material: creion și cerneală violet cu penița pe hârtie                                                              | Două schițe reprezentând doi evrei privind pe fereastră și doi evrei stând de vorbă. Nesemnat, nedatat. Ștampila "Atelierul pictorului N. Grigorescu" dreapta jos. Însemnare în colț stânga jos, în creion: 17. | Primăria municipiului Câmpina, Prahova                          | Cimec    |
|      | Schiță Autor: Grigorescu, Nicolae                                                  | Școală: Școală românească Dimensiuni: 10,3x14,5 cm Material: creion pe hârtie                                                                                          | Schiță reprezentând doi boi văzuți din spate, stând lângă o căruță. Nesemnat, nedatat. Ștampila "Atelierul pictorului N. Grigorescu" dreapta jos. Însemnare în colț dreapta jos, în creion: 18. Verso: două schițe de portret de femeie și de bărbat, în creion. | Primăria municipiului Câmpina, Prahova                          | Cimec    |
|      | Interiorul unui birou Autor: Grigorescu, Nicolae                                   | Școală: Școală românească Dimensiuni: 8,4x13,5 cm Material: cerneală cu penița pe hârtie                                                                               | Schiță reprezentând mai multe personaje în fața unui ghișeu. Nesemnat, nedatat. Ștampila "Atelierul pictorului N. Grigorescu" stânga jos. Verso: text radiat, în creion. | Primăria municipiului Câmpina, Prahova                          | Cimec    |
|      | Spălătorese Autor: Grigorescu, Nicolae                                             | Școală: Școală românească Dimensiuni: 7,8x10,4 cm Material: creion și cerneală cu penița pe hârtie                                                                     | Schiță reprezentând două femei aplecate. Nesemnat, nedatat. Ștampila "Atelierul pictorului N. Grigorescu" dreapta jos. | Primăria municipiului Câmpina, Prahova                          | Cimec    |
|      | Boulean Autor: Grigorescu, Nicolae                                                 | Școală: Școală românească Dimensiuni: 8,4x13,5 cm Material: creion pe hârtie                                                                                           | Schiță reprezentând un bou păscând. Nesemnat, nedatat. Ștampila "Atelierul pictorului N. Grigorescu" dreapta jos. Verso: varinată a aceleiași figuri, în creion. | Primăria municipiului Câmpina, Prahova                          | Cimec    |
|      | Cap de bărbat Autor: Grigorescu, Nicolae                                           | Școală: Școală românească Dimensiuni: 8,2x10,6 cm Material: creion pe hârtie                                                                                           | Schiță reprezentând capul unui bărbat cu barbă văzut din profil. Nesemnat, nedatat. Ștampila "Atelierul pictorului N. Grigorescu" dreapta jos. Însemnări dreapta jos, în creion: 6. | Primăria municipiului Câmpina, Prahova                          | Cimec    |
|      | Bărbat Autor: Grigorescu, Nicolae                                                  | Școală: Școală românească Dimensiuni: 8,2x8,4 cm Material: cerneală cu penița pe hârtie                                                                                | Schiță reprezentând bustul unui bărbat cu pălărie văzut din profil. Nesemnat, nedatat. Ștampila "Atelierul pictorului N. Grigorescu" colț dreapta jos. Verso: bust de fată și băiat, în cerneală cu penița. | Primăria municipiului Câmpina, Prahova                          | Cimec    |
|      | Biserica din Bertha Autor: Grigorescu, Nicolae                                     | Școală: Școală românească Dimensiuni: 13,3x8,1 cm Material: creion pe hârtie                                                                                           | Schiță reprezentând silueta unei biserici. Nesemnat, nedatat. Ștampila "Atelierul pictorului N. Grigorescu" dreapta jos. Verso: aceeași biserică văzută din alt unghi, în creion. Însemnare autografă stânga jos, în creion: Comuna Bertha. | Primăria municipiului Câmpina, Prahova                          | Cimec    |
|      | Scenă rustică Autor: Grigorescu, Nicolae                                           | Școală: Școală românească Dimensiuni: 12,6x9,6 cm Material: creion pe hârtie                                                                                           | Schiță reprezentând un țăran și un preot așezați pe o bancă. Nesemnat, nedatat. Ștampila "Atelierul pictorului N. Grigorescu" dreapta jos. Însemnare dreapta jos, în creion: 23. | Primăria municipiului Câmpina, Prahova                          | Cimec    |
|      | Caricatură Autor: Grigorescu, Nicolae                                              | Școală: Școală românească Dimensiuni: 14,8x10,2 cm Material: creion pe hârtie                                                                                          | Schiță reprezentând un cap de bărbat cu mustață și cu șapcă. Nesemnat, nedatat. Ștampila "Atelierul pictorului N. Grigorescu" dreapta jos. Însemnare colț dreapta jos, în creion: 19. Verso: bărbat așezat într-o căruță cu cai, în creion. | Primăria municipiului Câmpina, Prahova                          | Cimec    |
|      | Studiu de bărbat Autor: Grigorescu, Nicolae                                        | Școală: Școală românească Dimensiuni: 14,5x10,3 cm Material: creion pe hârtie                                                                                          | Schiță reprezentând un bărbat așezat pe o bancă. Nesemnat, nedatat. Ștampila "Atelierul pictorului N. Grigorescu" dreapta jos. | Primăria municipiului Câmpina, Prahova                          | Cimec    |
|      | Figură de bărbat (Ghiță Grigorescu ?) Autor: Grigorescu, Nicolae                   | Școală: Școală românească Dimensiuni: 14,6x10 cm Material: creion pe hârtie                                                                                            | Schiță reprezentând un bărbat în picioare. Nesemnat, nedatat. Ștampila "Atelierul pictorului N. Grigorescu" dreapta jos. | Primăria municipiului Câmpina, Prahova                          | Cimec    |
|      | Bust de femeie Autor: Grigorescu, Nicolae                                          | Școală: Școală românească Dimensiuni: 11x10,5 cm Material: conte și accente de cretă pe hârtie                                                                         | Schiță reprezentând o femeie dormind cu brațele deasupra feței. Nesemnat, nedatat. Ștampila "Atelierul pictorului N. Grigorescu" dreapta jos. | Primăria municipiului Câmpina, Prahova                          | Cimec    |
|      | Cioban coborând cu turma Autor: Grigorescu, Nicolae                                | Școală: Școală românească Dimensiuni: 13,8x8,7 cm Material: creion pe hârtie                                                                                           | Schiță reprezentând un bărbat pe un drum într-un peisaj cu dealuri, iar în spatele lui oile, vag schițate. Nesemnat, nedatat. Ștampila "Atelierul pictorului N. Grigorescu" dreapta jos. Verso: car cu boi, în creion. | Primăria municipiului Câmpina, Prahova                          | Cimec    |
|      | Cap de bărbat Autor: Grigorescu, Nicolae                                           | Școală: Școală românească Dimensiuni: 11,7x10,2 cm Material: creion pe hârtie                                                                                          | Schiță reprezentând capul unui bărbat văzut din profil. Nesemnat, nedatat. Ștampila "Atelierul pictorului N. Grigorescu" dreapta jos. Însemnare colț dreapta jos, în creion: 27. Verso: fragment de crochiu vag de peisaj, în creion. | Primăria municipiului Câmpina, Prahova                          | Cimec    |
|      | Studiu de femeie Autor: Grigorescu, Nicolae                                        | Școală: Școală românească Dimensiuni: 13,5x8,6 cm Material: creion pe hârtie                                                                                           | Schiță reprezentând o femeie tânără așezată. Nesemnat, nedatat. Ștampila "Atelierul pictorului N. Grigorescu" stânga jos. | Primăria municipiului Câmpina, Prahova                          | Cimec    |
|      | Car cu boi Autor: Grigorescu, Nicolae                                              | Școală: Școală românească Dimensiuni: 7,0x13 cm Material: creion și cerneală cu penița pe hârtie                                                                       | Schiță reprezentând trei personaje într-un car tras de o pereche de boi. Nesemnat, nedatat. Ștampila "Atelierul pictorului N. Grigorescu" dreapta jos. Însemnare colț dreapta jos, în creion: 17. | Primăria municipiului Câmpina, Prahova                          | Cimec    |
|      | Casă de țară Autor: Grigorescu, Nicolae                                            | Școală: Școală românească Dimensiuni: 9,4x14,4 cm Material: creion pe hârtie                                                                                           | Schiță reprezentând o casă țărănească cu câteva personaje în pridvor. Nesemnat, nedatat. Ștampila "Atelierul pictorului N. Grigorescu" dreapta jos. Însemnare colț dreapta jos, în creion: 11. Verso: schiță sumară de casă, în creion. | Primăria municipiului Câmpina, Prahova                          | Cimec    |
|      | Grup de cai Autor: Grigorescu, Nicolae                                             | Școală: Școală românească Dimensiuni: 8,2x13,1 cm Material: creion pe hârtie                                                                                           | Schiță reprezentând mai mulți cai înșeuați. Nesemnat, nedatat. Ștampila "Atelierul pictorului N. Grigorescu" dreapta jos. | Primăria municipiului Câmpina, Prahova                          | Cimec    |
|      | Cioban coborând cu turma Autor: Grigorescu, Nicolae                                | Școală: Școală românească Dimensiuni: 10x14,2 cm Material: creion pe hârtie                                                                                            | Schiță reprezentând un cioban cu turma de oi pe un drum între dealuri. Nesemnat, nedatat. Ștampila "Atelierul pictorului N. Grigorescu" dreapta jos. Însemnare colț dreapta jos, în creion: 11 [?]. | Primăria municipiului Câmpina, Prahova                          | Cimec    |
|      | Compartiment de tren Autor: Grigorescu, Nicolae                                    | Școală: Școală românească Dimensiuni: 9,1x16,1 cm Material: creion pe hârtie                                                                                           | Schiță reprezentând patru bărbați, doi stând de vorbă și doi dormind, într-un compartiment de tren. Nesemnat, nedatat. Ștampila "Atelierul pictorului N. Grigorescu" dreapta jos. | Primăria municipiului Câmpina, Prahova                          | Cimec    |
|      | Casă din Teșila Autor: Grigorescu, Nicolae                                         | Școală: Școală românească Dimensiuni: 8,1x13 cm Material: creion pe hârtie                                                                                             | Schiță reprezentând o casă țărănească înconjurată de un gard de zid. Nesemnat, nedatat. Ștampila "Atelierul pictorului N. Grigorescu" dreapta jos. Însemnare autografă dreapta jos spre mijloc, în creion: Teșila. | Primăria municipiului Câmpina, Prahova                          | Cimec    |
|      | Interior de sală de așteptare Autor: Grigorescu, Nicolae                           | Școală: Școală românească Dimensiuni: 10,3x15 cm Material: creion pe hârtie                                                                                            | Schiță reprezentând un interior cu mai multe personaje în picioare sau așezate. Nesemnat, nedatat. Ștampila "Atelierul pictorului N. Grigorescu" dreapta jos. Însemnare colț dreapta jos, în creion: 14. Verso: două schițe de cap de bărbat cu șapcă și schiță sumară, în creion. | Primăria municipiului Câmpina, Prahova                          | Cimec    |
|      | Schiță Autor: Grigorescu, Nicolae                                                  | Școală: Școală românească Dimensiuni: 8,4x13,6 cm Material: creion și cerneală cu penița pe hârtie                                                                     | Filă de carnet cu șase schițe de capete: două de femeie cu bonetă și trei capete de bărbați. Nesemnat, nedatat. Ștampila "Atelierul pictorului N. Grigorescu" dreapta jos. | Primăria municipiului Câmpina, Prahova                          | Cimec    |
|      | Scenă de interior Autor: Grigorescu, Nicolae                                       | Școală: Școală românească Dimensiuni: 10,5x16,1 cm Material: creion pe hârtie                                                                                          | Schiță reprezentând un bărbat scriind și un bărbat așezat într-o încăpere. Nesemnat, nedatat. Ștampila "Atelierul pictorului N. Grigorescu" dreapta jos. Însemnare colț dreapta jos, în creion: 12. Verso: schiță sumară cu două femei în peisaj, în creion. | Primăria municipiului Câmpina, Prahova                          | Cimec    |
|      | Cioban urcând cu turma Autor: Grigorescu, Nicolae                                  | Școală: Școală românească Dimensiuni: 10,3x16,8 cm Material: creion pe hârtie                                                                                          | Schiță reprezentând un cioban și un câine urcând în urma unei turme de oi. Nesemnat, nedatat. Ștampila "Atelierul pictorului N. Grigorescu" dreapta jos. Verso: casă de țară cu cerdac, în creion. | Primăria municipiului Câmpina, Prahova                          | Cimec    |
|      | În urma carului Autor: Grigorescu, Nicolae                                         | Școală: Școală românească Dimensiuni: 9,5x14,5 cm Material: creion pe hârtie                                                                                           | Schiță reprezentând două personaje, dintre care unul călare, în urma unui car. Nesemnat, nedatat. Ștampila "Atelierul pictorului N. Grigorescu" dreapta jos. Însemnare colț stânga jos, în creion: 18. | Primăria municipiului Câmpina, Prahova                          | Cimec    |
|      | Un șindrilar Autor: Grigorescu, Nicolae                                            | Școală: Școală românească Dimensiuni: 10,3x17,1 cm Material: creion pe hârtie                                                                                          | Două schițe reprezentând un bărbat cu pălărie lucrând și un cap de bărbat. Nesemnat, nedatat. Ștampila "Atelierul pictorului N. Grigorescu" dreapta jos. Verso: schița unei scări și cap de boulean radiat, în creion. | Primăria municipiului Câmpina, Prahova                          | Cimec    |
|      | La culesul viilor Autor: Grigorescu, Nicolae                                       | Școală: Școală românească Dimensiuni: 9,6x16,5 cm Material: creion și cerneală cu penița pe hârtie                                                                     | Schiță reprezentând mai multe personaje la culesul viei. Nesemnat, nedatat. Ștampila "Atelierul pictorului N. Grigorescu" dreapta jos. Verso: siluetă de bărbat, în creion. | Primăria municipiului Câmpina, Prahova                          | Cimec    |
|      | Reșița Autor: Popescu, Ștefan                                                      | Datare: 1927 Școală: Școală românească modernă Dimensiuni: 70x100 cm Material: ulei pe pânză                                                                           | Compoziție de o valoare artistică excepțională, care surprinde, în spiritul unui interes mai larg al anilor 30 pentru peisajul urban și industrial, atmosfera surprinzătoare generată de o structură industrială, într-o viziune monumentală și stranie, la limita unei proiecții metafizice. Semnată și datată stânga jos cu negru: St Popescu '27. | Muzeul Județean de Artă Prahova „Ion Ionescu-Quintus”, Ploiești | Cimec    |
|      | Interior (Colț de atelier) Autor: Petrașcu, Gheorghe                               | Datare: 1931 Școală: Școală românească modernă Dimensiuni: 47x61 cm Material: ulei pe pânză                                                                            | Construcție de o remarcabilă complexitate compozițională și valoare artistică, realizată cu rigoare geometrică, în fond, și cu multă dezinvoltură în expresie, ceea ce deposedează motivul de anecdotic, ducându-l ferm către reprezentarea abstractă. Semnată și datată dreapta jos cu negru: Gh Petrașcu '931. | Muzeul Județean de Artă Prahova „Ion Ionescu-Quintus”, Ploiești | Cimec    |
|      | Peisaj marin Autor: Dărăscu, Nicolae                                               | Datare: Sec. XX;1/2 Școală: Școală românească modernă Dimensiuni: 65x81 cm Material: ulei pe pânză                                                                     | Lucrare specifică pentru viziunea de filiație impresionistă, în care accentul cade pe atmosferă și valorile cromatice subtile. De o calitate artistică excepțională, „Peisaj marin” relevă marile disponibilități ale lui N. Dărăscu, dar și resursele impresionismului românesc. Realizată la maturitate, în preajma anului 1930, imaginea este construită din tușe dinamice și viguroase, combinând savant amestecul optic cu arhitectura puternică a formelor. Semnată stânga jos cu brun: Dărăscu. | Muzeul Județean de Artă Prahova „Ion Ionescu-Quintus”, Ploiești | Cimec    |
|      | Boi dejugați Autor: Luchian, Ștefan                                                | Datare: Sec. XX;1/4 Școală: Școală românească modernă Dimensiuni: 46x55,5 cm Material: pastel pe carton                                                                | Lucrarea este reprezentativă pentru componenta de factură grigoresciană a operei lui Luchian. Spre deosebire de alte lucrări în acceași tehnică, „Boi dejugați” combină subtil pictura de motiv cu aceea de limbaj, interesul de natură discursivă și sociologizantă fiind aici mai pronunțat. Semnată stânga jos cu brun: Luchian. | Muzeul Județean de Artă Prahova „Ion Ionescu-Quintus”, Ploiești | Cimec    |
|      | Liniște Autor: Tonitza, Nicolae                                                    | Datare: Sec. XX;1/4 Școală: Școală românească modernă Dimensiuni: 60x50 cm Material: ulei pe carton                                                                    | Compoziție de o mare complexitate, „Liniște” este realizată printr-o savantă succesiune de planuri, mișcarea fiind asigurată din organizarea pe registre verticale, iar profunzimea este sugerată deopotrivă prin perspectivă geometrică și cromatică. Semnată dreapta jos cu brun: Tonitza. | Muzeul Județean de Artă Prahova „Ion Ionescu-Quintus”, Ploiești | Cimec    |
|      | Anișoara Vlahuță Autor: Grigorescu, Nicolae                                        | Datare: 1902 Școală: Școală românească modernă Dimensiuni: 20x13 cm Material: ulei pe lemn                                                                             | Portret de mici dimensiuni, dar monumental prin proporții și prin profunzimea afectivă. Pictorul demonstrează încă o dată marea lui capacitate de a surprinde și reda natura angelică a chipului de copil. Semnată și datată dreapta jos cu roșu: Grigorescu 1902. | Muzeul Județean de Artă Prahova „Ion Ionescu-Quintus”, Ploiești | Cimec    |
|      | Odaliscă Autor: Iser, Iosif                                                        | Datare: 1932 Școală: Școală românească modernă Dimensiuni: 61x50 cm Material: guașă pe hârtie                                                                          | Compoziție tipică pentru viziunea și stilistica lui Iser, realizată cu o mare dezinvoltură și cu un remarcabil simț al formei și al culorii. Semnată și datată dreapta jos cu roșu: Iser '32. | Muzeul Județean de Artă Prahova „Ion Ionescu-Quintus”, Ploiești | Cimec    |
|      | Japoneză Autor: Tonitza, Nicolae                                                   | Datare: Sec. XX;1/4 Școală: Școală românească modernă Dimensiuni: 60x44 cm Material: ulei pe carton                                                                    | „Japoneză” este o compoziție tipică pentru perioada decorativă, art nouveau, de inspirație extrem orientală, în care vigoarea construcției, senzualitatea cromatică și rafinamentul viziunii coexistă într-un tot de o remarcabilă coerență. Semnată stânga sus cu brun: Tonitza. | Muzeul Județean de Artă Prahova „Ion Ionescu-Quintus”, Ploiești | Cimec    |
|      | Prinos Juliei Hasdeu Autor: Georgescu, Ioan (atribuit)                             | Datare: sf. sec. XIX Dimensiuni: H: 800 mm; L: 640 mm; LA:13 mm Material: gips patinat, casetă metal, sticlă                                                           | Scenă în altorelief, în care sunt reprezentate două muze, una îngenuncheată, ținând în mână efigia Juliei Hasdeu, cealaltă în picioare, cu o cunună de lauri deasupra efigiei; alte embleme, lira, torța, creanga de laur încununează compoziția. Modelaj de tip neoclasic, cu minuție în redarea detaliilor anatomice și de veșmânt. | Muzeul „Bogdan Petriceicu Hasdeu”, Câmpina                      | Cimec    |
|      | Iisus Christos Autor: Casciani, Raphaël                                            | Datare: sf. sec. XIX Dimensiuni: H: 410 mm, L: 285 mm, A: 130 mm Material: stuc modelat, pictat policrom, bronzat                                                      | Sculptură înfățișându-l pe Iisus Christos în poziție verticală, cu brațele desfăcute lateral, într-o ipostază tipic idealizată. Este înveșmântat în cămașă lungă și mantie de culoare ocru, încinsă la brâu, iar pe piept este simbolul sacrificiului - inima înconjurată de raze. Soclul semisferic pe bază în contur octogonal cu reprezentarea stigmatelor. | Muzeul „Bogdan Petriceicu Hasdeu”, Câmpina                      | Cimec    |
|      | Julia Hasdeu Autor: Henția, Sava                                                   | Datare: 1889 Dimensiuni: L: 600 mm; LA: 480 mm Material: ulei pe pânză                                                                                                 | Portret bust înfățișând-o pe Julia Hasdeu din față, cu chipul ușor întors spre stânga, cu părul strâns în coc; este înveșmântată într-o rochie neagră, închisă pe gât; fond brun închis, neutru. | Muzeul „Bogdan Petriceicu Hasdeu”, Câmpina                      | Cimec    |
|      | Hasdeu și spiritul Autor: Voinescu, Eugeniu                                        | Datare: sf. sec. XIX Dimensiuni: L: 800 mm; LA: 550 mm Material: ulei pe pânză                                                                                         | Compoziție de tip simbolist, înfățișându-l pe B.P.Hasdeu în fotoliu, lângă birou, în camera sa de lucru, înconjurat de numeroase volume de cărți; partea superioară și centrală a scenei este dominată de prezența unui spectru - o apariție feminină, filiformă, străvezie - care răspândește în jurul său o lumină puternică. | Muzeul „Bogdan Petriceicu Hasdeu”, Câmpina                      | Cimec    |
|      | Alexandru Papiu-Ilarian Autor: Spirescu, M.                                        | Datare: 1893 Dimensiuni: L: 800 mm; LA: 600 mm Material: ulei pe pânză                                                                                                 | Portret bust reprezentat din față, cu chipul ușor întors spre dreapta, pe fond brun vibrat. Personajul este redat la vârsta maturității, chipul cu păr și barba neagră, înveșmântat în costum de ceremonie negru, cu cămașa și funda albă. | Muzeul „Bogdan Petriceicu Hasdeu”, Câmpina                      | Cimec    |
|      | Iulia Hasdeu, soția Autor: Maillart, D.                                            | Datare: 1889 Dimensiuni: L: 730 mm; LA: 590 mm Material: ulei pe pânză                                                                                                 | Portret - redat bust, pe fond brun - din trei sferturi cu privirea îndreptată spre stânga. Personajul are părul alb, pieptănat cu cărare pe mijloc, prins la spate, fiind înveșmântat cu rochie neagră pe gât, brodată pe piept, anturată de o blană maronie. | Muzeul „Bogdan Petriceicu Hasdeu”, Câmpina                      | Cimec    |
|      | Elena și Paris Autor: Hașdeu, Iulia                                                | Datare: Sec. XIX;4/4 Dimensiuni: L: 1100 mm; LA: 840 mm Material: ulei pe pânză                                                                                        | Compoziția îi reprezintă în centrul imaginii pe eroii epopeii Iliada - Paris așezat este înfățișat nud, cu lira în mâna stângă, iar Elena în straie antice sprijinindu-se pe iubitul său, într-un interior mobilat à l’antique, dominat de un recamier și o mobilă acoperită de o draperie. | Muzeul „Bogdan Petriceicu Hasdeu”, Câmpina                      | Cimec    |
|      | George Sion Autor: Spirescu, M.                                                    | Datare: 1893 Dimensiuni: L: 800 mm; LA: 600 mm Material: ulei pe pânză                                                                                                 | Portret bust din semiprofil, amplasat în prim-planul accentuat al compoziției, într-o atitudine convențională; pe fond neutru, gri-verzui, ușor modelat valoric. Personajul este redat la vârsta senectuții, cu părul și barba albe, îmbrăcat în haina neagră, încheiată până la gât, cămașă cu guler alb. | Muzeul „Bogdan Petriceicu Hasdeu”, Câmpina                      | Cimec    |
|      | Iisus Christos Autor: Casciani, Raphaël                                            | Datare: sf. sec. XIX Dimensiuni: I: 2100 mm Material: stuc modelat, pictat policrom                                                                                    | Sculptura în stuc modelat, înfățișându-l pe Iisus Christos în poziție verticală, cu brațele desfăcute în lateral, arătându-și stigmatele. Este înveșmântat în cămașă lungă, albă, încinsă la brâu, pe deasupra purtând o togă colorată, cărămizie. Soclu semisferic neregulat, pe bază în contur octogonal. Statuia este suspendată, susținută de un cadru din fier forjat. | Muzeul „Bogdan Petriceicu Hasdeu”, Câmpina                      | Cimec    |
|      | Dimitrie Bolintineanu Autor: Spirescu, M.                                          | Datare: 1893 Dimensiuni: L: 800 mm; LA: 600 mm Material: ulei pe pânză                                                                                                 | Portret bust reprezentat din față - cu capul ușor întors spre dreapta - plasat accentuat în prim-planul compoziției. Poetul este redat la vârsta maturității, chipul cu fruntea pleșuvă și mustață, înveșmântat în costum de ceremonie negru, cămașă albă și fundă neagră. Modelajul figurii și clar - obscurul din fundal vădesc intenția autorului de a plasa portretul pe traseul unui romantism târziu. | Muzeul „Bogdan Petriceicu Hasdeu”, Câmpina                      | Cimec    |
|      | Visul lui B.P. Hasdeu Autor: Henția, Sava                                          | Datare: sf. sec. XIX Dimensiuni: L: 380 mm; LA: 520 mm Material: ulei pe pânză                                                                                         | Compoziție de factură romantică târzie, înfățișându-l lateral stânga pe B.P.Hasdeu cufundat în fotoliu, cu mâna stângă la tâmplă; în fața sa, în centrul scenei este întins coprul neînsuflețit al fiicei sale, înconjurată de instrumente muzicale și partituri, într-un cadrul ireal, în care elementele arhitecturale (balustradă, coloane) sunt învăluite de nori și deasupra, îngerași susțin o ghirlandă de flori ca o încununare a tinerei poete. | Muzeul „Bogdan Petriceicu Hasdeu”, Câmpina                      | Cimec    |
|      | Sfinții Împărați Constantin și mama lui, Elena                                     | Datare: sec. XIX Școală: Atelier din Țara Românească Dimensiuni: L: 230 mm; LA: 160 mm; rama L: 460 mm; LA: 320 mm Material: ulei pe lemn cu riză integrală din argint | Icoană pe lemn, de factură neoclasică, pictată parțial (portretele și mâinile), înfățișându-i pe Sfinții Împărați Constantin și mama lui, Elena, susținând crucea. Imaginea centrală este încadrată de o ramă bogată, care redă pomul vieții, și medalioane pe colțuri cu imaginile celor patru evangheliști. Central, fronton vegetal încadrând ochiul lui Dumnezeu. | Muzeul „Bogdan Petriceicu Hasdeu”, Câmpina                      | Cimec    |
|      | Elisabeta Hasdeu                                                                   | Datare: 1/2 sec. XIX Dimensiuni: L: 510 mm; LA: 410 mm Material: ulei pe pânză, cu ramă trapezoidală acoperită cu material textil                                      | Portretul - un bust - o înfățișează pe Elisabeta Hasdeu tânără, în rochie albastră, cu umerii dezgoliți, purtând în jurul gâtului un șirag de perle iar în urechi cercei pandantivi. Este coafată cu părul strâns în coc, prin într-o parură de trandafiri și cârlionți pe lângă urechi. Figura, tratată în manieră Biedermayer, este realizată în modelaj plat, și grafism epurat. Paleta cromatică este compusă din ocruri sidefii, transparente pentru carnație, câteva nuanțe de albastru pentru rochie și brunuri închise pentru fundal. | Muzeul „Bogdan Petriceicu Hasdeu”, Câmpina                      | Cimec    |
|      | Alexandru Hasdeu Autor: Henția, Sava                                               | Datare: 1879 Dimensiuni: L: 750 mm; LA: 540 mm Material: ulei pe pânză                                                                                                 | Portretul lui Alexandru Hasdeu - bust pe fond brun - la vârsta senectuții, surprins din trei sferturi cu chipul răsucit spre privitor, părul alb, adus spre față, creștetul pleșuv, cu cămașă albă, redingotă și fundă neagră. Semnat și datat la mijloc, spre stânga, cu roșu. | Muzeul „Bogdan Petriceicu Hasdeu”, Câmpina                      | Cimec    |
|      | Interior la mânăstirea Viforâta Autor: Petrașcu, Gheorghe                          | Datare: 1928 Școală: Pictură românească modernă Dimensiuni: 47 x 61 cm Material: ulei pe pânză                                                                         | Interior la mânăstirea Viforâta. Semnată dreapta jos, de două ori, cu negru: „G. Petrașcu”, datată '928. | Muzeul Județean de Artă Prahova „Ion Ionescu-Quintus”, Ploiești | Cimec    |
|      | Autoportret Autor: Luchian, Ștefan                                                 | Datare: Sec. XIX;1/2 Școală: Pictură românească modernă Dimensiuni: 52 x 36 cm Material: ulei pe carton                                                                | Inscripție pe verso: „Subsemnații atestăm autenticitatea acestui tablou. Este făcut de Luchian, reprezintă pe artist, la Paris în 1896”. Semnături: „Kimon Loghi (prieten, coleg), Schweiter Cumpăna, C. Artachino (prieten și coleg de școală), Vasile Popescu, A. Mănciulescu”. | Muzeul Județean de Artă Prahova „Ion Ionescu-Quintus”, Ploiești | Cimec    |
|      | Ulcică cu flori Autor: Andreescu, Ioan                                             | Datare: 1881 Școală: Pictură românească modernă Dimensiuni: 50 x 37 cm Material: ulei pe pânză                                                                         | Semnată și datată dreapta jos, cu ocru: „I. Andreescu '881”. | Muzeul Județean de Artă Prahova „Ion Ionescu-Quintus”, Ploiești | Cimec    |
|      | Luncă de Barbizon Autor: Grigorescu, Nicolae                                       | Datare: sec. XIX;1/2 Școală: Pictură românească modernă Dimensiuni: 42 x 75 cm Material: ulei pe pânză                                                                 | Peisaj de luncă. Semnată dreapta jos, cu roșu: „Grigorescu”, nedatată, identificată '„Lunca de la Barbizon în amurgul unei zile”'. | Muzeul Județean de Artă Prahova „Ion Ionescu-Quintus”, Ploiești | Cimec    |
|      | Cimitir Autor: Grigorescu, Nicolae                                                 | Școală: Școală românească Dimensiuni: 26,5x39,2 cm Material: cărbune pe hârtie cu filigran Marais                                                                      | Schiță reprezentând un colț de cimitir cu cruci înclinate. În stânga, un fragment de clădire. Lucrată cu hașuri scurte, rapide, care se suprapun în fundal într-o zonă de contrast puternic. Reveniri în accente grafice puternice pe cruci care dau profunzime compoziției. Ștampila „Atelierul pictorului N. Grigorescu” dreapta jos. Nesemnat; nedatat. | Primăria municipiului Câmpina, Prahova                          | Cimec    |
|      | Afiș Autor: Cossard, Adolphe                                                       | Datare: 1900 Școală: Școala franceză Dimensiuni: Î: 28 cm; LA: 62 cm Material: Hârtie, imprimată                                                                       | Compoziție pe oritzontală, reprezentând o tânără profil stânga, ușor drapată cu voal, cântând la vioară. Fundal cu motive florale. Cromatică de griuri și nuanțe de maro. Stil Art Nouveau. Semnat stânga jos, cu verde. Rama din lemn stucat, aurit. | Muzeul Național Peleș, Sinaia                                   | Cimec    |
|      | Primăvara Autor: Mucha, Alphonse Marie                                             | Datare: 1896 Școală: Școala franceză Dimensiuni: Î: 101 cm, LA: 53 cm Material: Hârtie, imprimată                                                                      | Alegoria primăverii, sub chipul unei tinere fecioare, în peisaj. Personajul este redat frontal, într-o poziție contorsionată, având chipul ușor întors spre stânga. Semnat dreapta jos, cu maro: „Mucha”. | Muzeul Național Peleș, Sinaia                                   | Cimec    |
|      | Vara Autor: Mucha, Alphonse Marie                                                  | Datare: 1897 Școală: Școala franceză Dimensiuni: Î: 106,5 cm; LA: 56 cm Material: Hârtie, imprimată                                                                    | Tânără în peisaj, redată din trei-sferturi dreapta. Personajul este așezat pe un buștean, la marginea unei ape. Corpul este parțial drapat. Panoul face parte dintr-o serie de reprezentări ale anotimpurilor. Semnat stânga jos, cu maro: „Mucha”. Inscripție: „Été”. | Muzeul Național Peleș, Sinaia                                   | Cimec    |
|      | Toamna Autor: Mucha, Alphonse Marie                                                | Datare: 1897 Școală: Școala franceză Dimensiuni: Î: 106,5 cm; LA: 56 cm Material: Hârtie, imprimată                                                                    | Compoziția, îngustă, dispusă pe verticală, reprezintă în prim-plan o tânără — alegoria toamnei — situată alături de un butuc de viță de vie. Personajul este așezat, într-o poziție ușor contorsionată, cu bustul lăsat ușor pe spate și piciorul stâng ridicat. Semnat stânga, cu maro: „Mucha”. Inscripție: „Automne”. | Muzeul Național Peleș, Sinaia                                   | Cimec    |
|      | Toamna Autor: Mucha, Alphonse Marie                                                | Datare: 1896 Școală: Școala franceză Dimensiuni: Î: 106,5 cm; LA: 56 cm Material: Hârtie, imprimată                                                                    | Compoziția, îngustă, dispusă pe verticală, reprezintă în prim-plan o tânără - alegoria toamnei - situată alături de un butuc de viță - de - vie. Personajul într-o poziție ușor contorsionată, cu bustul lăsat ușor pe spate și piciorul stâng ridicat. Semnat stânga, cu maro: Mucha. | Muzeul Național Peleș, Sinaia                                   | Cimec    |
|      | Iarna Autor: Mucha, Alphonse Marie                                                 | Datare: 1897 Școală: Școala franceză Dimensiuni: Î: 106,5 cm; LA: 56 cm Material: Hârtie, imprimată                                                                    | Compoziția, dispusă pe verticală, reprezintă alegoria iernii — un personaj feminin în peisaj. Semnat stânga, cu maro: „Mucha”. Inscripție: „Hiver”. | Muzeul Național Peleș, Sinaia                                   | Cimec    |
|      | Les Heures du jour - Éveil du matin Autor: Mucha, Alphonse Marie                   | Datare: 1899 Școală: Școala franceză Dimensiuni: Î: 100 cm; LA: 35,5 cm Material: Hârtie, imprimată                                                                    | Lucrarea se încadrează în categoria „panneaux”, piese derivate din afișele de teatru și îmbogățite cu frumoase peisaje. Personajul ce ocupă prim-planul compoziției, o tânără redată frontal, privind spre stânga, este tratat ca o alegorie a primului moment al zilei: „dimineața”. Semnat, datat dreapta jos, cu negru: „Mucha/99”. | Muzeul Național Peleș, Sinaia                                   | Cimec    |
|      | Les Heures du jour - Éveil du matin Autor: Mucha, Alphonse Marie                   | Datare: 1899 Școală: Școala franceză Dimensiuni: Î: 100 cm; LA: 35,5 cm Material: Hârtie, imprimată                                                                    | Lucrarea prezintă caracteristici de compoziție asemănătoare tuturor componentelor ciclului de „Momente ale Zilei”. Tânăra ce ocupă prim-planul, alegoria miezului zilei, este reprezentată frontal. Semnat, datat dreapta jos, cu negru: „Mucha/99”. Panoul face parte dintr-un ansamblu de reprezentări ale celor patru momente ale zilei. | Muzeul Național Peleș, Sinaia                                   | Cimec    |
|      | Les Heures du jour - Réverie du soir Autor: Mucha, Alphonse Marie                  | Datare: 1899 Școală: Școala franceză Dimensiuni: Î: 100 cm; LA: 35,5 cm Material: Hârtie, imprimată                                                                    | Compoziția dispusă pe verticală a fost executată pe un suport îngust, încadrându-se în seria tematică „Momentele zilei” a lui Alphonse Mucha. Tânăra ce ocupă prim-planul compoziției, redată din profil stânga, este tratată ca o alegorie a seriei. Semnat, datat dreapta jos, cu negru: „Mucha/99”. Panoul face parte dintr-un ansamblu de reprezentări ale celor patru momente ale zilei. | Muzeul Național Peleș, Sinaia                                   | Cimec    |
|      | Portret de fată Autor: Livemont, Privat                                            | Datare: 1900 Școală: Bruxelles Dimensiuni: Î: 50 cm; LA: 30 cm Material: Hârtie, imprimată                                                                             | Compoziție pe verticală: tânără cu flori în păr, ținând o ceașcă în mână, doi copii alături. Cromatică: ocru, verde. Rama din lemn vopsit negru. Semnat, datat, localizare: „Bruxelles”, dreapta jos, cu maro. | Muzeul Național Peleș, Sinaia                                   | Cimec    |
|      | Portret de fată Autor: Privat-Livemont, Henri                                      | Datare: 1900 Școală: Bruxelles Dimensiuni: Î: 50 cm; LA: 30 cm Material: Hârtie, imprimată                                                                             | Compoziție pe verticală: tânără, profil stânga, cu flori în păr, ținând o ceașcă în mână, doi copii alături. Fundal de peisaj. Cromatică: ocru, verde. Rama din lemn vopsit negru. Semnat, datat, localizare: „Bruxelles”, dreapta jos, cu maro. | Muzeul Național Peleș, Sinaia                                   | Cimec    |
|      | Tânără Autor: Privat-Livemont, Henri                                               | Datare: 1900 Școală: Bruxelles Dimensiuni: Î: 50 cm; LA: 30 cm Material: Hârtie, imprimată                                                                             | Afiș publicitar redând un bust de femeie tânără, profil dreapta, cu părul strâns și trandafir prins în păr; mâna stângă ridicată, cu fir de trandafir; în mâna dreaptă, buchet de trandafiri. Semnătură dreapta, sus. Cromatică: alb, gri, roz, verde. Notă: „J.C. Boldoot - Eau de Cologne - Parfumerie Amsterdam”. Imprim:„Lith Van Leer, Amsterdam”. | Muzeul Național Peleș, Sinaia                                   | Cimec    |
|      | Sarah Bernhard Autor: Berthon, Paul                                                | Datare: 1900 Școală: Școala franceză Dimensiuni: Î: 63 cm; LA: 49 cm Material: Hârtie, imprimată                                                                       | Afiș reprezentând bustul actriței Sarah Bernard, încadrată grafic de iriși, cu guler din dantelă brodată cu motiv floral. Cromatică: sepia, bej. Ramă din lemn aurit. Semnată mijloc, sus. | Muzeul Național Peleș, Sinaia                                   | Cimec    |
|      | Le Monstre Autor: Lenoir, Marcel                                                   | Datare: 1900 Școală: Școala franceză Dimensiuni: Î: 79 cm; LA: 54 cm Material: Hârtie, imprimată                                                                       | Compoziție pe verticală. Central, un personaj feminin alegoric, bogat drapat, sânii goi, aură din pene de păun, anturatp de animale și păsări fantastice. Cromatică en grisaille pe fond negru. Dreapta jos, inscripția „Le Monstre”; semnătura artistului, stânga sus. | Muzeul Național Peleș, Sinaia                                   | Cimec    |
|      | Corturi de țigani Autor: Grigorescu, Nicolae                                       | Datare: Sec. XIX Dimensiuni: 74,5x144,5 cm Material: ulei pe pânză de in                                                                                               | Pictura face parte din lucrările grigoresciene de factură romantică, a acelora care, prin atmosferă și prin culoare locală, acreditează deopotrivă o estetică a pitorescului și o perspectivă sociologizantă, un umanism decorativ și abstract. „Corturi de țigani” face parte din același ciclu mare și din aceeași zonă expresivă cu lucrările „Cort țigănesc, seara” (reprodusă în N. Petrașcu, Grigorescu, ed. Bucovina, 1930), „Șatră de țigani” (aflată în Muzeul N. Grigorescu - Câmpina), dar și cu altele în care imaginea crepusculară și pensulația lisă, de factură academistă, coexistă în interiorul unui descriptivism liric și meditativ. Prezintă o sfâșiere verticală și pirdere de culoare (cca. 25 cm) și necesită urgent o acțiune de conservare, consolidare și restaurare. Semnată stânga jos cu roșu: Grigorescu; nedatată. | Muzeul Județean de Artă Prahova „Ion Ionescu-Quintus”, Ploiești | Cimec    |